# Konstanz

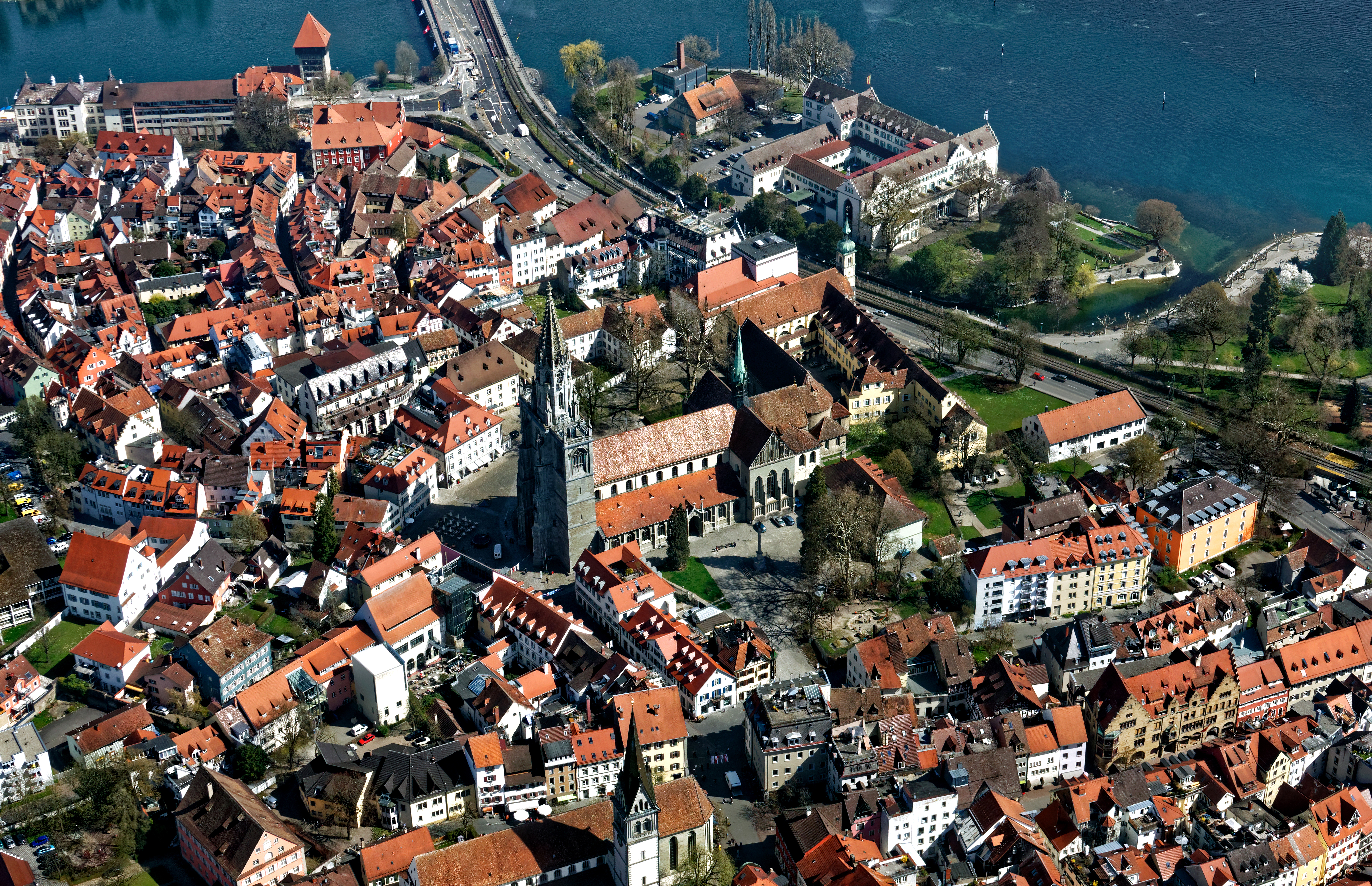
Konstanzer Altstadt mit Münster

Konstanz (Aussprache lokal [ˈkɔnʃd̥ants], ⓘ, standarddeutsch [ˈkɔnstants], alemannisch [ˈkoːʃd̥əts, ˈxoʃd̥əts] und ähnlich) (lateinisch Constantia oder Augusta Turgolorum oder Valeria) ist die größte Stadt am Bodensee und Kreisstadt des Landkreises Konstanz. Die vormalige Freie und zugleich Reichsstadt gehört zur Bundesrepublik Deutschland und liegt an der Grenze zur Schweiz. Seit dem 1. April 1956 ist Konstanz eine Große Kreisstadt und bildet ein Oberzentrum innerhalb der Region Hochrhein-Bodensee im Regierungsbezirk Freiburg des Landes Baden-Württemberg. In Konstanz sind zwei Hochschulen ansässig, die Universität Konstanz und die Hochschule Konstanz Technik, Wirtschaft und Gestaltung (HTWG). Die Geschichte des Ortes reicht bis in die römische Zeit zurück.

## Geographie

### Lage

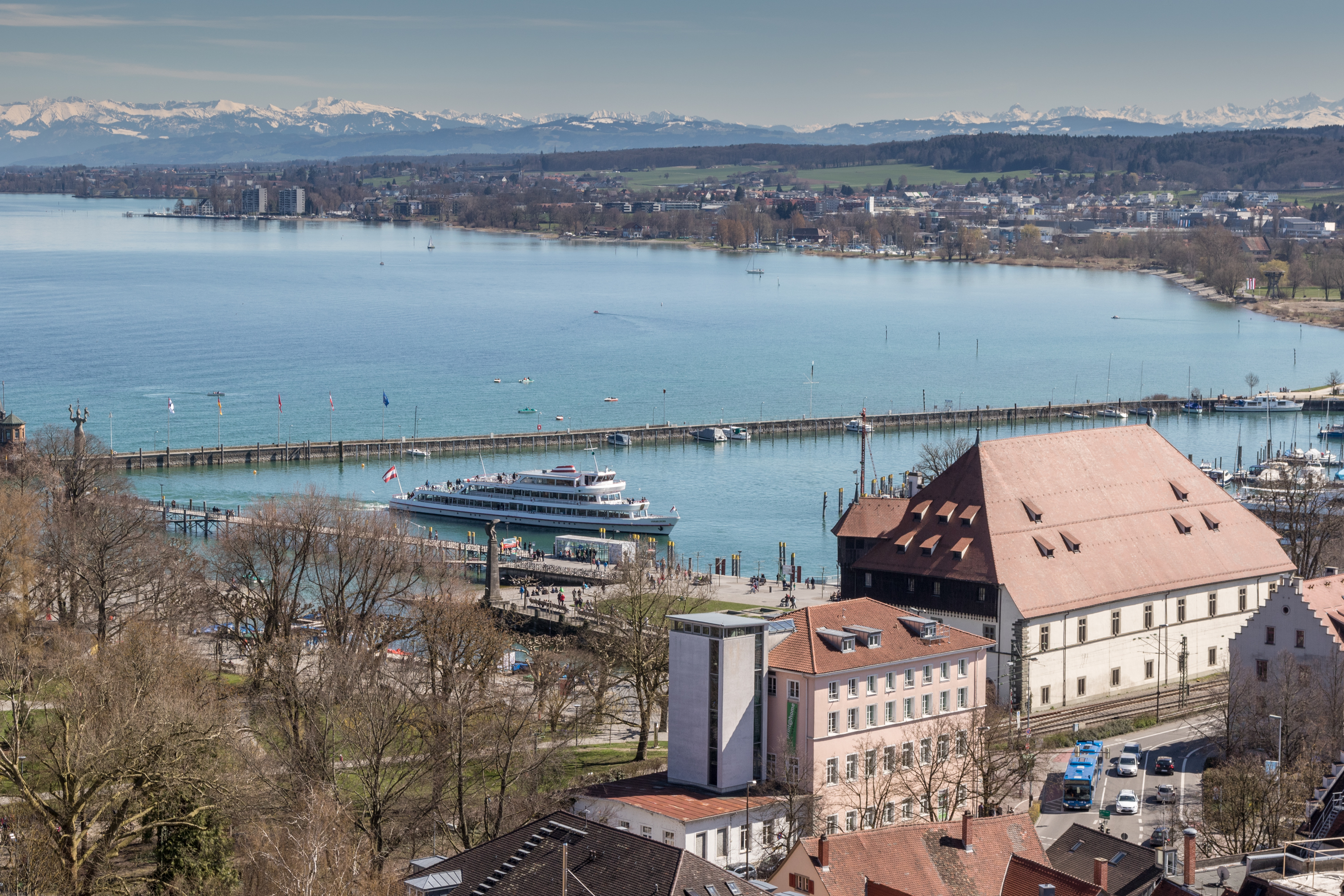
Blick vom Münsterturm auf Hafen und Konstanzer Trichter, rechts das Konzilsgebäude. Im Hintergrund Kreuzlingen

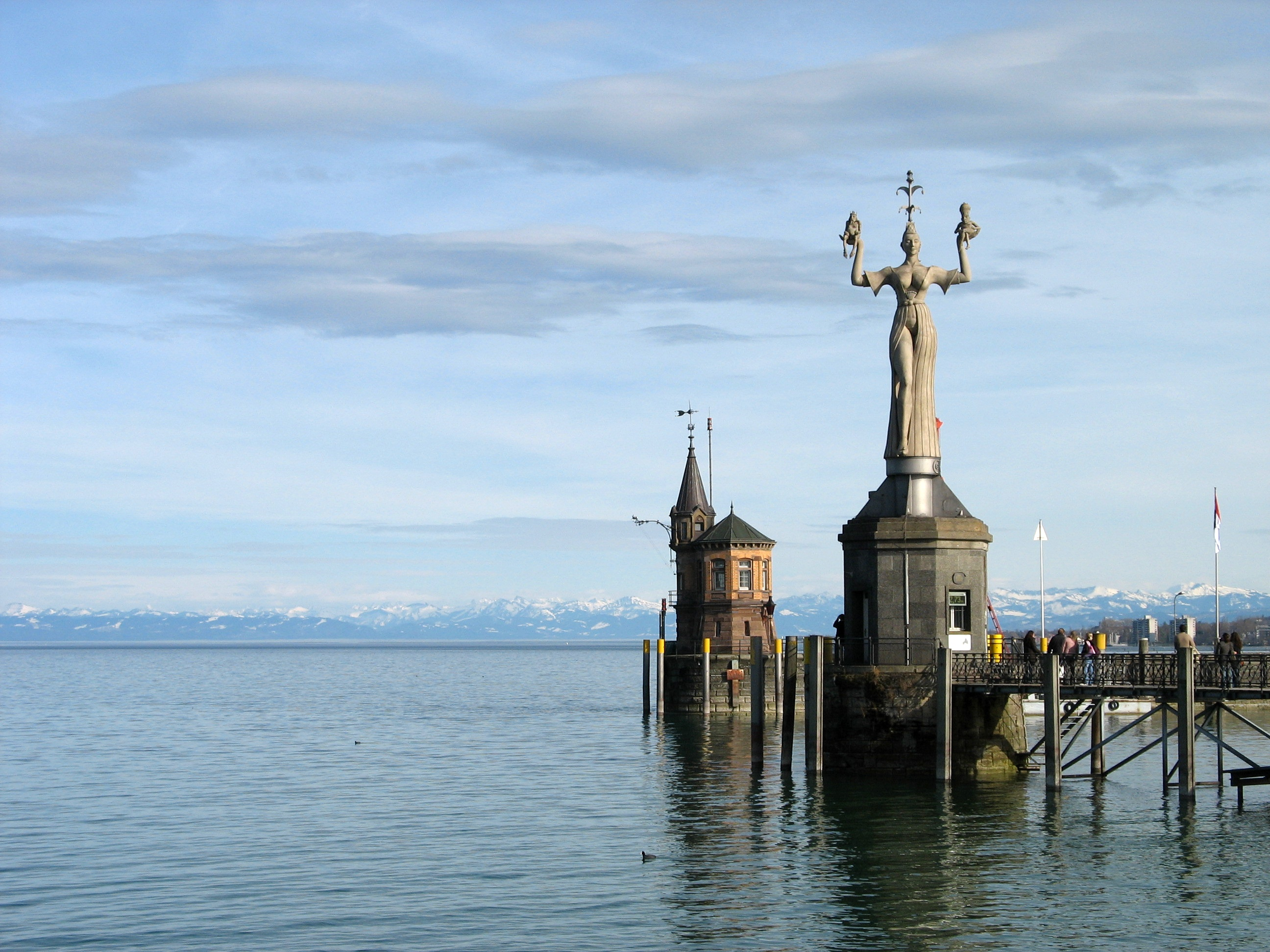
Die Imperia an der Hafeneinfahrt am Bodensee, im Hintergrund die Alpen

Konstanz liegt am Bodensee, am Ausfluss des Rheins aus dem oberen Seeteil direkt an der Grenze zur Schweiz (Kanton Thurgau). Die Schweizer Nachbarstadt Kreuzlingen ist mit Konstanz zusammengewachsen, so dass die Staatsgrenze mitten zwischen einzelnen Häusern und Straßen hindurch, aber auch zum Tägermoos hin entlang des Grenzbaches verläuft. Bei gutem Wetter kann man die Alpen sehen, besonders bei Föhn.
Auf der linken (südlichen) Rheinseite liegen die Altstadt und der Stadtteil Paradies; die neueren Stadtteile hingegen befinden sich auf der rechten (nördlichen) Rheinseite, auf der Halbinsel Bodanrück zwischen dem Untersee und dem Überlinger See. Die Konstanzer Altstadt und die westlich anschließenden Stadtteile sind die einzigen Gebiete Deutschlands, die südlich des Seerheins, auf der „Schweizer Seite“, liegen. Dieses Gebiet ist auch – neben der Kollerinsel bei Brühl – eines der beiden linksrheinischen Landesgebiete Baden-Württembergs.
Das Stadtgebiet hat 34 Kilometer Uferlinie und umfasst 1,31 km² Wasserfläche. Tiefster Punkt ist der Seespiegel mit 395 m ü. NHN (Mittelwasserstand), der höchste Punkt mit 570,3 m ü. NHN liegt beim Rohnhauser Hof in Dettingen.

### Nachbargemeinden
Nachbargemeinden, also unmittelbar an das Stadtgebiet von Konstanz angrenzende Gemeinden, sind die Gemeinde Reichenau (Festlandsgebiete) und Allensbach im Landkreis Konstanz sowie Kreuzlingen, Gottlieben (keine Landgrenze, Grenze verläuft in der Mitte des Seerheins) und Tägerwilen (Gemarkung Tägermoos) im Kanton Thurgau (Schweiz). Meersburg (Bodenseekreis) wird zwar durch den Bodensee von Konstanz getrennt, ist jedoch durch eine rund um die Uhr verkehrende Autofähre bei 15-minütiger Überfahrt mit Konstanz verbunden.

### Stadtgliederung

#### Stadtteile

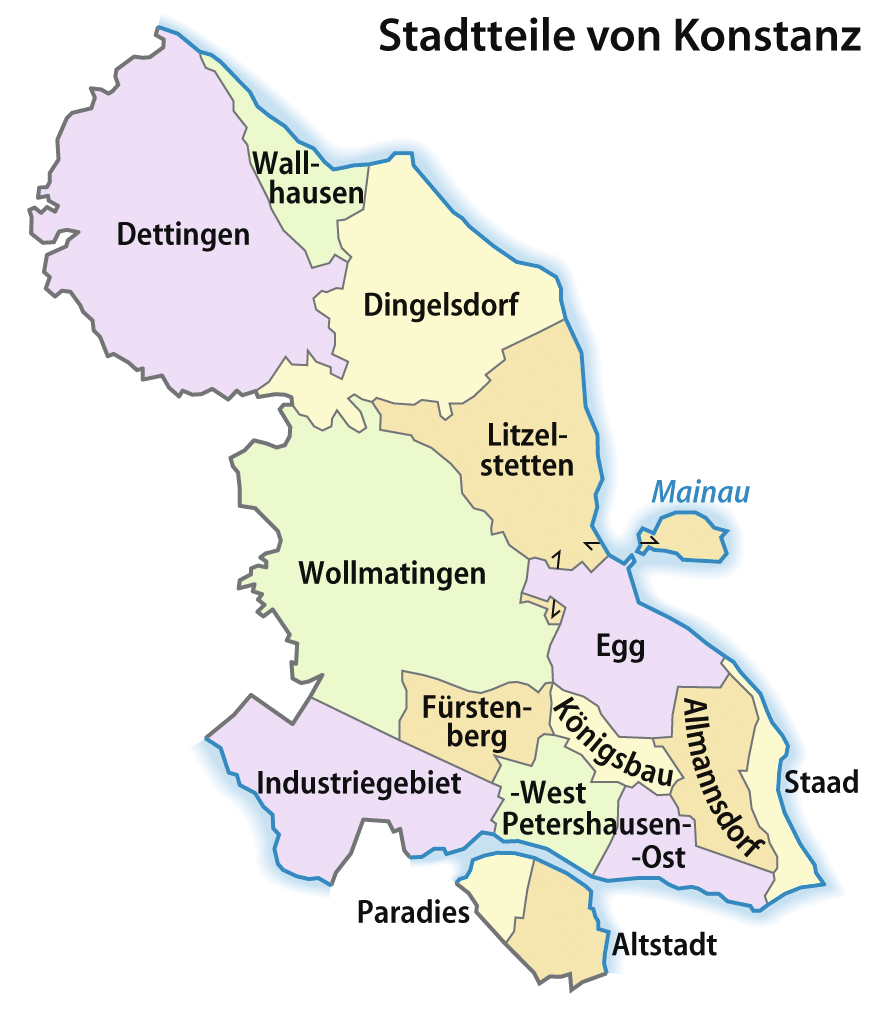
Stadtteile von Konstanz

Das Stadtgebiet wird in 15 Stadtteile gegliedert. Dabei handelt es sich teilweise um ehemals eigenständige Gemeinden, die nach Konstanz eingegliedert wurden, andererseits auch um Stadtteile, deren Bezeichnungen sich im Laufe der Bebauung ergeben haben oder die nach einem besonderen Bezugspunkt benannt wurden.
Die 15 Stadtteile mit Fläche und Bevölkerung:
| Nr. | Stadtteil         | Fläche [ha] | Bevölkerung (Stand 31. Dezember 2019) | Region                    | Bemerkungen                                                                                                  |
| --- | ----------------- | ----------- | ------------------------------------- | ------------------------- | --- |
| 010 | Altstadt          | 129,1216    | 12.138                                | linksrheinisch Innenstadt | mit der Niederburg einschließlich Dominikanerinsel, Stadelhofen, Bahnhof (DB, SBB)                           |
| 020 | Paradies          | 63,2034     | 6.097                                 | linksrheinisch Innenstadt | Stadterweiterung des 19. Jahrhunderts nach Westen, früheres Fischerdorf                                      |
| 030 | Petershausen-West | 181,8892    | 16.021                                | Stadtrand                 | Bahnhof (DB, VHB)                                                                                            |
| 035 | Petershausen-Ost  | 163,4805    | 7.248                                 | Stadtrand                 | mit Eichhorn, Musikerviertel, Salzberg, Sierenmoos                                                           |
| 040 | Königsbau         | 107,2120    | 6.181                                 | Stadtrand                 | mit Pfeiferhölzle, Sonnenbühl, Sonnenhalde, Stockäcker                                                       |
| 050 | Allmannsdorf      | 214,5832    | 5.348                                 | Stadtrand                 | |
| 060 | Staad             | 94,0913     | 1.779                                 | Stadtrand                 | Autofähre Konstanz–Meersburg                                                                                 |
| 070 | Fürstenberg       | 175,8485    | 12.500                                | Stadtrand                 | mit Berchengebiet, Elberfeld; Bahnhof (VHB)                                                                  |
| 080 | Wollmatingen      | 1026,0229   | 6.775                                 | Stadtrand                 | mit Eichbühl, Öhmdwiesen; Bahnhof (VHB)                                                                      |
| 090 | Industriegebiet   | 492,4143    | 1.048                                 | Stadtrand                 | mit Oberlohn, Stromeyersdorf, Unterlohn und den Vogelschutzinseln Mittler oder Langbohl und Triboldingerbohl |
| 100 | Egg               | 314,2647    | 812                                   | Stadtrand                 | mit Hohenegg, Universität Konstanz                                                                           |
| 110 | Litzelstetten     | 511,3703    | 3.861                                 | Vororte                   | mit dem ehemaligen Kloster St. Katharina und der Insel Mainau                                                |
| 120 | Dingelsdorf       | 643,4243    | 2.098                                 | Vororte                   | mit Oberdorf, Fließhorn (Campingplatz), Klausenhorn (Campingplatz)                                           |
| 130 | Dettingen         | 1075,6934   | 3.289                                 | Vororte                   | mit Dobel oder Mühlhalden (ehemals Dobel- oder Mühlhalder Mühle) und Rohnhauser Hof                          |
| 140 | Wallhausen        | 174,9133    | 1.137                                 | Vororte                   | mit Burghof und Ziegelhof                                                                                    |
|     | Konstanz          | 5367,5329   | 86.332                                |                           | |

Auch die Stadtteile von Konstanz haben eine lange Geschichte. Sie gehörten überwiegend zum Kloster Reichenau und kamen später an die Kommende Mainau des Deutschen Ordens und mit dieser 1805 an Baden. Hier gehörten sie zum Amt Konstanz, aus dem 1939 der Landkreis Konstanz hervorging. Nur die Innenstadt (Stadtteile Altstadt und Paradies) ist linksrheinisch, alle übrigen Stadtteile sind rechtsrheinisch. Die Veränderungen und Zerstörungen durch den Eisenbahnbau im 19. Jahrhundert sowie Einzelhandel und Straßenbau im 20. Jahrhundert sind teils einschneidend.

#### Linksrheinische Stadtteile

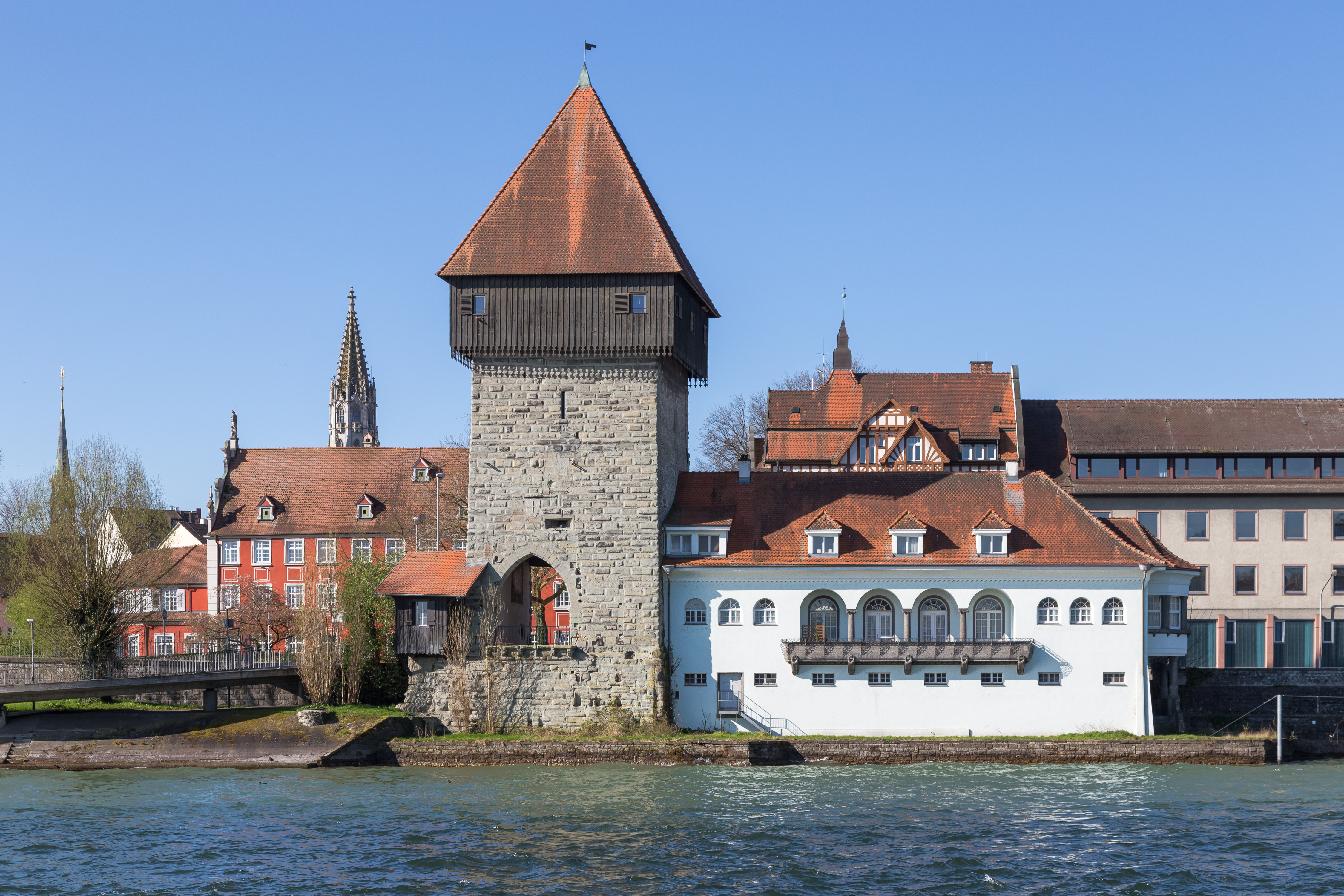
Rheintorturm in Konstanz

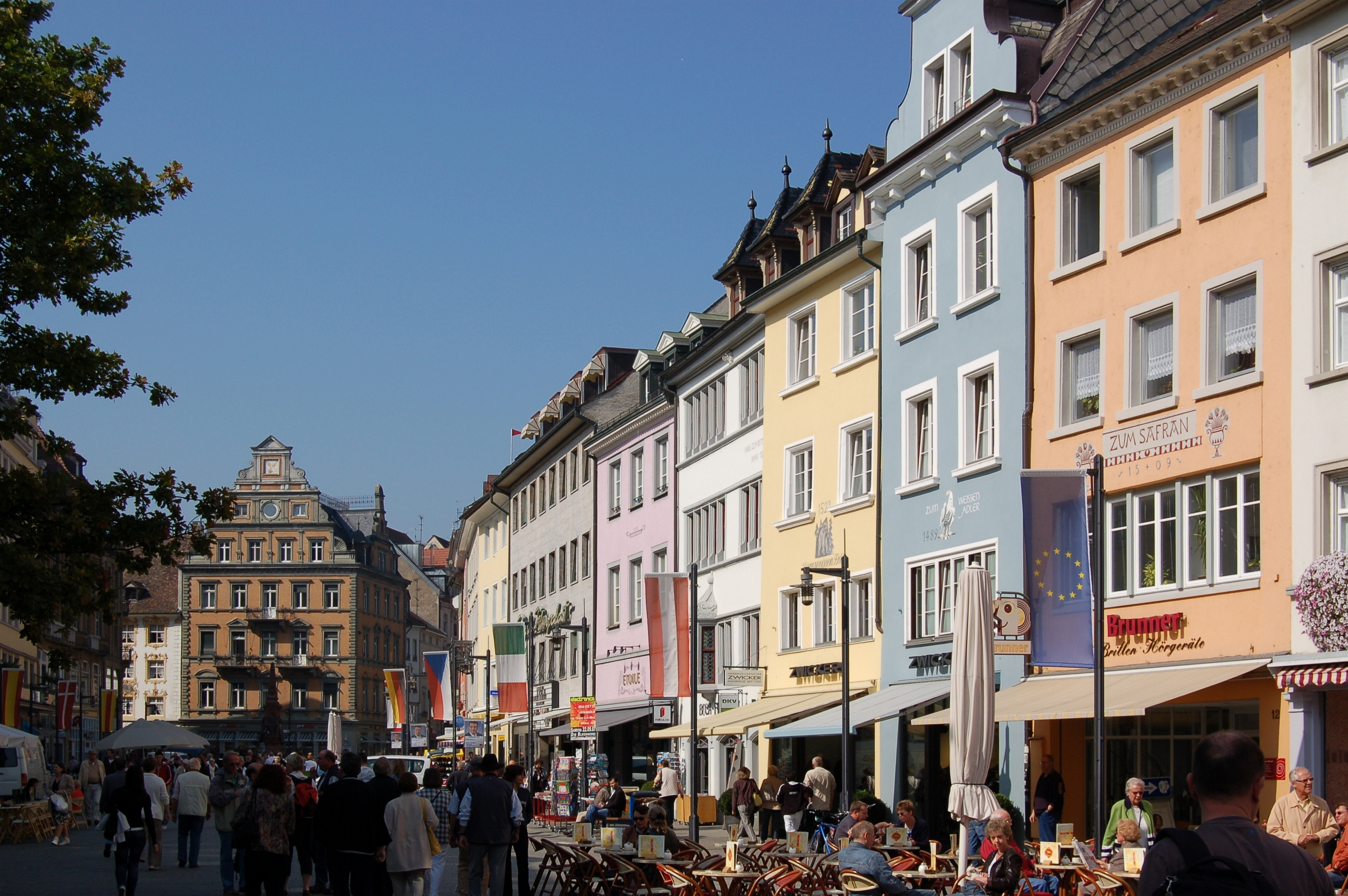
Marktstätte, zentraler Platz und Teil der Fußgängerzone

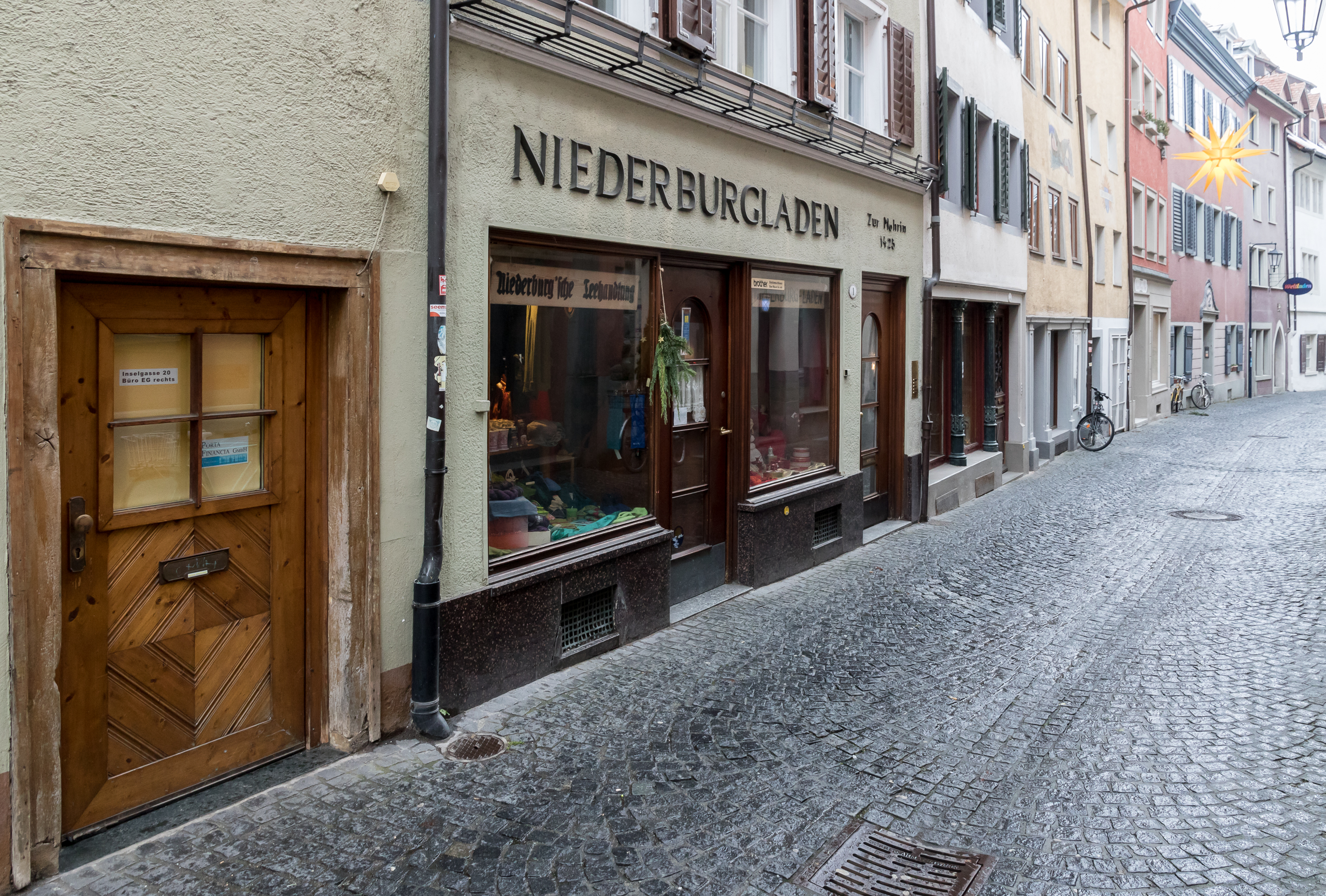
Rheingasse in der Niederburg

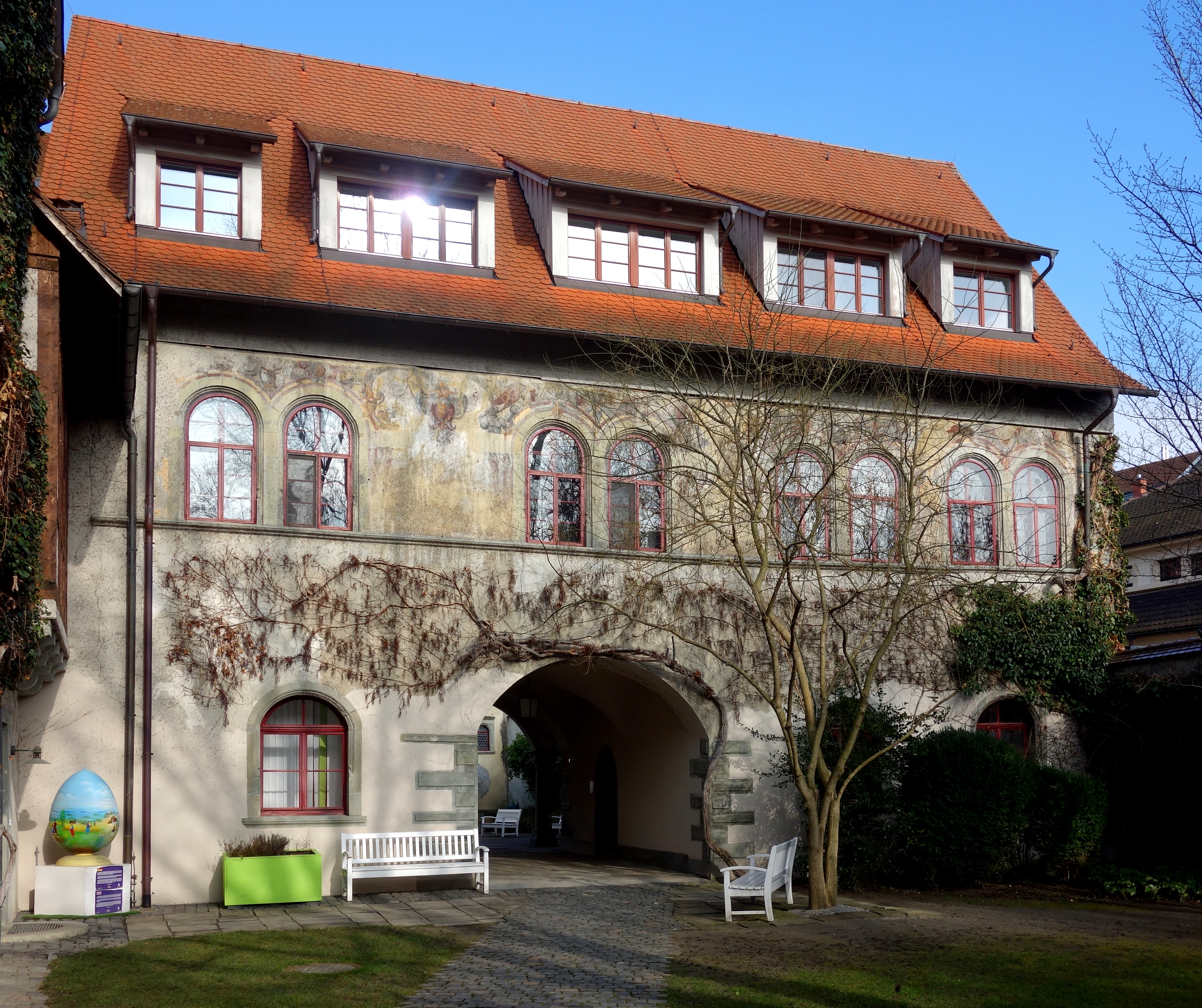
Innenhof des Rathauses

Der Stadtteil Altstadt geht – nach der Einteilung durch die Stadtverwaltung – weit über die historische Altstadt innerhalb der früheren Stadtmauern hinaus, er umfasst auch einen großen Teil dessen, was allgemeinhin (auch in Reise- und Kunstführern) zum Paradies gezählt wird. Der von der Verwaltung für ihre Zwecke so definierte Stadtteil Altstadt hat deshalb wesentlich mehr Fläche und Einwohner als der ebenfalls linksrheinische Stadtteil Paradies. Durch Aufschüttungen im Flachwassergebiet des Bodensees hat Konstanz immer wieder Land hinzu gewonnen. Beispiele sind die Marktstätte und der ehemalige Fischmarkt im 13. und 14. Jahrhundert. Die Altstadt von Konstanz ist besser erhalten als die in vielen anderen Städten Deutschlands, unter anderem weil sie weder im Dreißigjährigen Krieg noch im Zweiten Weltkrieg nennenswert beschädigt wurde. Die Zahl der erhaltenen Bauten aus dem Mittelalter, als die Stadt ihre Blüte erlebte, ist groß.
Die Niederburg innerhalb der Altstadt ist der älteste Teil. Das Gebiet erstreckt sich zwischen Münster, Konzilstraße, Seerhein und Unterer Laube, dem einstigen Stadtgraben. Hier siedelten sich die Domherrenhöfe in Nähe des Münsters an. Die Niederburg ist Heimat der Narrengesellschaft Niederburg. Heute sind in den verwinkelten Gassen Weinstuben, Buchbinderei, Kunstglaser, weitere Handwerker, Behörden, das Dominikanerinnenkloster Zoffingen, das Landgericht, das Notariat, das Theater Konstanz und die Spitalkellerei Konstanz angesiedelt.
Die Vorstadt Stadelhofen innerhalb der Altstadt wird durch die Bodanstraße, die Schweizer Grenze, das Bahnhofsgelände und den Döbeleplatz begrenzt. An der Schwedenschanze wurden die Schweden im Dreißigjährigen Krieg an der Eroberung von Konstanz gehindert. Mit dem Anschluss Badens an den Deutschen Zollverein wurde Stadelhofen vorübergehend zum Zollausschlussgebiet. Georg Elser, dessen Attentat auf Adolf Hitler misslang, wurde bei seiner Flucht an der Schwedenschanze verhaftet – eine Büste erinnert an ihn. Das Einkaufszentrum LAGO mit überregionalem Einzugsgebiet (auch weit in die Schweiz hinein) wurde an der Bodanstraße errichtet.

#### Rechtsrheinische Stadtteile
Petershausen entstand wohl zusammen mit dem gleichnamigen Kloster und war ebenfalls eine eigenständige Dorfgemeinde, die aber bereits 1417 als Vorstadt in die Stadt Konstanz integriert, im 15. Jahrhundert in die Stadtummauerung einbezogen und von einem Hauptmann verwaltet wurde. Das zugehörige Reichskloster Petershausen wurde 1802 im Zuge der Säkularisation aufgehoben.
Der Stadtteil Wollmatingen wurde 724 erstmals als „VValamotinga“, 811 als „Walmütingen“ erwähnt.

#### Konstanzer Vororte
Der Stadtteil Staad als ehemaliges Fischerdorf direkt am See ist seit Langem durch die Autofähre Konstanz–Meersburg mit dem auf der anderen Seite des hier beginnenden Überlinger Sees liegenden Meersburg verbunden.
Der Stadtteil Allmannsdorf wurde 722 als „Alamantiscurt“ erstmals erwähnt. Er liegt oberhalb von Staad. Wahrzeichen sind das ehemalige Rathaus an der Mainaustraße, der ehemalige Wasserturm an der Allmannshöhe (heute eine Jugendherberge) sowie die Lorettokapelle auf der Lorettohöhe; die Kreuzkirche wurde vom Bauhaus-Schüler Hermann Blomeier entworfen.
In Egg befand sich in der Mainaustraße 252 vom August 1947 bis zum Abriss im Dezember 1961 ein Baracken-Lager für ostdeutsche Vertriebene und Flüchtlinge mit dem Ziel, sie in Konstanz zu integrieren.
Der Teilort Litzelstetten wurde 839 als „Luzzilonssteti“ erstmals erwähnt. Im 14. Jahrhundert wurden die zwei Orte „Oberdorf“ und „Unterdorf“ unterschieden.
Der Teilort Dingelsdorf wurde 947 als „Thingoltesdorf“, das von Konstanz aus dahinter liegende Wallhausen 1187 erstmals als „villa Walarhusin“ erwähnt.
Der Teilort Dettingen wurde 811 als „Tettingen“ erstmals erwähnt. 839 kam der Ort an das Kloster Reichenau. Im 12. Jahrhundert herrschten Reichenauer Ministeriale im Ort. Es bestanden zwei Burgen, Alt-Dettingen und Neu-Dettingen, die spätestens seit dem 14. Jahrhundert abgingen. Die Reichenau hatte noch bis in das 18. Jahrhundert hinein das Hochgericht über den Ort inne. Das Niedergericht unterstand seit dem 15. Jahrhundert der Deutschordenskommende Mainau.

#### Gemarkungen
Es gibt vier Gemarkungen:
| Gemarkungs- Nr. | Gemarkung      | Fläche ha | Bevölkerung Zensus 5. Mai 2011 | Eingemeindung                                           |
| --------------- | -------------- | --------- | ------------------------------ | ------------------------------------------------------- |
| 086660          | Konstanz       | 3.002,68  | 67.631                         | Allmannsdorf 1. Januar 1915 Wollmatingen 1. August 1934 |
| 086661          | Dettingen      | 1.249,98  | 4.168                          | 22. Apr. 1975                                           |
| 086662          | Dingelsdorf    | 642,92    | 2.048                          | 1. Jan. 1975                                            |
| 086663          | Litzelstetten  | 510,89    | 3.800                          | 1. Dez. 1971                                            |
|                 | Stadt Konstanz | 5.406,47  | 77.647                         | –                                                       |
| 089999          | Tägermoos      | 154       | 66                             | 28. März 1831                                           |

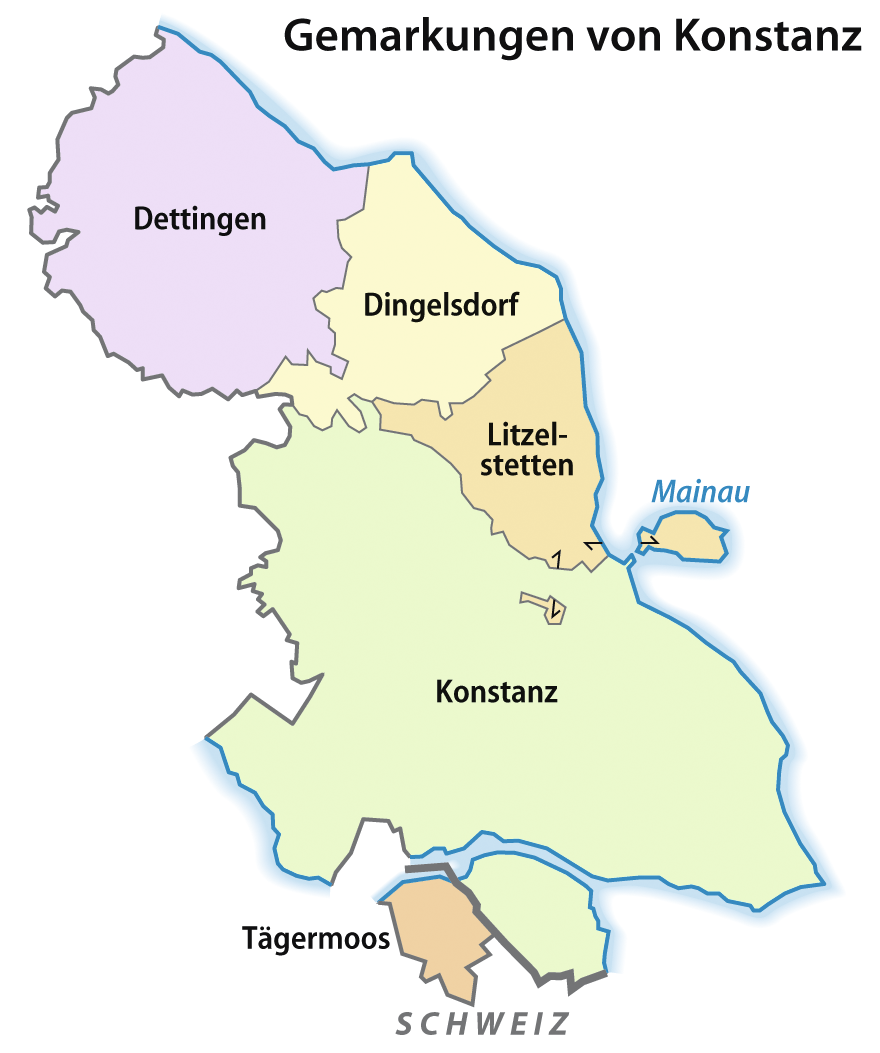
Gemarkungen der Stadt Konstanz

Darüber hinaus gehört als fünfte Gemarkung auch Tägermoos mit einer Fläche von 154 Hektar zu Konstanz, diese liegt allerdings linksrheinisch und auf dem Hoheitsgebiet der Schweiz. Ihr besonderer Status ist in einem Staatsvertrag von 1831 festgelegt.

#### Ortschaften
Die ehemaligen Gemeinden Dettingen (heute unter dem Namen Dettingen-Wallhausen), Dingelsdorf und Litzelstetten sind zugleich Ortschaften im Sinne der baden-württembergischen Gemeindeordnung mit je einem Ortschaftsrat und einer Ortsverwaltung.

### Raumordnung
Konstanz ist nach dem Landesentwicklungsplan für Baden-Württemberg als Oberzentrum ausgewiesen. Dieses übernimmt für die Gemeinden Allensbach und Reichenau auch die Aufgaben des Mittelbereichs. Darüber hinaus gibt es Verflechtungen mit dem Kanton Thurgau in der Schweiz.

### Klima
Aufgrund der Lage am Bodensee herrscht in Konstanz typisches Bodenseeklima vor, es ist somit im Winter etwas milder als in den meisten Regionen Deutschlands. Im Sommer kann es durch hohe Temperaturen und wenig Wind jedoch leicht zu Schwüle kommen. Da der Bodensee als Wärmespeicher fungiert, gibt es im Winter nur relativ wenige Frosttage (ca. 62), oft kommt es aber zu großflächigen Nebel- und Hochnebellagen, die sich oft tage- oder gar wochenlang nicht auflösen. 95 der durchschnittlich 160 trüben Tage liegen in den Monaten Oktober bis Februar. Eine Schneedecke liegt an ca. 23 Tagen im Jahr, hauptsächlich im Januar und Februar. Diese beiden Monate sind auch die kältesten mit 2,1/4,3 bzw. 2,9/5,8 °C. Die wärmsten Monate sind Juli und August mit 20,0/27,5 °C bzw. 19,5/26,7 °C. Mit 946 mm Niederschlag zählt Konstanz zu den regenreichen Städten Deutschlands.
|                        | Jan  | Feb  | Mär  | Apr  | Mai  | Jun  | Jul  | Aug  | Sep  | Okt  | Nov  | Dez  |   |       |
| Mittl. Temperatur (°C) | 2,1  | 2,9  | 7,3  | 11,3 | 15,1 | 20,1 | 22,0 | 21,4 | 16,6 | 11,7 | 6,6  | 3,2  | ⌀ | 11,7  |
| Mittl. Tagesmax. (°C)  | 4,3  | 5,8  | 11,8 | 16,7 | 20,1 | 25,5 | 27,5 | 26,7 | 21,3 | 15,4 | 9,1  | 5,4  | ⌀ | 15,8  |
| Mittl. Tagesmin. (°C)  | −0,1 | 0,0  | 2,7  | 6,0  | 10,0 | 14,7 | 16,5 | 16,0 | 11,9 | 8,0  | 4,2  | 1,2  | ⌀ | 7,6   |
|                        |      |      |      |      |      |      |      |      |      |      |      |      |   |       |
| Niederschlag (mm)      | 57   | 38   | 38   | 61   | 99   | 85   | 74   | 89   | 44   | 52   | 47   | 30   | Σ | 714   |
|                        |      |      |      |      |      |      |      |      |      |      |      |      |   |       |
| Sonnenstunden (h/d)    | 1,6  | 2,9  | 5,1  | 6,8  | 6,7  | 8,7  | 9,1  | 8,0  | 6,5  | 3,9  | 2,1  | 1,7  | ⌀ | 5,3   |
|                        |      |      |      |      |      |      |      |      |      |      |      |      |   |       |
| Regentage (d)          | 15,6 | 10,4 | 12,2 | 11,2 | 14,6 | 13,7 | 11,9 | 13,0 | 11,2 | 12,9 | 13,2 | 11,9 | Σ | 151,8 |
|                        |      |      |      |      |      |      |      |      |      |      |      |      |   |       |
| Wassertemperatur (°C)  | 5    | 4    | 6    | 10   | 14   | 18   | 22   | 23   | 21   | 18   | 12   | 7    | ⌀ | 13,4  |
|                        |      |      |      |      |      |      |      |      |      |      |      |      |   |       |
| Luftfeuchtigkeit (%)   | 84   | 80   | 75   | 72   | 73   | 74   | 74   | 77   | 81   | 85   | 86   | 85   | ⌀ | 78,8  |

| −0,1 |

| 0,0 |

| 2,7 |

| 6,0 |

| 10,0 |

| 14,7 |

| 16,5 |

| 16,0 |

| 11,9 |

| 8,0 |

| 4,2 |

| 1,2 |

| −0,1 |

| 0,0 |

| 2,7 |

| 6,0 |

| 10,0 |

| 14,7 |

| 16,5 |

| 16,0 |

| 11,9 |

| 8,0 |

| 4,2 |

| 1,2 |

Auch in Konstanz verändert sich das Klima durch die Klimaerwärmung zusehends.
Aufzeichnungen der privaten Wetterstation Kressbronn zeigen, dass die Temperatur, im Vergleich zur Messperiode 1981–2010, in den Jahren 2007–2014 um 0,5 K gestiegen ist, die Anzahl der Sonnenstunden sogar um knapp 360 auf 2061 Stunden pro Jahr (WeatherOnline verzeichnet allerdings nur eine Zunahme von ungefähr 110 Stunden). Damit ist Konstanz eine der sonnenreichsten Städte Deutschlands.

## Geschichte

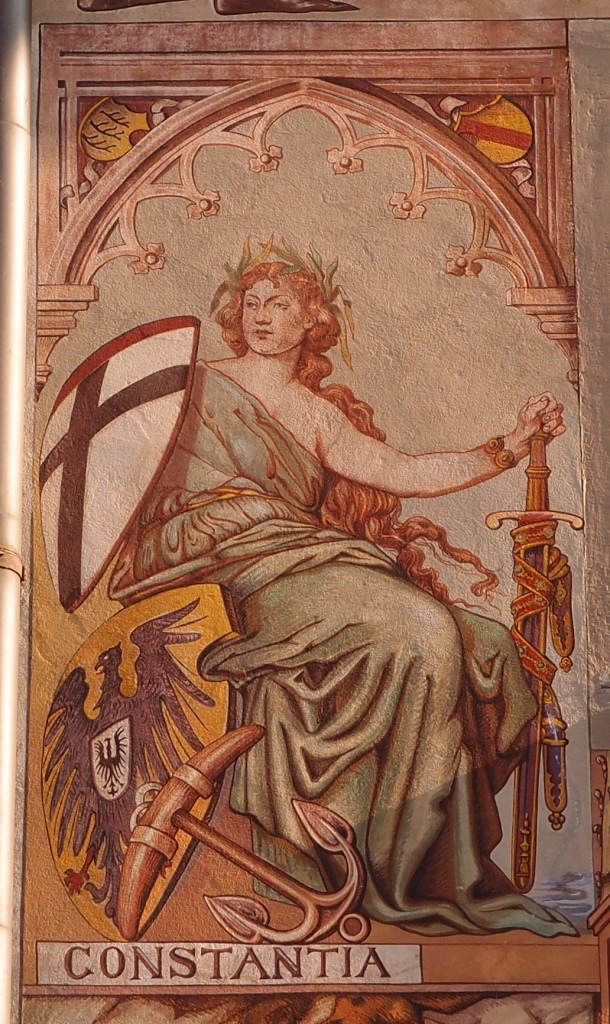
Allegorie Constantia am Hotel Barbarossa in Konstanz

### Antike

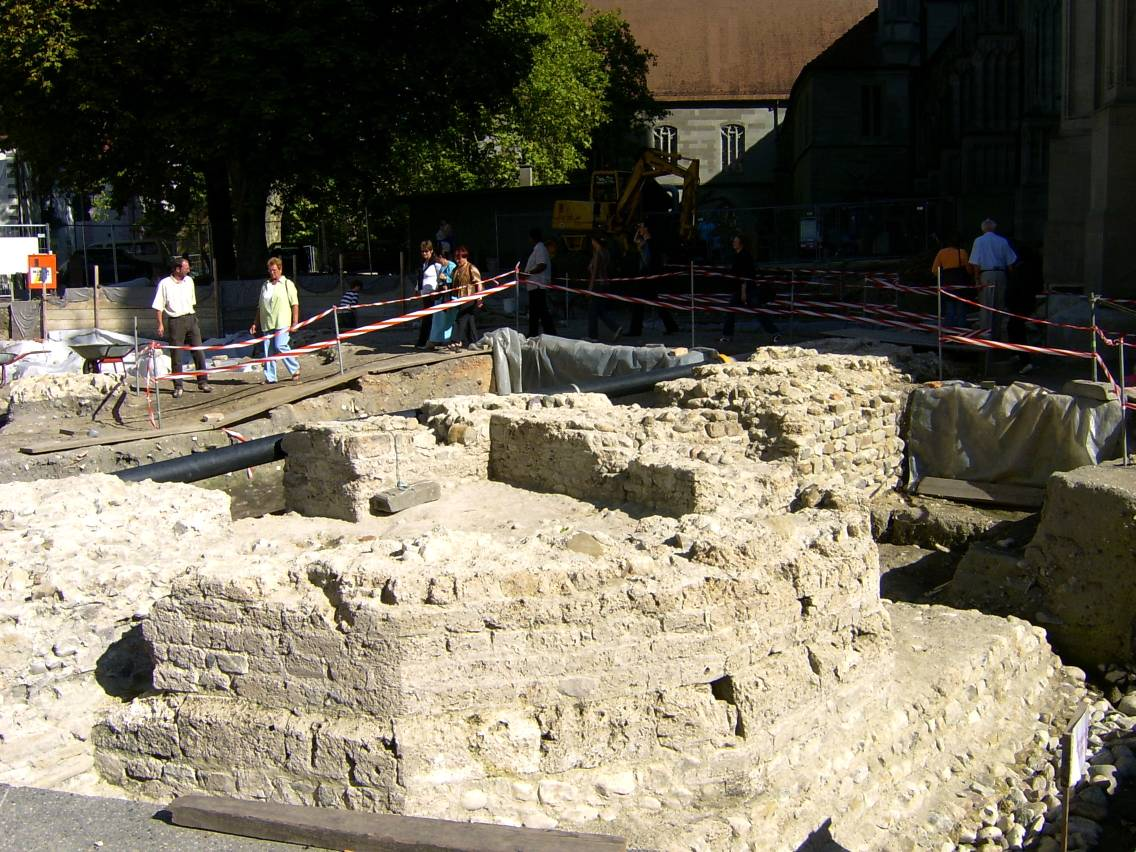
Spätrömisches Turmfundament auf dem Konstanzer Münsterplatz

Bereits Ende des 2. Jahrhunderts v. Chr. siedelten Kelten, vermutlich vom Stamm der Helvetier, im Bereich der heutigen Niederburg. Unter Kaiser Augustus wurde das Gebiet um den Bodensee kurz vor der Zeitenwende für das Römische Reich erobert und gehörte fortan zur Provinz Raetia. Das keltische oppidum wurde zerstört.
Wenig später entstand im Gebiet des Münsterhügels eine kleine Siedlung, auch wenn die kaiserlichen Truppen unter Claudius zunächst wieder abgezogen wurden. Auch nördlich des Rheins finden sich im heutigen Stadtgebiet einige Hinweise auf römische Besiedlung. Wie die Ortschaft am Münsterhügel hieß, ist nicht sicher bekannt. In der Geographike Hyphegesis des Claudius Ptolemäus (um 160 n. Chr.) wird an leidlich geeigneter Stelle eine Siedlung namens Taxegetium (46°15′ N, 29°30′ O) erwähnt,  ein halbes Grad westlich und ¼ Grad nördlich von Brigantium (46°00′ N, 30°00′ O); tatsächlich liegt Konstanz (47°40′ N, 9°11′ O) 0°34′ westlich und 0°10′ nördlich von Bregenz (47°30′ N, 9°45′ O).
Eine Forschergruppe um Andreas Kleineberg, die versuchte, Ptolemaios’ Daten mittels eines Algorithmus in heutige Geodaten umzurechnen, wollte Drusomagus (Ptolem. Geogr. 2,12,3 – Geodatum 46°5′ N, 31°30′ O) 2010 mit dem heutigen Konstanz identifizieren, obwohl Ptolemaios dieses 1°30′ östlich von Brigantium (Bregenz) lokalisierte, mithin irgendwo am Nordrand der Alpen. 
Im 2. Jahrhundert entstanden in Konstanz erste Steinbauten, im 3. Jahrhundert wurde die Siedlung zweimal befestigt. Vermutlich gab es hier zu dieser Zeit bereits eine Rheinbrücke.

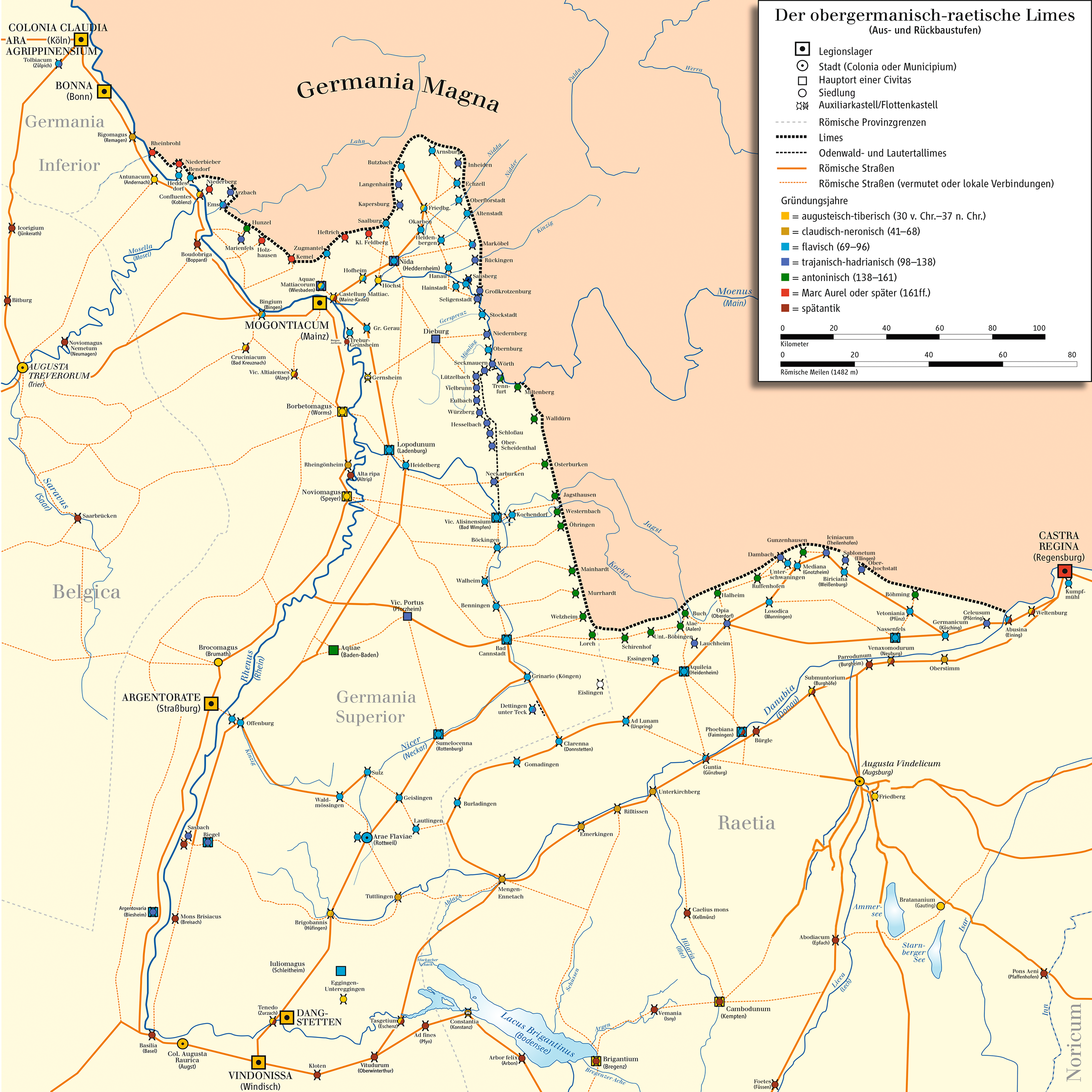
Kastelle am Obergermanisch-Rätischen Limes (bis ca. 260) und die wichtigsten Festungen des spätantiken Donau-Iller-Rhein-Limes, darunter auch Constantia

Zu einer Zäsur in der Stadtgeschichte kam es dann um das Jahr 300: Konstanz war in der Spätantike, nachdem die Römer das Dekumatland aufgegeben hatten, Ort einer wichtigen linksrheinischen Grenzbefestigung (siehe Donau-Iller-Rhein-Limes). Spuren einer mächtigen spätrömischen Festungsanlage, des Kastells Constantia, mit Mauer und achteckigem Zwischenturm aus dem frühen 4. Jahrhundert, wurden 2003/04 am Münsterplatz ergraben. Sie können heute zu einem kleinen Teil durch eine einen Meter hohe Glaspyramide betrachtet und (im Rahmen von Führungen) unterirdisch begangen werden. Dieses spätrömische Steinkastell Constantia diente primär der Verteidigung gegen plündernde Alamannen und der Kontrolle des Rheinübergangs. Offenbar erblühte im Schutz dieser Militäranlage – wie meistens – auch die zivile Siedlung. Constantia scheint dabei nicht unbedeutend gewesen zu sein. Die unweit der Festung gelegenen römischen Badeanlagen, die ebenfalls aus dem 4. Jahrhundert stammen, sind jedenfalls ungewöhnlich groß für diese Zeit.
Auch der Name der spätantiken Anlage bezeugt ihre Bedeutung, denn benannt wurde der Ort, der im Zuge der diokletianischen Reichsreformen der 297 n. Chr. neugebildeten Provinz Raetia prima angehörte, nach einem römischen Kaiser. In Frage kommt dabei zum einen Constantius I., der um das Jahr 300 Siege über die Alamannen errungen und die Grenzen des Imperium Romanum an Rhein und Donau noch einmal gesichert hatte. Da das unweit von Konstanz beim heutigen Stein am Rhein gelegene spätrömische Kastell Tasgetium durch eine Bauinschrift auf die Zeit zwischen 293 und 305 datierbar ist, spricht vieles dafür, dass auch Constantia um diese Zeit errichtet wurde. Nach Ansicht anderer Forscher trägt Konstanz hingegen den Namen seines Enkels, des Kaisers Constantius II., der 354 und 355 am Rhein und in der Raetia ebenfalls gegen die Alamannen kämpfte und sich vermutlich auch in Konstanz aufhielt, das möglicherweise aus diesem Anlass nach ihm benannt wurde.
Vermutlich besuchte Kaiser Gratian 378 Constantia, als er am Südufer des Bodensees nach Osten zog. Laut der um 420 verfassten Notitia dignitatum, einem spätantiken Truppenverzeichnis, unterstanden die in Konstanz und Bregenz stationierten römischen Truppen einem praefectus numeri Barcariorum (Not. Dig. occ. 35, 32).
Die erste sicher überlieferte Erwähnung des Ortsnamens Constantia stammt aus der Zeit um 525 und findet sich im lateinischen Reisehandbuch des romanisierten Ostgoten Anarid.

### Frühmittelalter
Nach dem Ende des Weströmischen Kaisertums 476 n. Chr. gelangte die ehemalige römische Provinz Raetia prima und damit auch Konstanz unter die Herrschaft Odoakers. Nach dessen Tod 493 erlangte das Ostgotenreich bis 536 die Kontrolle über die Raetia prima, die in dieser Zeit weiterhin von Ravenna aus regiert wurde. 537 musste der ostgotische König Witichis das Gebiet dann an den Frankenkönig Theudebert I. abtreten als Gegenleistung für dessen Unterstützung gegen das Oströmische Reich (Gotenkrieg (535–554)). Damit wurde Konstanz Teil des Reichs der Merowinger.
Vermutlich um 585 zog der Bischof Maximus aus dem in der Völkerwanderungszeit etwas unruhigen Vindonissa (heute Windisch) in das geschützter liegende Konstanz um und wurde zum Stadtherren. Wohl um diese Zeit wurde, teils auf den Fundamenten der spätantiken Festung, ein erster Vorgängerbau des heutigen Münsters errichtet.
Konstanz lag am Weg vom mittelalterlichen Deutschland über die Bündner Alpenpässe nach Italien, so dass es vom immer mehr aufblühenden Fernhandel im Mittelalter profitierte. In der Folge wurde die Stadt mehrfach in Richtung Süden erweitert, und auch der Hafen wurde mehrmals verlegt. Konstanz lag im Zentrum des Leinenhandels („Tela di Costanza“). Die Stadt wurde im Laufe der Jahrhunderte sehr unterschiedlich benannt, bis sich Konstanz als einzige Namensform durchsetzte. Die Vielfalt der heute nicht mehr gebräuchlichen Bezeichnungen haben Ulrich Büttner und Egon Schwär zusammengestellt:

„Chostanze (1251), Chostentz (1341), Constancia (762), Constantia (912), Constantiae (980), Constantie (762), Constantiensi (1159), Constantiensis (1286), Costencz (1483), Constanz (1579), Costentz (1300), Costentz (1341), Costenz (1291), Costenze (1283), Costintz (1312), Costintze (1319), Costinze (1251), Konstanz (1274), Kostenz (1290), Kostenz (1336), Kostenze (1279), Kostenze (1327), Kostinze (1272), Kostnitz (1353).“

Konrad von Konstanz, auch Konrad I. von Altdorf (* um 900; † 26. November 975) war Bischof im Bistum Konstanz von 934 bis 975 und wird seit 1123 römisch-katholisch als Heiliger verehrt. Aufenthalte in Rom ließen in ihm den Entschluss reifen, die städtische Topographie von Konstanz derjenigen von Rom anzugleichen. Unter dem Einfluss der Patriarchalbasiliken Roms ließ Konrad so zum Beispiel analog zu San Paolo fuori le mura eine Paulskirche errichten. In unmittelbarer Nähe entstand die Kirche St. Johann entsprechend San Giovanni in Laterano. Die ebenfalls vor der Stadt gelegene Laurentiuskirche (später Ratskapelle St. Lorenz; heute nicht mehr existent) ließ er erneuern. Unter dem Eindruck seiner Jerusalemer Pilgerfahrten ließ er dann die Mauritiusrotunde als Nachbau der Grabeskirche bauen, die nun als regionales Pilgerziel diente. Für diese unmittelbar beim Chor der Domkirche gelegene Kapelle richtete er eine Gemeinschaft von zwölf Kanonikern ein, die als dritte Kanonikergemeinschaft neben dem Konstanzer Münster und dem von seinem Amtsvorgänger Salomo III. eingerichteten Stift an der Stephanskirche jedoch nur kurze Zeit Bestand hatte.

### Reichsstadt (1192–1548)

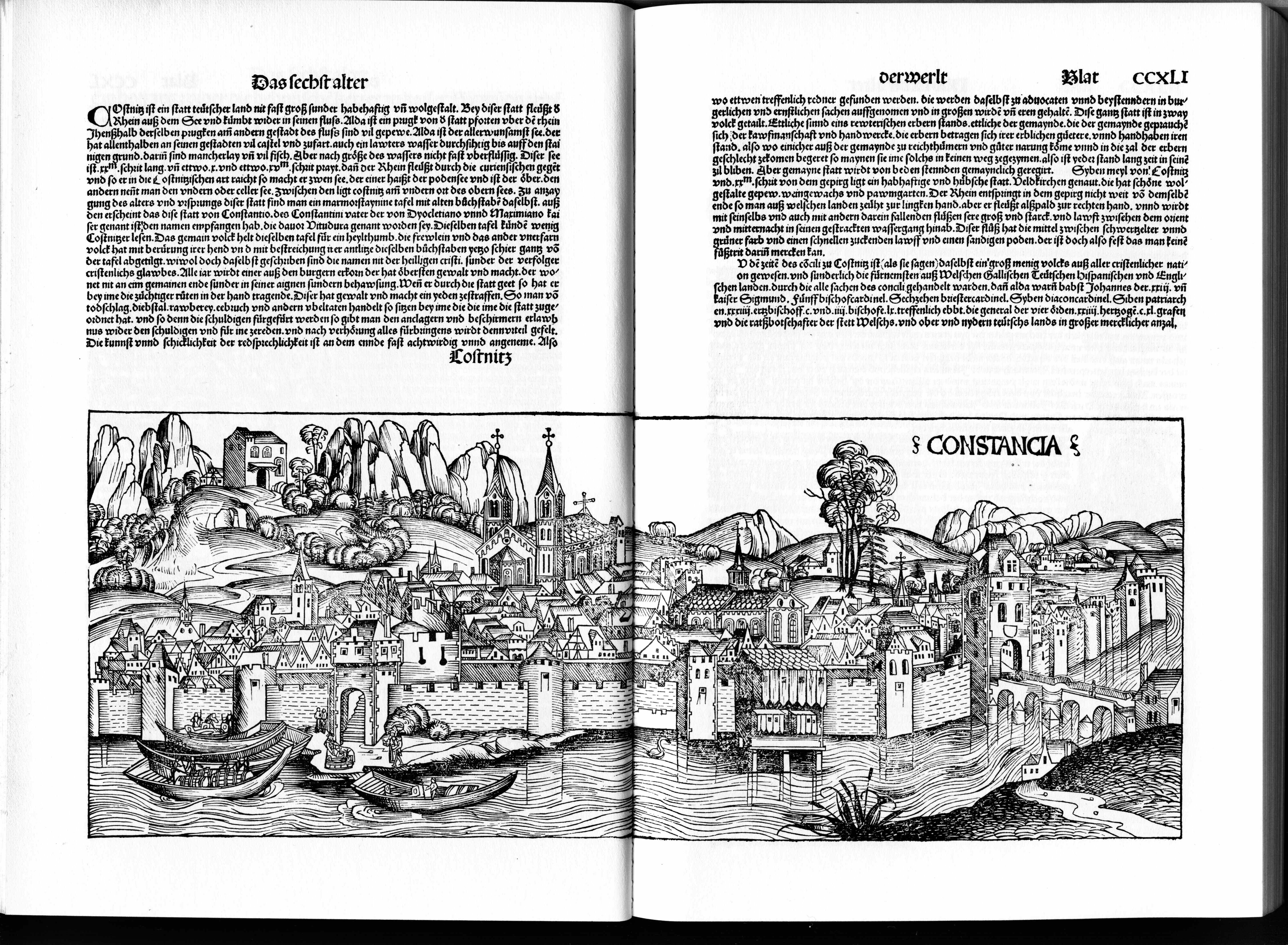
Schedelsche Weltchronik von 1493: Konstanz

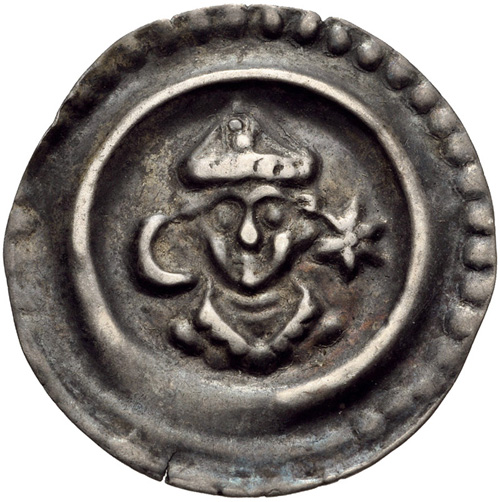
Ewiger Pfennig Konstanz

Die zunehmend autonomen Bürger der Stadt erkämpften sich 1192 und 1213 eine eigenständige, vom bisherigen Stadtherren – dem Bischof – unabhängige Position, und erhielten – so die Meinung einiger Historiker – schließlich den Status einer Freien Stadt bzw. Reichsstadt. Eine Reichsstadt definiert sich über die Reichsunmittelbarkeit, das heißt konkret, dass sie keine Steuern an den jeweiligen Landesherren, sondern alle Steuern direkt an den Kaiser, also das Reich, zu zahlen hatte. Da die Stadt Konstanz ihre Steuern nachweislich zur Hälfte an den Kaiser und zur Hälfte an den Bischof zahlte, lässt sie sich möglicherweise nicht dem reinen Typus einer Freien Stadt bzw. Reichsstadt zuordnen. Konstanz gehörte zudem vom Beginn des 10. Jahrhunderts bis zum Untergang der Staufer im 13. Jahrhundert dem Herzogtum Schwaben an.
Der Konstanzer Pfennig wurde ab 1250–1270 in der bischöflichen Münzstätte aus Silber geprägt. Innerhalb des runden Wulstes und des runden Perlenrandes war das Brustbild eines Bischofs mit Mitra und Stola und mit einem Krummstab und Lilienzepter abgebildet. Er war einseitig geprägt mit einem Durchmesser von 21 mm und einem Gewicht von 0,56 g. Im Jahr 1295 erwarb Konstanz käuflich das Münzrecht und prägte den sogenannten Ewigen Pfennig, der nicht mehr der jährlichen Münzverrufung unterlag.
Am 24. Mai 1312 schlossen sich die vier Städte Zürich, Konstanz, Schaffhausen und St. Gallen zu einem Städtebund zusammen. Konstanz war auch Gründungsmitglied des Schwäbischen Städtebunds, bei dem sich am 4. Juli 1376 vierzehn wichtige oberschwäbische Städte (neben Konstanz auch Ulm, Lindau, St. Gallen etc.) zu einem mächtigen Bündnis zusammenschlossen.
Auf dem Höhepunkt ihrer wirtschaftlichen und politischen Macht errichtete die Stadt am Hafen im Jahr 1388 ein Kaufhaus als Warenlager und -umschlagszentrum, das heutige Konzilgebäude. Durch die Erschließung des Gotthardpasses verlagerten sich die Handelsströme in der Folgezeit zunehmend auf die Route über Zürich–Basel, so dass die Entwicklung der Stadt im Spätmittelalter stagnierte. Daher blieb die gotische Bausubstanz der Stadt von späterer Umgestaltung weitgehend verschont. Wichtigstes Handels- und Exportgut war rohe, gebleichte Leinwand, welche weithin bekannt war unter dem Namen Konstanzer Leinwand (tela di Costanza).

#### Konzil von Konstanz

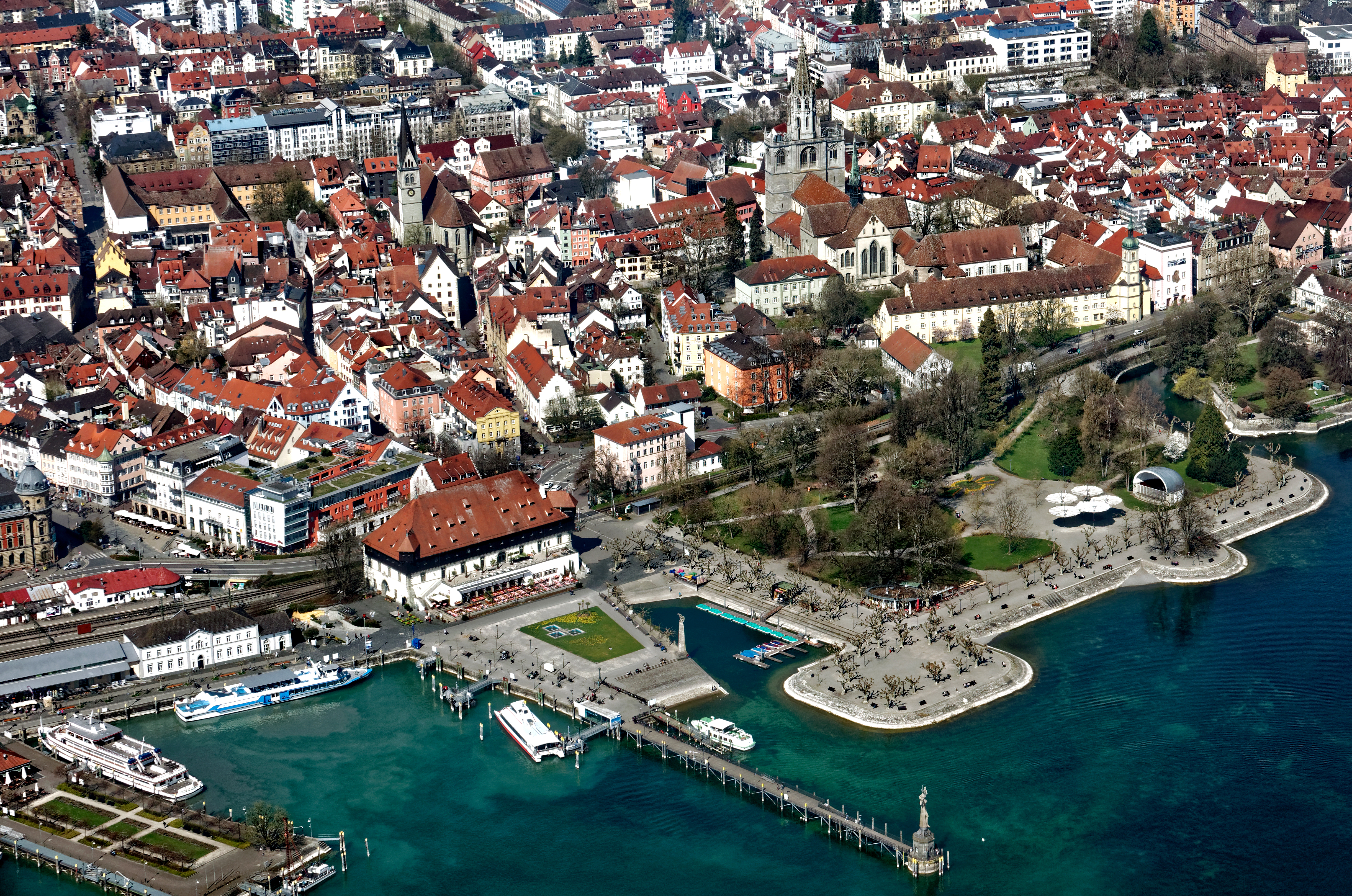
Konzilgebäude am Hafen von Konstanz.

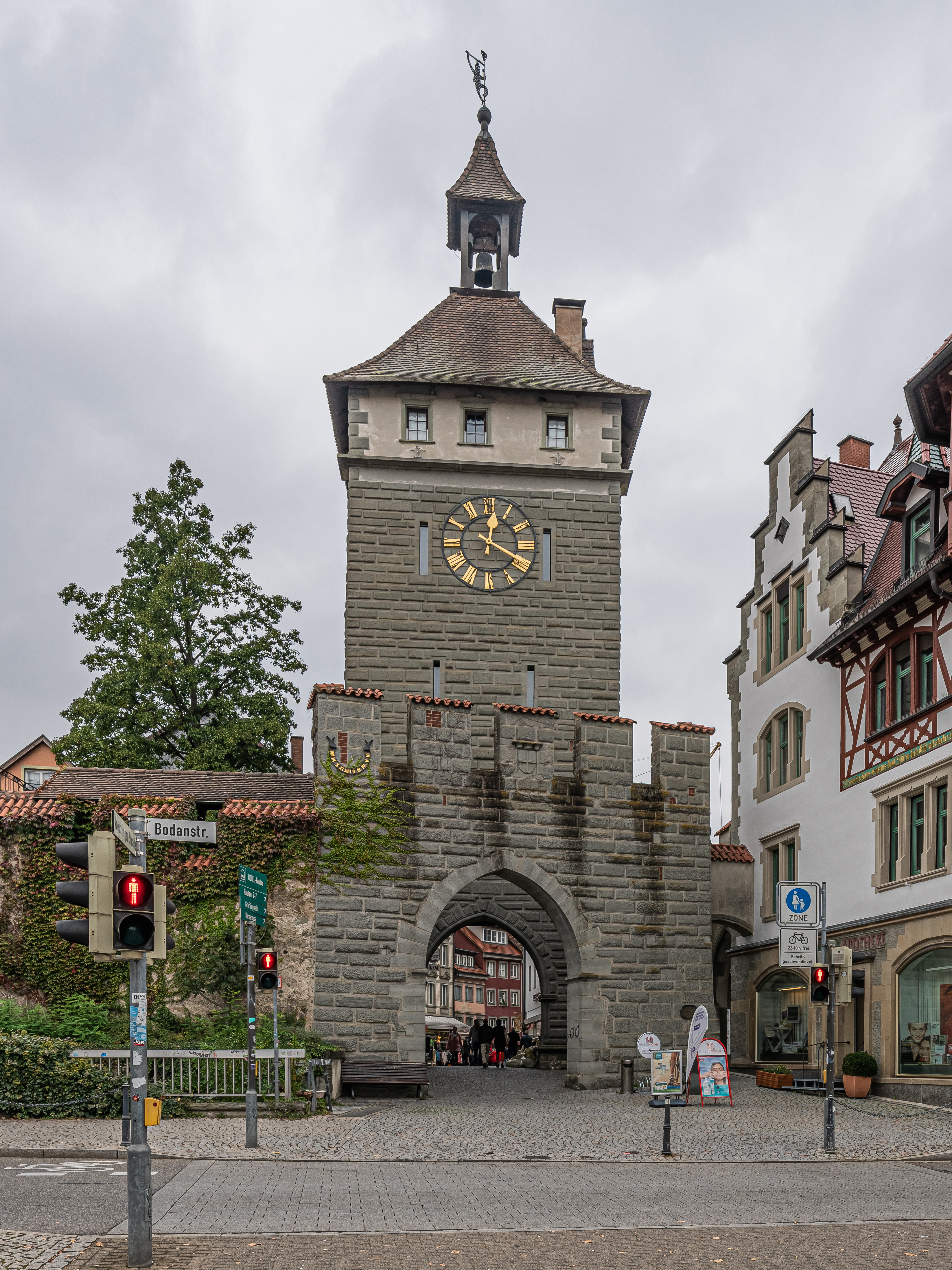
Schnetztor in der Altstadt

Von 1414 bis 1418 fand das Konzil von Konstanz mit sehr viel mehr Gästen als den rund 6000 Einwohnern statt. Das Konzilgebäude, in dem das Konklave der Papstwahl stattfand (nicht aber die Sitzungen des Konzils), steht heute noch am Bodenseeufer, gleich neben dem Konstanzer Hafen und Bahnhof. Der eigentliche Sitzungssaal war der Bischofsdom, das heutige Münster. Die Wahl von Martin V. am 11. November 1417 war die einzige Papstwahl nördlich der Alpen. Gleichzeitig wurde hier das abendländische Schisma von 1378 durch die Absetzung der Gegenpäpste beendet und der tschechische Reformator Jan Hus hingerichtet. Rom wurde als Sitz des Papstes bestätigt und festgelegt. Auf dem Obermarkt erhielt 1417 der Burggraf von Nürnberg durch König Sigismund die Mark Brandenburg als Lehen.
Jan Hus wurde in dem der Seeseite zugewandten Rundturm des Inselklosters (heute Inselhotel auf der Dominikanerinsel) und später in der Burg des Bischofs von Konstanz in Gottlieben eingekerkert. Am 6. Juli 1415 wurde der Reformator anlässlich des Konzils als Ketzer auf dem Scheiterhaufen verbrannt, seine Asche wurde in den Rhein gestreut. Der Prozess fand im Dom zu Konstanz statt. Die Hinrichtung wurde durch die weltlichen Mächte vorgenommen nach einer letzten Aufforderung des Abgesandten des Königs zum Widerruf.
Das Hus-Denkmal an der Laube in Konstanz gegenüber der Lutherkirche wurde von Adéla Kacabová entworfen. Es wurde 2015 aufgestellt und eingeweiht. Es ist ein Geschenk der Tschechoslowakischen Hussitischen Kirche an die Stadt Konstanz. Das drei Meter hohe Denkmal aus Stein hat in seinem Sockel das Jahr 1415 eingraviert und zeigt im Mittelteil auflodernde Feuerflammen. Den Kopfteil des Denkmals bildet ein symbolischer Kelch als Symbol für Wahrheit und Versöhnung. Die Silhouette des Denkmals erinnert an die Figur Turm im Schachspiel, der Recht und Wahrheit symbolisiert.
Ein schwarzer, querliegender Findling mit der goldenen Inschrift Johannes Hus am vermuteten mittelalterlichen Richtplatz (in der heute danach benannten Straße Zum Hussenstein, auf dem Brühl, westlich der Altstadt, nahe der Schweizer Grenze) erinnert daran. Der als Hussenstein bezeichnete Findling erinnert zugleich auch an den ebenfalls auf dem Konstanzer Konzil am 30. Mai 1416 hingerichteten Hieronymus von Prag. Daher ist in die andere Seite des Steins Hieronymus von Prag eingraviert.
Das Hus-Museum in der nach Hus benannten Hussenstraße beim Schnetztor mit Dokumenten zu Hus und der Hussitenbewegung galt lange Zeit als einer der Aufenthaltsorte von Jan Hus zu Beginn des Konstanzer Konzils und wurde 1923 von der Prager Museumsgesellschaft zum Gedenken an den Reformator eingerichtet. Der Name des Jan-Hus-Hauses (Studentenwohnheim) erinnert ebenfalls an die reformatorischen Thesen von Jan Hus und an sein Schicksal in Konstanz.
Im 13. Jahrhundert war die Stadt nicht mehr nur Constantia genannt worden, sondern teilweise auch Costanze und Kostinz. Im 15. Jahrhundert wurde aus letzterem durch einen Lesefehler die Bezeichnung Costnitz, was dazu führte, dass das Konzil von Konstanz in der Literatur häufig als Konzil von Costnitz bezeichnet wird. Von 1895 an gab es daher eine Kostnitzer Straße in Berlin-Wilmersdorf, bevor ihr Name 1908 auf Konstanzer Straße geändert wurde. Im Tschechischen wird der Ort noch heute als Kostnice bezeichnet.

#### Reformationszeit
Konstanz hätte sich im 15. Jahrhundert gerne der Eidgenossenschaft angeschlossen, was aber die Länderorte der heutigen Schweiz nicht zuließen, weil sie ein Übergewicht der Städte befürchteten. Folge davon ist die Tatsache, dass die Konstanzer Gemarkung Tägermoos auf schweizerischem Territorium liegt, was zuletzt im Jahr 1831 vertraglich festgelegt wurde. Die Stadt gehörte 1529 zu den Vertretern der protestantischen Minderheit (Protestation) am Reichstag zu Speyer. Ihre Bürgerschaft forderte die ungehinderte Ausbreitung des evangelischen Glaubens. Im Jahr 1527 wurde Konstanz unter Ambrosius Blarer und Johannes Zwick reformiert und trat in der Folge dem Schmalkaldischen Bund bei. Die Bischöfe von Konstanz siedelten nach Meersburg in die Burg Meersburg um.

#### Konstanz fällt an Österreich

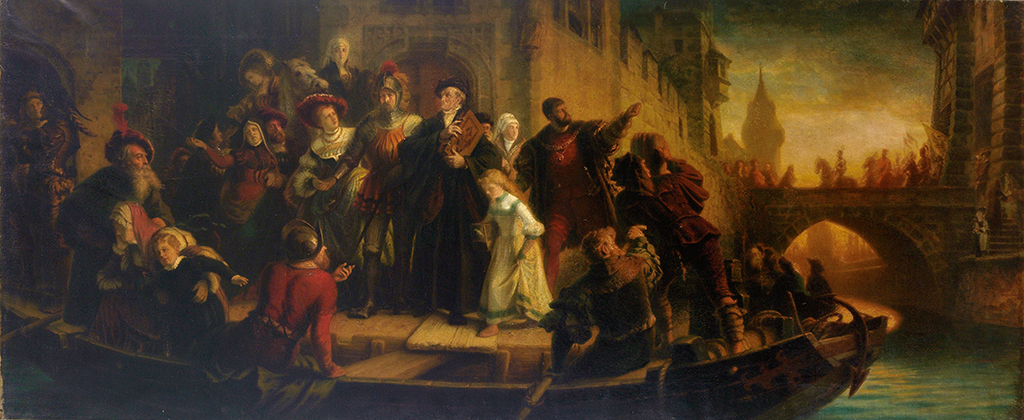
Friedrich Pecht: Übergabe der Stadt an das Haus Österreich – Auswanderung der Reformierten (1548)

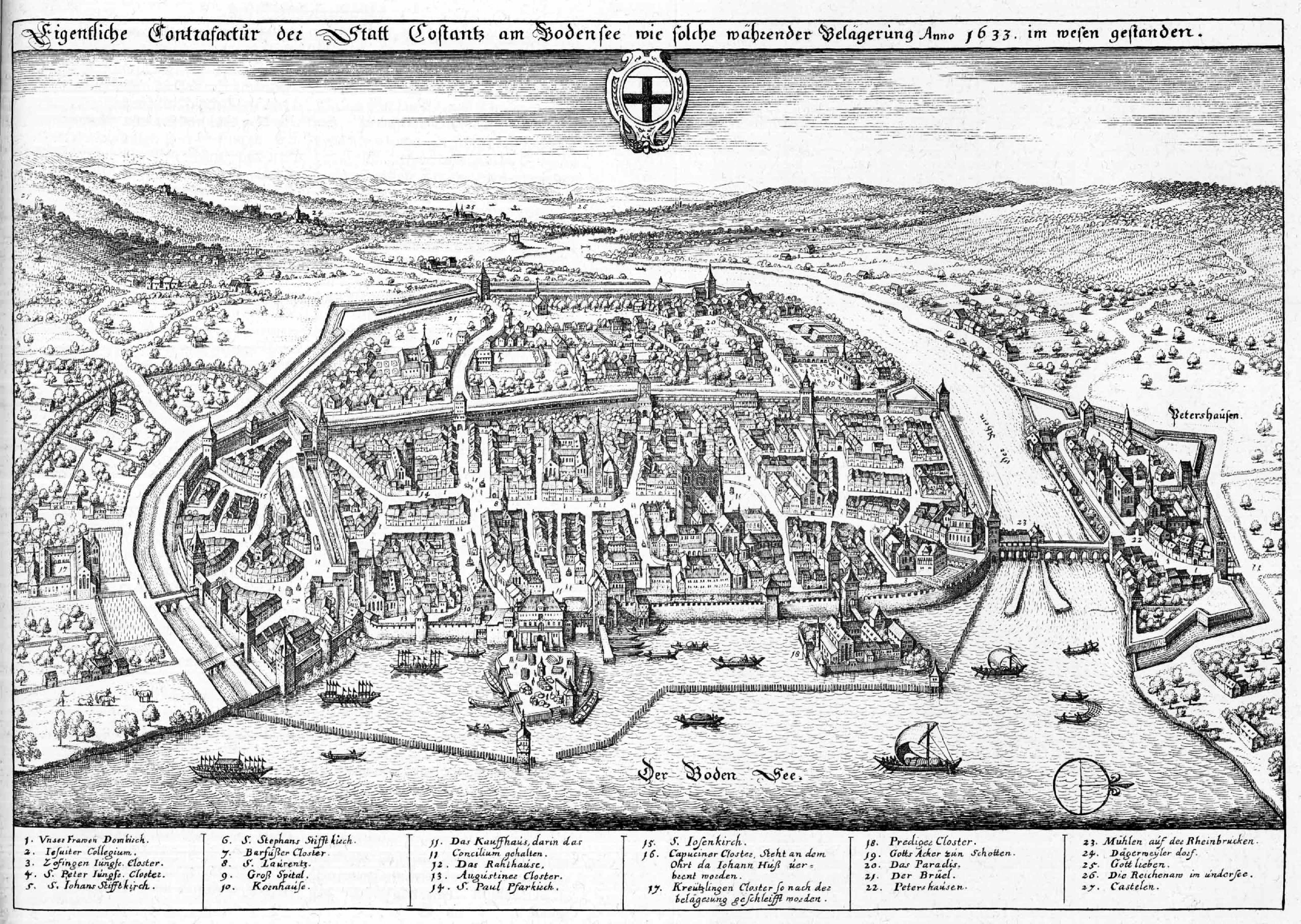
Matthäus Merian: Konstanz von Osten, 1633. Im Vordergrund die heutige Altstadt, im Hintergrund der etwa halb so große Stadtteil Paradies

Kaiser Karl V. begann 1546 einen Krieg gegen die Protestanten, den er 1547 gewann. Die Niederlage der Protestanten im Schmalkaldischen Krieg wollte Konstanz für sich nicht gelten lassen, sondern verhandelte bis 1548 um seine Reichsfreiheit und die Religionsfreiheit. Am 6. August 1548 verhängte der Kaiser per Urkunde, die in Augsburg gedruckt und ausgestellt wurde, Konstanz per Reichsacht zur rechtlosen Stadt. Spanische Truppen versuchten Konstanz einzunehmen, kamen aber nur bis Petershausen. Die Konstanzer Bürger wehrten am 6. August 1548 spanische Truppen von Kaiser Karl V. vor dem Rheintor erfolgreich ab. Nach der Belagerung durch die Österreicher einige Wochen später kapitulierte Konstanz am 13. September 1548 und fiel dadurch an Österreich. Es verlor den Status als Freie Stadt.

#### Pestepidemien
Im Jahr 1439 starben mehr als 4000 Menschen in Konstanz an einer Krankheit.
Die Pestepidemien des 16. Jahrhunderts im Bodenseeraum erfassten auch Konstanz in den Jahren 1518, 1519, 1529 und 1541/1542. Margarete Blarer pflegte im Spital auf der Dominikanerinsel die Pestkranken und starb 1541 selber an der Pest. In den Jahren 1611/1612 starb ein Drittel der Konstanzer Bevölkerung an Pest.

### Österreichische Zeit (1548–1806)

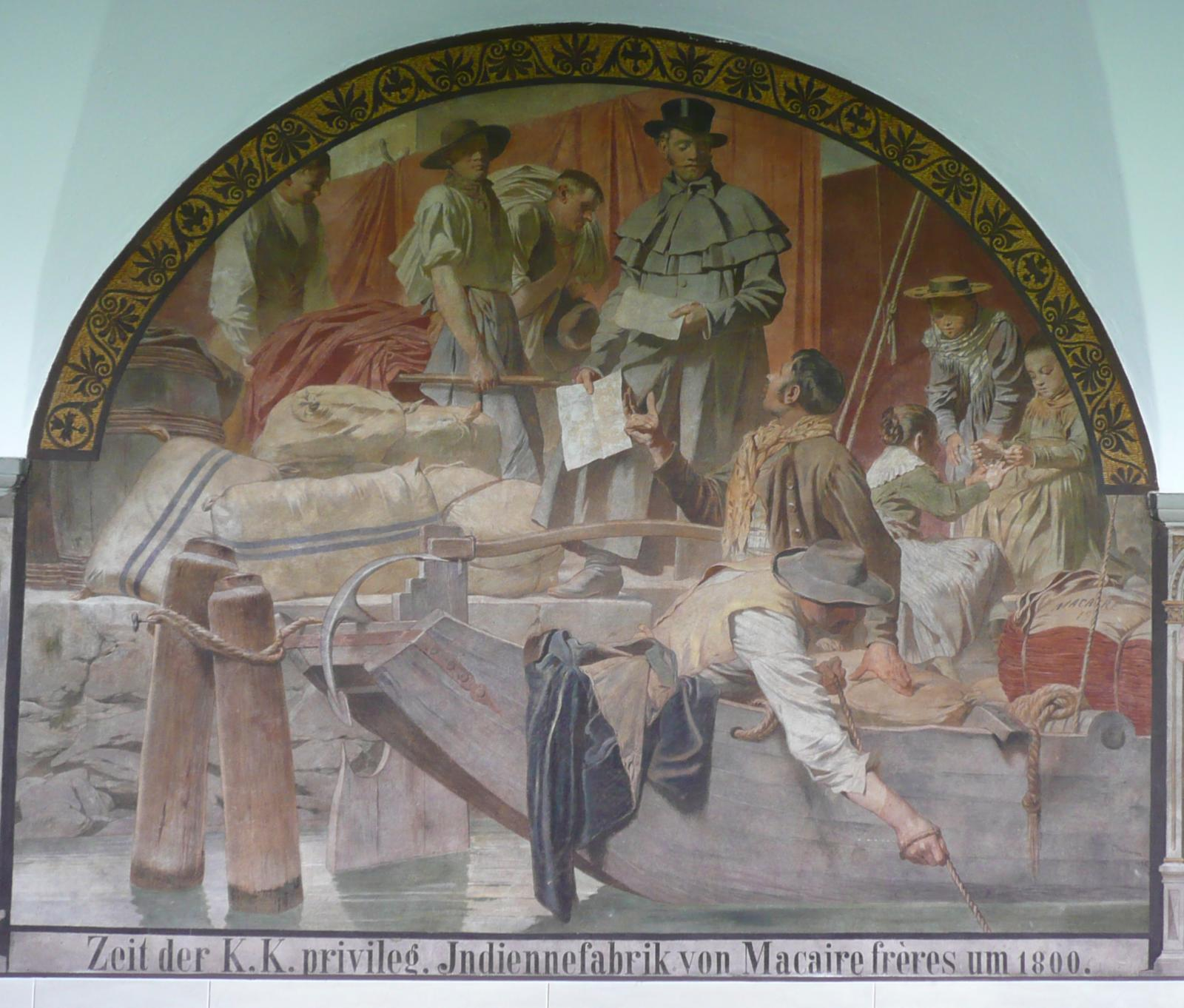
Indiennefabrik aus Genf emigrierter Revolutionäre auf der Dominikanerinsel

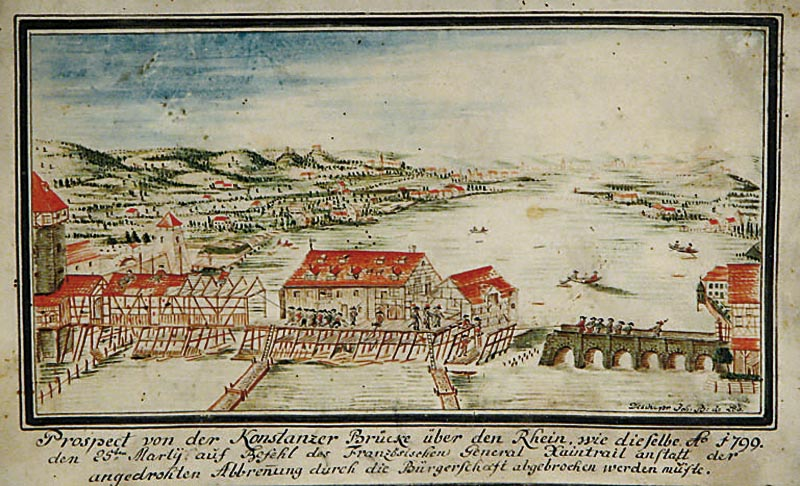
Abbruch der Rheinbrücke auf Befehl des französischen Generals Haintrail, 1799

Als nach der Entdeckung Amerikas der transalpine Handel, dem die Stadt ihren Reichtum verdankte, langsam an Bedeutung verlor, da sich die internationalen Handelsrouten verschoben, betraf dies auch Konstanz.
Konstanz wurde nach der Kapitulation 1548 durch Schenkung des Kaisers Karl V. an seinen Bruder Ferdinand in das habsburgische Vorderösterreich eingegliedert und im Zuge der Gegenreformation rekatholisiert. Es verlor seine Bedeutung und wurde eine vorderösterreichische Landstadt. Die Fürstbischöfe behielten jedoch Meersburg als Residenzstadt bei.
Das Hochstift Konstanz gehörte vom Beginn des 16. Jahrhunderts bis zum Beginn des 19. Jahrhunderts dem Schwäbischen Reichskreis an, der Fürstbischof von Konstanz hatte sogar – zusammen mit dem Herzog von Württemberg – das höchste Amt in diesem Reichskreis inne. Die Stadt Konstanz hingegen gehörte bis 1806 zu Vorderösterreich. Die Stadt diente den Habsburgern als Bollwerk gegen eine weitere Expansion der Eidgenossenschaft nach Norden. Zur Festigung des römisch-katholischen Bewusstseins wurde mit einer Päpstlichen Bulle 1604 gegen Widerstände in der Stadt ein Jesuitenkolleg gegründet. Dieses Gymnasium, das auch Franz Anton Mesmer von 1746 bis 1750 besuchte, besteht bis heute als humanistisches Heinrich-Suso-Gymnasium fort.
Im Dreißigjährigen Krieg wurde Konstanz von den Schweden 1633 belagert, aber die Kernstadt nicht eingenommen (siehe Seekrieg auf dem Bodensee 1632–1648). Zum Gedenken an den steckengebliebenen Vormarsch der Schweden ist neben der Brücke vom Festland zur Mainau das „Schwedenkreuz“, auf ein schwedisches Kanonenrohr montiert, im Bodensee zu besichtigen. Während des gesamten Krieges war Konstanz eine der wichtigsten Festungen am Bodensee.
Zur Förderung des wirtschaftlich darniederliegenden Konstanz siedelte Kaiser Joseph II. 1785 emigrierte Revolutionäre aus dem calvinistischen Genf an. Zu diesen gehörte Jacques-Louis Macaire de L’Or (1740–1824) und seine Familie. Neben der ersten Bank der Stadt richtete er im säkularisierten Kloster auf der Dominikanerinsel eine Indiennefabrik mit Indigofärberei ein. Damit legte er die Grundlage für den wichtigsten Konstanzer Industriezweig des 19. und 20. Jahrhunderts.
Im Zuge des Ersten Koalitionskriegs besetzten französische Revolutionstruppen unter General Jean-Victor Moreau (1763–1813) 1796 Konstanz für zwei Monate. Im Zweiten und Dritten Koalitionskrieg nahmen französische Truppen Konstanz 1799 bzw. 1805 erneut ein. Infolge der wiederholten Besetzungen der Stadt verarmte Konstanz und dessen Bevölkerungszahl sank. Dies geschah weniger auf Grund direkter Kampfhandlungen, sondern wegen der hohen Kosten für die Einquartierung, Ausrüstung und Verpflegung abwechselnd französischer und österreichischer Soldaten.

### Badische Zeit (1806–1952)

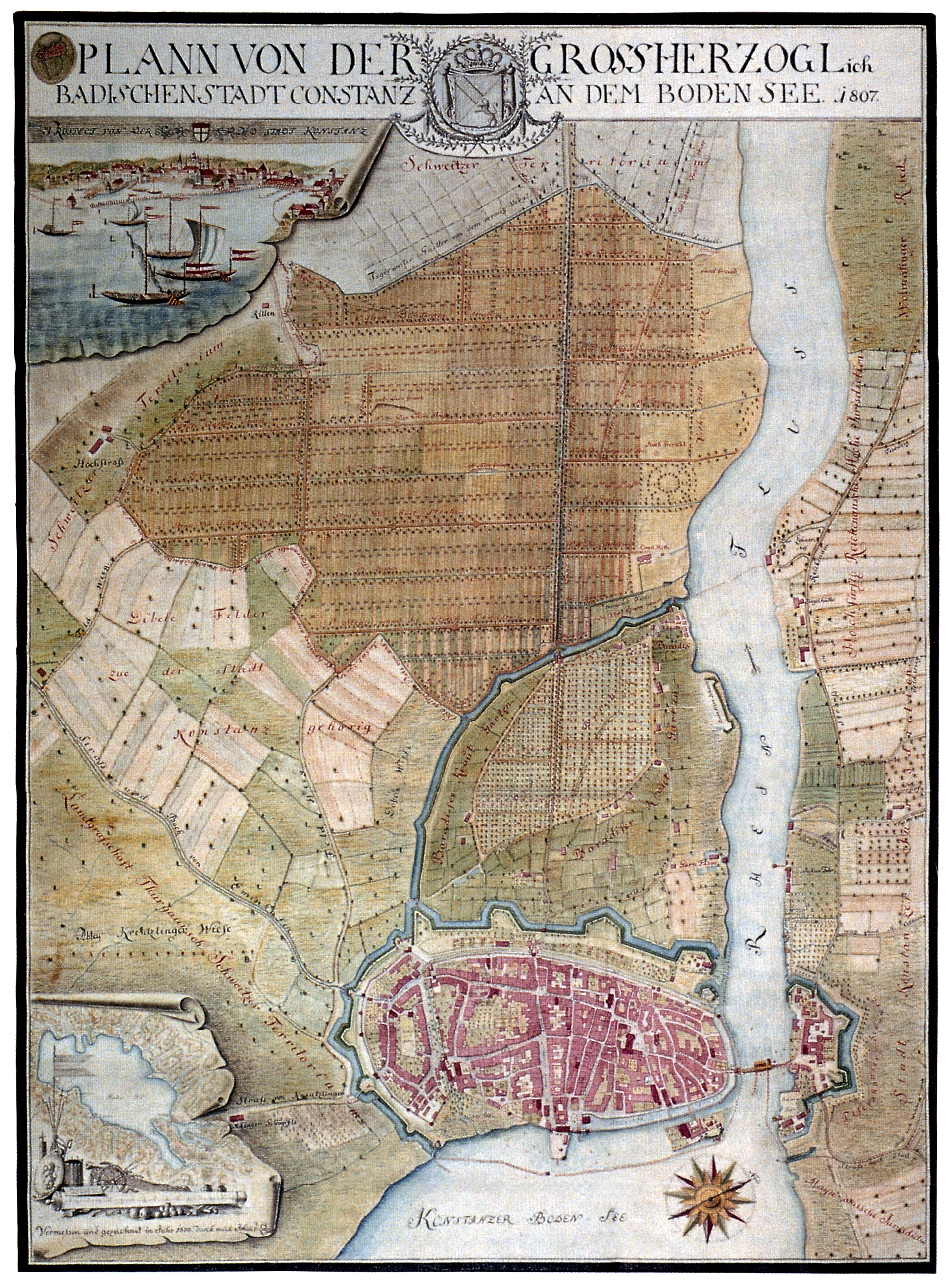
Plan von Konstanz mit Befestigungsanlagen, 1807 (Norden ist rechts)

#### Großherzogtum Baden

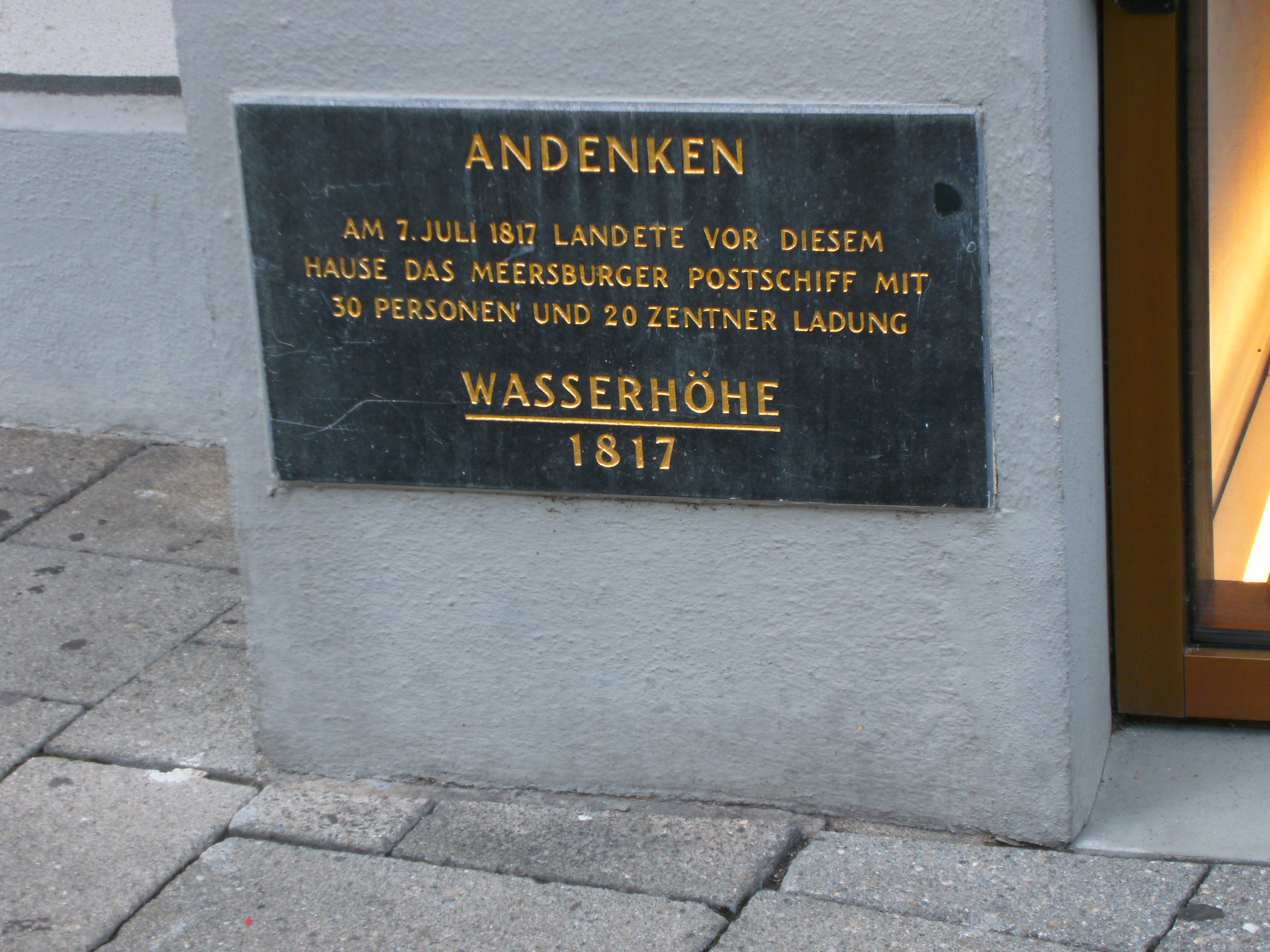
Marktstätte 16: Andenken an das Hochwasser des Bodensees von 1817

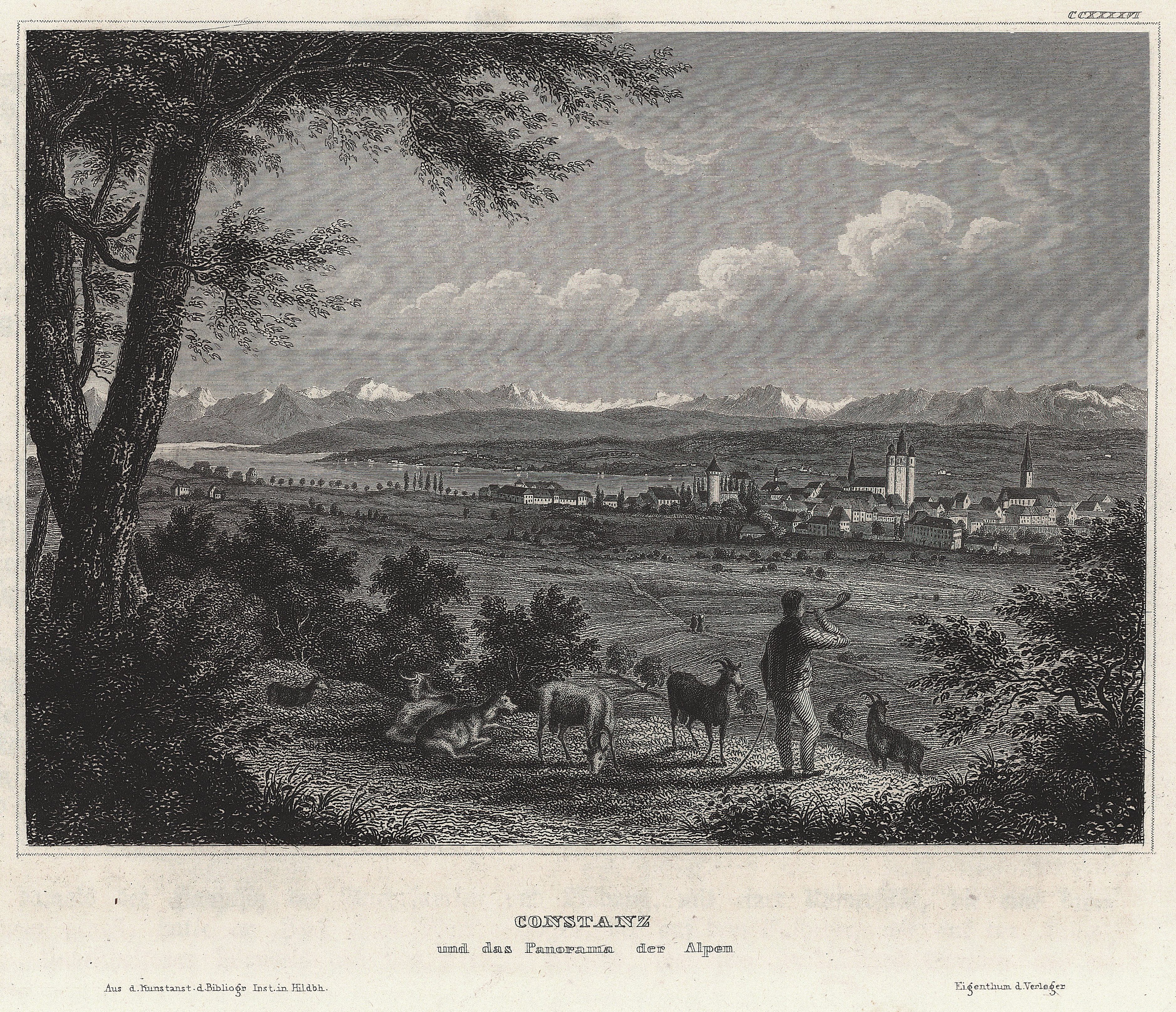
Blick auf Konstanz, 1839

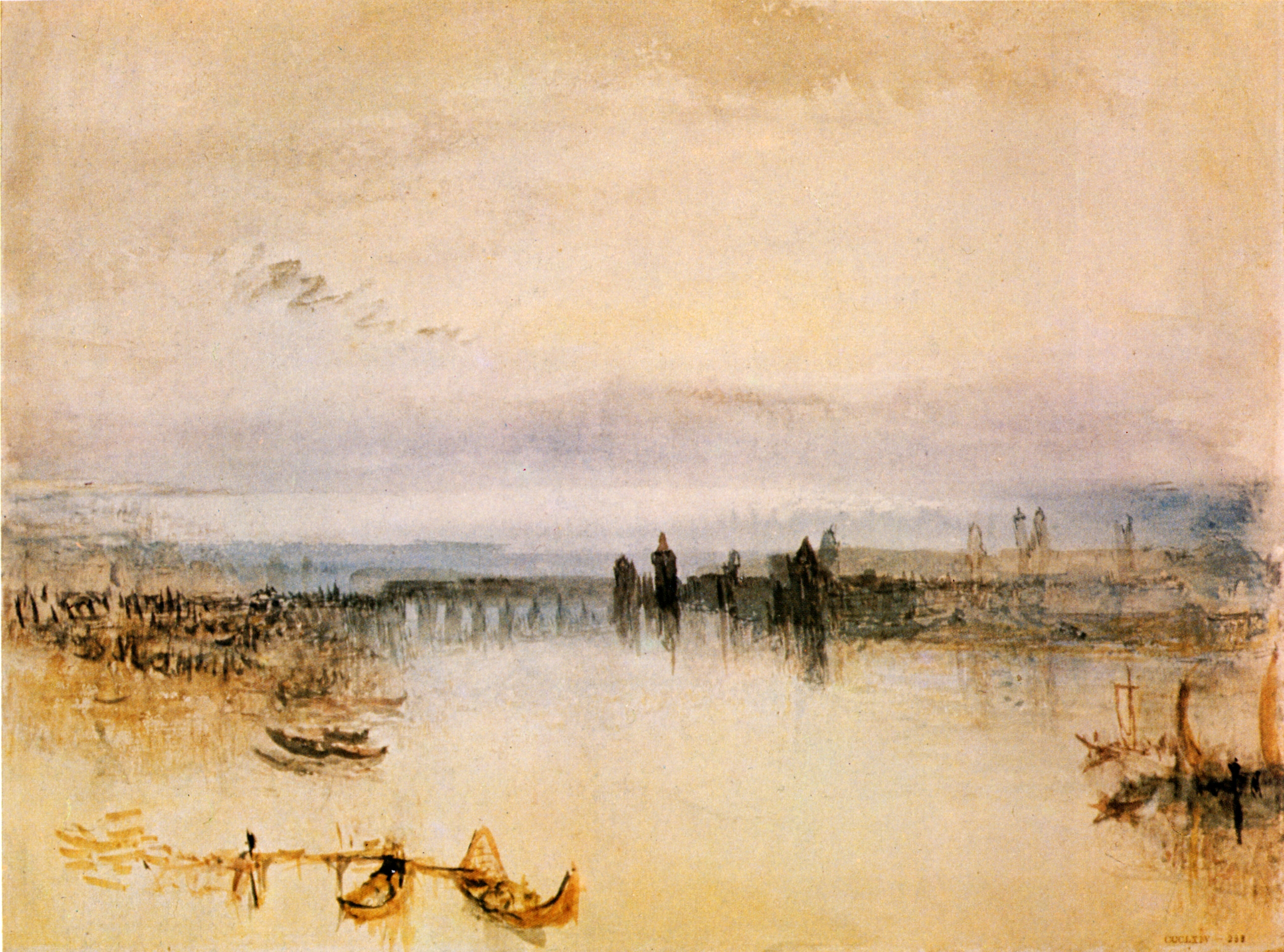
William Turner: Ansicht der Stadt, vom Seerhein aus gesehen, 1842

1806 wurde Konstanz dem neu gegründeten Großherzogtum Baden einverleibt und die Hauptstadt des Seekreises.
Im Österreichisch-Französischen Krieg wurde Konstanz im Mai 1809 im Zuge der Kämpfe der Vorarlberger gegen die mit den Franzosen verbündeten Bayern vom See her belagert. Die Angriffe und die Belagerung wurden geleitet vom Hauptmann Bernhard Riedmiller aus Bludenz. Diese Erhebung brach aber bereits im Juli desselben Jahres wieder zusammen.
Im Jahr 1816 herrschte in Konstanz und im Bodenseegebiet eine Hungersnot. 1817 wurden durch Hochwasser des Bodensees das Tägermoos, der Briel, der Stadtteil Paradies und über die Hälfte der Marktstätte überschwemmt.
Am 28. März 1831 schlossen das Großherzogtum Baden und der Kanton Thurgau eine Übereinkunft bezüglich der Grenzberichtigung im Tägermoos ab, so dass dieses seitdem (wieder) eine Gemarkung der Stadt Konstanz ist.
In der badischen Revolution startete der Heckerzug mit mäßiger Resonanz von Konstanz aus. Dabei soll am 12. April 1848 auch die deutsche Republik ausgerufen worden sein, was allerdings von allen drei in Konstanz ansässigen Zeitungen, die über die entsprechende Rede berichteten, nicht erwähnt wird.
1863 wurde Konstanz an die Stammstrecke Mannheim-Basel-Konstanz der Badischen Staatseisenbahnen angeschlossen. Dies löste – zusammen mit der 1862 in Baden verkündeten Gewerbefreiheit – einen wirtschaftlichen Aufschwung aus, die Bevölkerung wuchs stark, und man riss die mittelalterliche Stadtmauer weitgehend ab. Mit den Trümmern wurden die Gräben zugeschüttet, mit Aushubmaterial aus dem vergrößerten Hafenbecken der Stadtpark – Stadtgarten genannt – zum See hin aufgefüllt. Modernisierungsmaßnahmen wurden in den Jahren von 1866 bis 1877 vom Konstanzer Bürgermeister Max Stromeyer angestoßen und durchgeführt, zum Beispiel der Bau der Seestraße, des Hafens, der Eisenbahnanbindung an die Schweiz und die Schulreform.
Reste der letzten Stadtmauer sind noch an der Unteren Laube (beim Landgericht als Rekonstruktion), am Schnetztor und seit ihrer Freilegung im Jahr 2008 auch entlang der neu angelegten Schlachttorgasse zu sehen. Am Rheinufer existieren in der Nähe der Rheinbrücke der Rheintorturm (siehe Bild), in welchem sich ein Fasnachtsmuseum befindet, und auf Höhe der Unteren Laube der Pulverturm. In der Südwestecke der Stadt blieb das Schnetztor erhalten.
Im Ersten Weltkrieg wurde die Außengrenze des Deutschen Reiches zur Schweiz abgeschottet, so dass die noch immer lebhaften Beziehungen der Stadt zu ihrem traditionellen Hinterland Thurgau stark eingeschränkt wurden. Konstanzer Arbeitspendler kamen nicht mehr nach Kreuzlingen, Thurgauer Bauern nicht mehr auf die Konstanzer Wochenmärkte, Schmuggel entstand. Der Aufschwung seit der Gründerzeit wurde damit beendet.
Am 5. und 6. August 1914 strandeten in Konstanz etwa 6000 Italiener, die nach Ausbruch des Ersten Weltkrieges und der Neutralitätserklärung Italiens am 2. August 1914 aus Deutschland über die Schweiz nach Italien zurück wollten. Die Schweiz öffnete dann doch noch die Grenze für die Bahnfahrt nach Italien.
Zwischen Konstanz und Lyon wurden ab März 1915 rund 180.000 schwerstverletzte Kriegsgefangene des Ersten Weltkriegs ausgetauscht.
Nach dem Ersten Weltkrieg litt auch die Konstanzer Bevölkerung unter der Inflation, eine der radikalsten Geldentwertungen, die in der Hyperinflation des Jahres 1923 ihren Höhepunkt erreichte.

#### Zeit des Nationalsozialismus
1935 wurde Konstanz Stadtkreis im Sinne der Deutschen Gemeindeordnung und vier Jahre später kreisfreie Stadt, indem sie aus dem Landkreis Konstanz ausgegliedert wurde. Die Stadt blieb aber Sitz der Kreisverwaltung des Landkreises Konstanz.
Juden wurden nach dem Beschluss des Deutschen Reichstags zum Ermächtigungsgesetz vom 24. März 1933 aus dem öffentlichen Dienst, aus Vereinen und aus Berufen ausgeschlossen. Besucher von jüdischen Geschäften und Praxen wurden bereits 1933 von SA-Männern beim Eintritt behindert. Schilder an Sitzbänken, Geschäften, Gasthäusern und am Freibad Horn schlossen Juden von der Nutzung und dem Besuch aus. Mit den Nürnberger Gesetzen begann 1935 die systematische Verfolgung der Juden. Juden verkauften daraufhin ihre Wohn- und Geschäftshäuser unter Wert und emigrierten. Ab 1938 waren „Arisierungsverkäufe“ nur noch mit staatlicher Genehmigung möglich, nach der Deportation 1940 wurde das Eigentum nachträglich enteignet und versteigert.
Im Rahmen der Aufrüstung des Deutschen Reiches wurden, nach der Wiedereinführung der Wehrpflicht im Jahre 1935, neue Kasernen benötigt. So wurde im Stadtteil Wollmatingen in kürzester Zeit die Chérisy-Kaserne gebaut. Um den riesigen Komplex zu errichten, wurden zeitweise 1.500 Arbeiter aus Baden eingesetzt, sodass das Gebäude im Dreischichtbetrieb fertiggestellt werden konnte.
Es wurde eine Reichsfluchtsteuer von 25 % erhoben. Bei einem ersten Brandanschlag auf die Konstanzer Synagoge im Jahr 1936 wurde das Gebäude noch von der Freiwilligen Feuerwehr gerettet. Die beschädigten sieben Torarollen wurden auf dem Jüdischen Friedhof beigesetzt. In der Reichspogromnacht 1938 wurde die Konstanzer Synagoge von Angehörigen der Allgemeinen SS, Abschnitt XIX Konstanz, unter SS-Oberführer Walter Stein in Brand gesteckt. Eine Brandbekämpfung wurde der Feuerwehr diesmal nicht gestattet. Im Gegenteil wurde versucht, die Dachluken der Synagoge zu öffnen, um dem Feuer besseren Zug zu verschaffen. Anschließend wurde die Synagoge von der SS-Verfügungstruppe III./SS-Standarte Germania aus Radolfzell gesprengt. 16 männliche Juden wurden in das KZ Dachau verbracht. Ab 1938 wurde eine Judenvermögensabgabe erhoben. Einigen Konstanzer Familien gelang es bis 1939 noch, in die Schweiz, nach Palästina, England, USA, Argentinien und in asiatische Länder zu fliehen. Die Schweizer Bodensee-Kantone schotteten sich ab. In Konstanz lebten im Jahr 1933 433 Juden, im Jahr 1940 120. Von diesen wurden am 22. Oktober 1940 112 ins südfranzösische Camp de Gurs gebracht, die letzten acht wurden in den Jahren 1941 bis 1944 nach Riga, Izbica und Theresienstadt deportiert. Die meisten von ihnen wurden in den Lagern ermordet.
Am Abend des 8. November 1939 wurde in Konstanz Georg Elser verhaftet, als er versuchte, in die Schweiz zu fliehen. Elser hatte zuvor in München eine Bombe platziert, um Adolf Hitler zu töten, doch war dieser dem Attentat durch Zufall entgangen.
Juden, Kriegsgefangene, Zwangsarbeiter und deutsche Deserteure unternahmen Fluchtversuche am Saubach. Die Flucht durch einen Sprung über den Saubach war bis 1938 möglich. Flüchtlinge, die es in den Thurgau geschafft hatten, wurden an Deutschland ausgeliefert.
Ab Ausbruch des Zweiten Weltkriegs wurde der Grenzbachweg gesperrt. Von Schweizer Seite wurde ab Ende 1939 vom Kreuzlinger Zoll bis Übergang Wiesenstraße und ab Bahnlinie bis zum See ein Grenzzaun errichtet, um Flüchtlinge abzuhalten. Von deutscher Seite wurde ab Ende 1939 ein drei Meter hoher Zaun vom Emmishofer Zoll bis zur Saubachmündung in den Seerhein errichtet, um den Informationsfluss nach Frankreich über die Schweiz zu unterbrechen. Nun mussten die offiziellen Grenzübergänge benutzt werden. Am 10. Mai 1940, dem Tag des deutschen Überfalls auf die Niederlande, Belgien und Luxemburg, wurde die Grenze zur Schweiz und auch zum Tägermoos geschlossen. Die Gemüsebauern vom Paradies durften ihre Felder im Tägermoos nicht mehr bewirtschaften.
Im Zweiten Weltkrieg blieb Konstanz, obwohl auch Industriestandort, anders als andere Städte am Bodensee wie zum Beispiel Friedrichshafen von alliierten Bomberangriffen verschont. Die Produktion der Do 335 wurde von Konstanz nach Ummendorf verlagert. Im sogenannten „Bomber’s Baedeker“ wurde die Industrie von Konstanz – von einigen aufgeführten Ausnahmen abgesehen – als „unbedeutend“ beschrieben. Auch die Schweiz hatte vom 7. November 1940 bis 12. September 1944 eine Verdunkelungspflicht angeordnet. Die dortige Verdunkelung wurde wegen der Gefahr versehentlicher Angriffe auf Schweizer Städte am 12. September 1944 durch den Bundesrat aufgehoben. Dazu führte auch die gemäß alliierter Verlautbarungen irrtümliche Bombardierung von Schaffhausen am 1. April 1944. Daraufhin wurde von deutscher Seite die Verdunkelung der linksrheinischen Altstadt von Konstanz aufgehoben. So wurde die nicht offensichtliche Grenzlinie zwischen der Konstanzer Altstadt und Kreuzlingen weiter verwischt. Nun setzte sich die schweizerische Regierung vehement für eine Verschonung der deutschen Stadt ein. Die rechtsrheinischen Stadtteile, die durch den Seerhein klar von Schweizer Gebieten abgetrennt sind, wurden weiterhin verdunkelt, aber trotz der Unternehmen wie Degussa und Stromeyer nicht angegriffen.
Von den Soldaten fallen im Zweiten Weltkrieg: 1701 aus Konstanz, 21 aus Litzelstetten, 24 aus Dingelsdorf und 33 aus Dettingen-Wallhausen, 370 werden als vermisst geführt. Darüber hinaus gab es Kriegsgefangene und Verkrüppelte.

#### Französische Besatzungszone
Konstanz wurde am 26. April 1945 fast kampflos eingenommen. Es fielen lediglich einige MG-Schüsse auf letzte in die Internierung in der Schweiz flüchtende Reste der deutschen Garnison, die jedoch keinen Schaden anrichteten. In die Stadt flutende SS-Formationen wurden über den Hafen mit Schiffen nach Bregenz verschifft. Die kampflose Besetzung geht auf Verhandlungen zurück, die in der Nacht zum 25. April 1945 auf Schweizer Hoheitsgebiet im Trompeterschlössle im Tägermoos zwischen den Abgesandten, dem NS-Bürgermeister Leopold Mager (1895–1966), Stadtrechtsrat Franz Knapp und Polizeichef Petersen aus Konstanz sowie Franzosen und Schweizer Amtsträgern, hier insbesondere Otto Raggenbass, geführt wurden. Die 5. Französische Panzerdivision der 1. Französischen Armee erreichte Konstanz über Radolfzell und Allensbach und fuhr von der Spanierstraße über die Alte Rheinbrücke zur Marktstätte. Zu ihrem eigenen Schutz nahm die französische Besatzungstruppe am 6. Mai 1945 vierhundert Konstanzer Männer in der Klosterkaserne an der Rheinbrücke in Geiselhaft. Der Schulunterricht war für mehrere Monate ausgesetzt. Soldaten schenkten Kindern Schokolade und Kekse. Ab November 1945 standen wieder Fähren zur Verfügung, ab Juni 1946 verkehrte wieder der Bus „Roter Arnold“ zwischen Konstanz-Bahnhof und Konstanz-Staad. Diese Verbindung wurde zu Hamsterfahrten über den See genutzt.
In der Nachkriegszeit gehörte Konstanz innerhalb der französischen Besatzungszone zunächst zum Land Südbaden. Französische Truppen waren in drei Kasernen stationiert – der Klosterkaserne direkt bei der Rheinbrücke, der Jägerkaserne und der Chérisy-Kaserne. Am 18. Juli 1978 wurde die letzte französische Einheit verabschiedet.

### Konstanz im Land Baden-Württemberg
Im Jahr 1952 wurde Konstanz durch die Vereinigung der Länder Baden, Württemberg-Baden und Württemberg-Hohenzollern eine Stadt im neuen Land Baden-Württemberg. Sie gehörte fortan zum Regierungsbezirk Südbaden. 1953 wurde sie auf eigenen Wunsch wieder in den Landkreis Konstanz eingegliedert, und mit Inkrafttreten der baden-württembergischen Gemeindeordnung am 1. April 1956 wurde sie kraft Gesetzes zur Großen Kreisstadt erklärt.
Mit der Gründung der Universität im Jahr 1966 wurde ein neuer Aufschwung der Stadt eingeleitet, der im Gegensatz zu vielen anderen Regionen in Deutschland zu Beginn des 21. Jahrhunderts noch andauert. Die Anwesenheit zahlreicher Studierender und Wissenschaftler hat die Stadt erkennbar verändert.
Bei der Kreisreform 1973 wurde Konstanz Zentrum des vergrößerten Landkreises Konstanz, der gleichzeitig dem neuen Regionalverband Hochrhein-Bodensee zugeordnet wurde.
1978 fanden in Konstanz die ersten Heimattage Baden-Württembergs statt.
Am 1. Juni 2015 wurde Konstanz als 32. Stadt der Ehrentitel „Reformationsstadt Europas“ durch die Gemeinschaft Evangelischer Kirchen in Europa verliehen.

### Eingemeindungen
Die Eingemeindungen mit Bevölkerungszahl zum jeweiligen Zeitpunkt der Eingemeindung:
| Zeitpunkt     | Gemeinde                                                                     | Bevölkerung |
| ------------- | ---------------------------------------------------------------------------- | ----------- |
| 1. Jan. 1915  | Allmannsdorf (mit Egg, Hard, Hinterhausen, Sierenmoos, Sonnenbühl und Staad) | ca. 1600    |
| 1. Aug. 1934  | Wollmatingen (mit Fürstenberg und dem heutigen Stadtteil Industriegebiet)    | ca. 3600    |
| 1. Dez. 1971  | Litzelstetten                                                                | 1970: 1794  |
| 1. Jan. 1975  | Dingelsdorf (mit Oberdorf)                                                   | 1970: 1061  |
| 22. Apr. 1975 | Dettingen (mit Wallhausen)                                                   | 1970: 2464  |

### Bevölkerungsentwicklung
Konstanz hatte im Mittelalter und der frühen Neuzeit nur wenige tausend Einwohner. Nur während des Konzils von 1414 bis 1418 waren geschätzte 10.000–40.000 Menschen in der Stadt untergebracht. Die Bevölkerung wuchs nur langsam und ging durch die zahlreichen Kriege, Seuchen und Hungersnöte immer wieder zurück. So forderten Pestepidemien 1348 und 1518 sowie eine Hungersnot 1513 zahlreiche Todesopfer. Erst mit dem Beginn der Industrialisierung im 19. Jahrhundert wuchs die Bevölkerung sehr schnell. Lebten 1806 erst 4.400 Menschen in der Stadt, so waren es 1900 bereits 21.000. Bis 1950 verdoppelte sich diese Zahl auf 42.000.
Mehrere Eingemeindungen Anfang und Mitte der 1970er-Jahre brachten einen Zuwachs von rund 10.000 Personen auf 70.000 Einwohner im Jahr 1975. Am 30. Juni 2005 betrug die Amtliche Einwohnerzahl für Konstanz nach Fortschreibung des Statistischen Landesamtes Baden-Württemberg 80.980 (nur Hauptwohnsitze und nach Abgleich mit den anderen Landesämtern). Dies war ein historischer Höchststand. Konstanz gehört nach dem deutlichen „Bevölkerungsrückgang“ gem. ZENSUS 2011 nicht mehr zu den 100 größten Gemeinden in Deutschland.
Die folgende Übersicht zeigt die Einwohnerzahlen nach dem jeweiligen Gebietsstand. Bis 1833 handelt es sich meist um Schätzungen, danach um Volkszählungsergebnisse (¹) oder amtliche Fortschreibungen des Statistischen Landesamtes. Die Angaben beziehen sich ab 1871 auf die „Ortsanwesende Bevölkerung“, ab 1925 auf die Wohnbevölkerung und seit 1987 auf die „Bevölkerung am Ort der Hauptwohnung“. Vor 1871 wurde die Einwohnerzahl nach uneinheitlichen Erhebungsverfahren ermittelt.
| Jahr/Datum         | Einwohner |
| ------------------ | --------- |
| 1413               | 6.000     |
| 1518               | 5.000     |
| 1604               | 5.446     |
| 1763               | 3.714     |
| 1775               | 3.956     |
| 1806               | 4.419     |
| 1815               | 4.516     |
| 1829               | 5.635     |
| 3. Dezember 1843 ¹ | 6.379     |
| 3. Dezember 1852 ¹ | 7.556     |

| Datum              | Einwohner |
| ------------------ | --------- |
| 3. Dezember 1864 ¹ | 8.516     |
| 1. Dezember 1871 ¹ | 10.061    |
| 1. Dezember 1880 ¹ | 13.372    |
| 1. Dezember 1890 ¹ | 16.235    |
| 1. Dezember 1900 ¹ | 21.445    |
| 1. Dezember 1910 ¹ | 27.591    |
| 8. Oktober 1919 ¹  | 30.119    |
| 16. Juni 1933 ¹    | 32.961    |
| 17. Mai 1939 ¹     | 37.700    |
| 31. Dezember 1945  | 38.596    |

| Datum                | Einwohner  |
| -------------------- | ---------- |
| 13. September 1950 ¹ | 42.934     |
| 6. Juni 1961 ¹       | 52.651     |
| 30. Juni 1965        | ca. 58.000 |
| 27. Mai 1970 ¹       | 61.160     |
| 30. Juni 1975        | ca. 70.200 |
| 31. Dezember 1980    | 68.305     |
| 30. Juni 1985        | ca. 69.400 |
| 31. Dezember 1990    | 75.089     |
| 31. Dezember 1995    | 76.000     |
| 31. Dezember 2000    | 78.087     |

| Datum             | Einwohner |
| ----------------- | --------- |
| 31. Dezember 2005 | 81.217    |
| 31. Dezember 2010 | 84.693    |
| 9. Mai 2011 ¹     | 77.796    |
| 31. Dezember 2015 | 82.859    |
| 31. Dezember 2020 | 84.446    |

¹ Volkszählungsergebnis

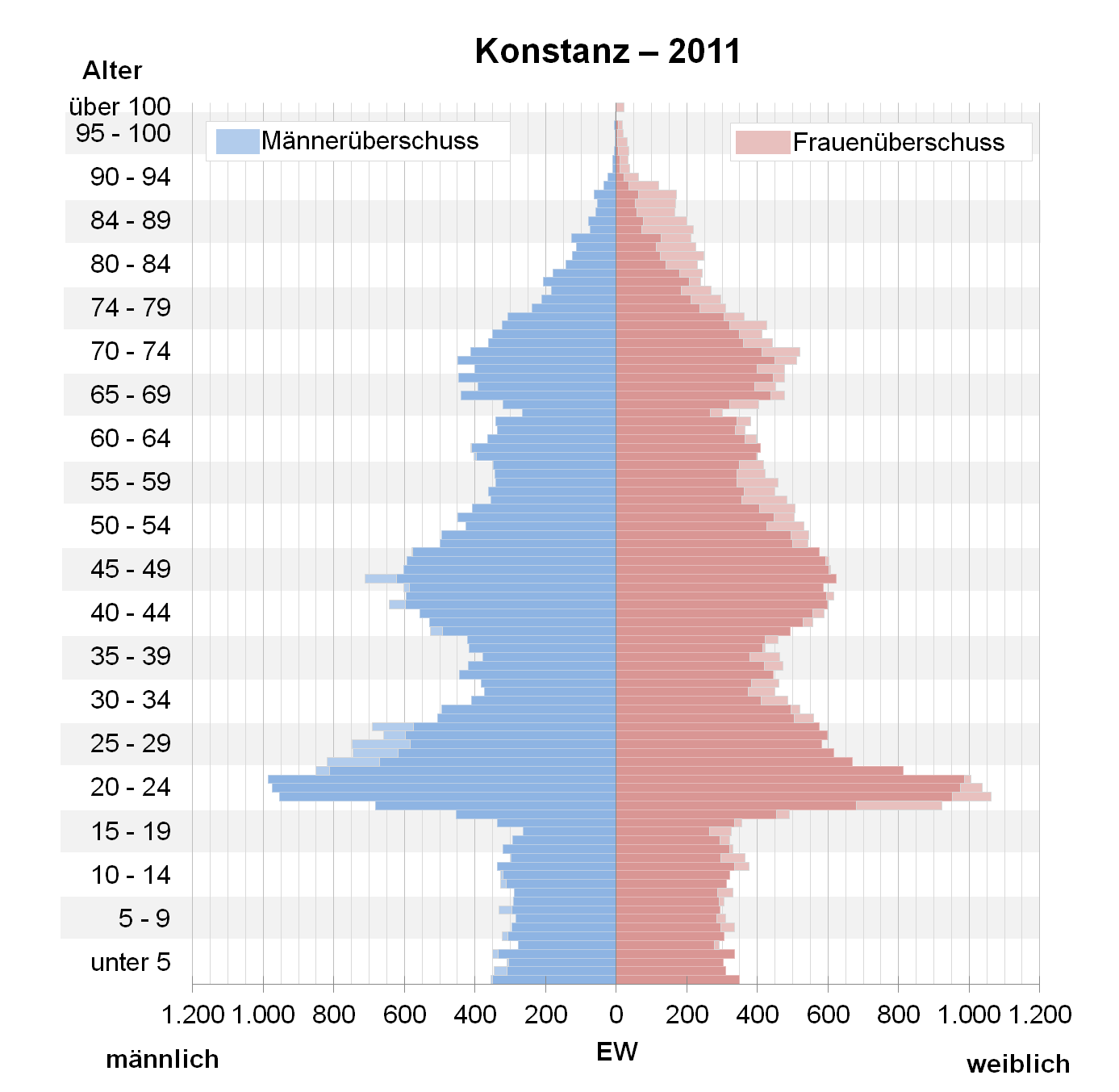
Bevölkerungspyramide für Konstanz (Datenquelle: Zensus 2011)

Durch den Zensus 2011 wurde die amtliche Einwohnerzahl deutlich nach unten korrigiert. Seither ist diese Zahl durch Zuzug stark angestiegen.
Laut einer statistischen Berechnung könnten im Jahr 2035 zwischen rund 93.300 und 98.500 Einwohner in der Stadt leben.

## Religionen und Weltanschauungen

### Konfessionsstatistik
Der Anteil der Protestanten und Katholiken an der Gesamtbevölkerung sinkt seit vielen Jahren kontinuierlich in Konstanz. Am 31. Dezember 2024 waren 27,9 % der Konstanzer Einwohner katholisch, 17,2 % evangelisch und 54,9 % Sonstige / konfessionslos. Im Jahr 2000 waren die Anteile 44,1 % katholisch, 25,4 % evangelisch und 30,4 % Sonstige / konfessionslos.

### Christentum

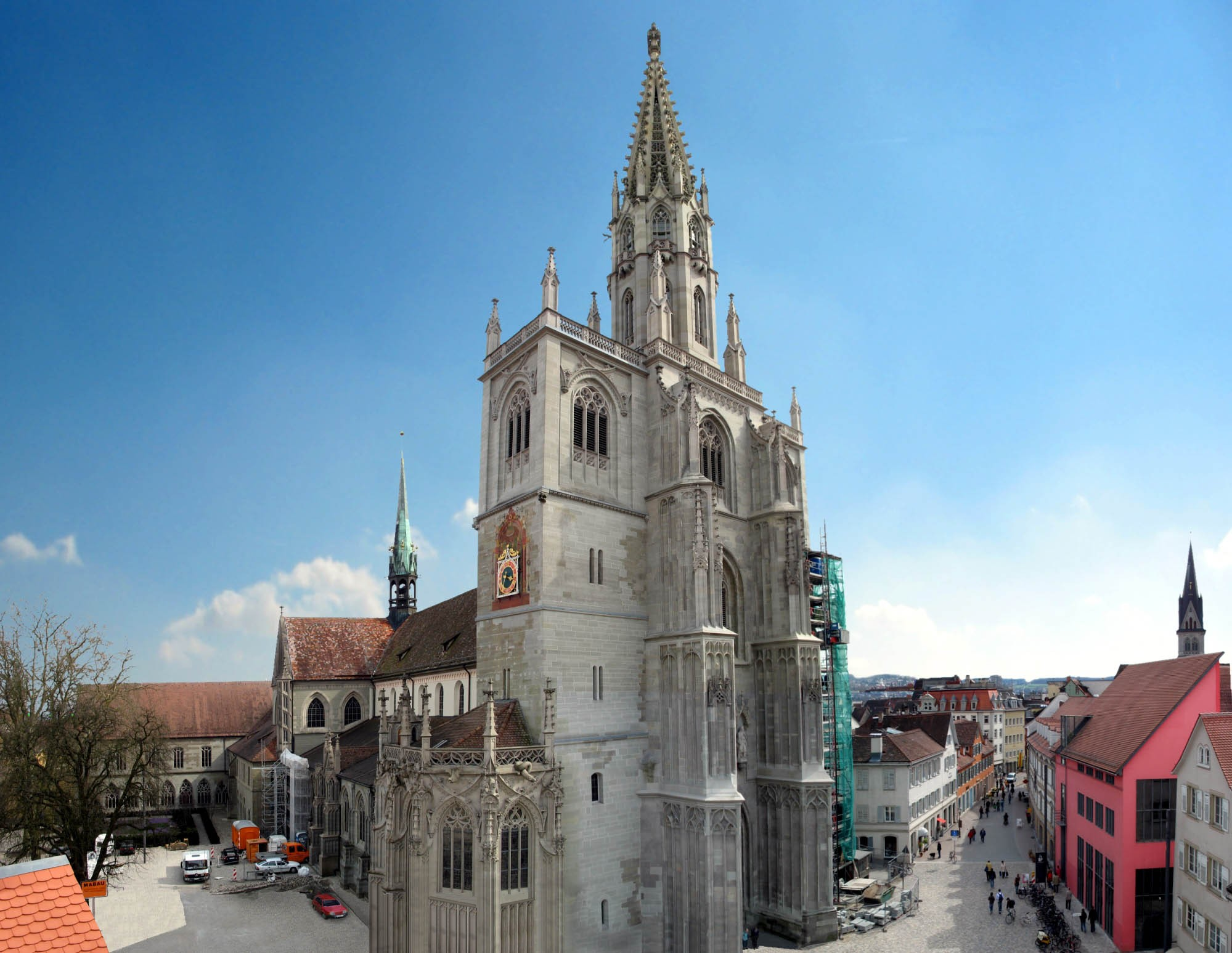
Das Konstanzer Münster

Konstanz wurde Ende des 6. Jahrhunderts Sitz eines Bistums (Bistum Konstanz), das zur Kirchenprovinz Mainz gehörte. Die Stadt war Sitz eines Archidiakonats. Ab 1522 fand die Reformation zunächst einige Anhänger. Der Rat schloss sogar 1526 mehrere Klöster, und 1529 wurden katholische Gottesdienste verboten. Doch musste Konstanz nach dem Übergang an Österreich 1548 wieder zum alten Glauben zurückkehren (Rekatholisierung). Die Protestanten gingen mehrheitlich in die Schweiz. Eine kleine Minderheit verblieb aber noch in der Stadt. Dennoch blieb Konstanz bis ins 19. Jahrhundert überwiegend katholisch. 1785 wurde wieder eine protestantische Gemeinde von Zuwanderern aus der Schweiz gegründet, 1796 jedoch wieder aufgelöst. 1820 entstand erneut eine protestantische Gemeinde.

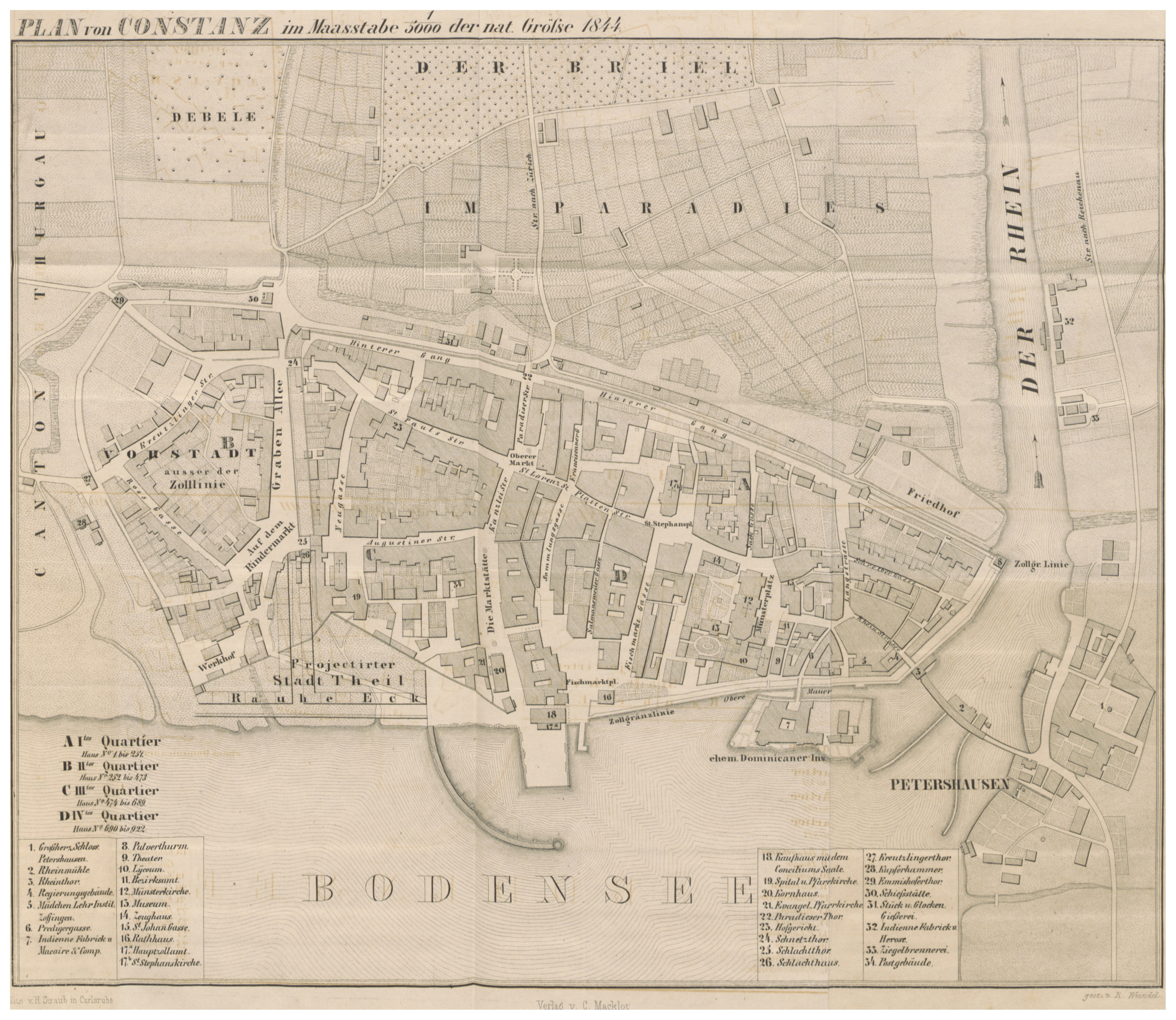
Plan der Konstanzer Altstadt (1843)

Die katholischen Bewohner gehörten bis 1821 zum Bistum Konstanz und kamen dann zum neu errichteten Erzbistum Freiburg. Dieses wurde im Zuge eines von staatlicher Seite angestrengten landesherrlichen Kirchenregimentes geschaffen, um fortan die Bistumsgrenzen mit den politischen Grenzen des Großherzogtums Baden übereinstimmen zu lassen. Zur Auflösung des Bistums Konstanz, dessen historisches Gebiet weit über Baden hinausging, trug auch bei, dass der zum Bischof gewählte Generalvikar Ignaz Heinrich von Wessenberg wegen seiner liberalen Ansichten vom Vatikan nicht akzeptiert wurde. Konstanz wurde Sitz eines Dekanats (siehe Erzbistum Freiburg#Bistumsgliederung).

#### Römisch-katholische Kirche
Neben der Pfarrei des Münsters entstanden im Laufe der Geschichte mehrere katholische Gemeinden, die teilweise auch auf frühere Klöster zurückgehen. Heute gibt es im Stadtgebiet unter anderem folgende katholischen Pfarreien bzw. Gemeinden:
- Die Münsterpfarrei bildet mit der Pfarrei St. Stephan und der Pfarrei Hl. Dreifaltigkeit die Seelsorgeeinheit Konstanz-Altstadt.
- Die Pfarrei St. Gebhard Petershausen bildet mit den Pfarreien St. Suso und Bruder Klaus die Seelsorgeeinheit Konstanz-Petershausen.
- Die Pfarreien St. Martin und St. Gallus bilden zusammen die Seelsorgeeinheit St. Martin und St. Gallus.
- Die Gemeinden St. Peter und Paul Litzelstetten, St. Verena Dettingen (mit St. Leonhard Wallhausen) und St. Nikolaus Dingelsdorf (mit Hl. Kreuz Oberndorf) bilden ebenfalls eine gemeinsame Seelsorgeeinheit (Bodanrück).

Diese Gemeinden bzw. Kirchen haben teilweise eine sehr alte Tradition. Die Kirche St. Stephan wird bereits 615 erstmals erwähnt. Damals lag sie südlich außerhalb der Stadt und war evtl. Friedhofskirche. Im 10. Jahrhundert wurde sie Pfarrkirche der Bürgergemeinde. Die Pfeilerbasilika wurde 1770 barock umgestaltet. Die Dreifaltigkeitskirche war die Kirche eines Augustinereremitenklosters, das 1797 aufgelöst wurde. Dann gehörte die Kirche dem Spital. 1813 wurde die Pfarrei mit St. Jodok und Paul vereinigt. Damals erhielt die Kirche einen kleinen Turm. Die frühere Jesuitenkirche zwischen dem Münster und dem Stadttheater ist seit 1904 als Christuskirche die Pfarrkirche der 1873 gegründeten alt-katholischen Gemeinde.
Jüngeren Datums sind die katholische Kirche St. Gebhard, die 1928/30 nördlich des ehemaligen gleichnamigen Klosters erbaut wurde, aber bereits 1920 eigene Pfarrei war, die Kirche St. Suso, 1937/38 erbaut und 1957 zur Pfarrei erhoben (1975 Neubau der Kirche), die Bruder-Klaus-Kirche, 1955 als erste Kirche nach dem Zweiten Weltkrieg in Konstanz erbaut und 1962 zur Pfarrei St. Nikolaus von Flüe erhoben, die Kirche Maria-Hilf, erbaut 1967 (seit 1970 Pfarrei) sowie die Kirche St. Gallus, 1971 erbaut.
In den Stadtteilen von Konstanz gibt es weitere katholische Kirchengemeinden, die ebenfalls zum Dekanat Konstanz gehören. Die Gemeinde St. Martin Wollmatingen hat eine Kirche, die 1960 umgebaut wurde. Sie hat noch gotische Elemente. Zu Wollmatingen gehörte früher auch Allmannsdorf. Die dortige Kirche St. Georg, Unserer Lieben Frau, Peter und Paul, Pankratius und Martin wurde jedoch wohl im 16. Jahrhundert zur Pfarrei erhoben. Die katholische Kirche St. Verena Dettingen war zunächst Filiale von Dingelsdorf und wurde 1740 zur Pfarrei erhoben. Die spätgotische Kirche wurde 1779 barock umgestaltet. Die zur Pfarrei gehörige Kapelle St. Leonhard Wallhausen wurde 1714 erbaut. Die katholische Kirche St. Nikolaus Dingelsdorf ist eine spätgotische Saalkirche mit nachträglich aufgesetztem Westturm. Die katholische Kirche St. Peter und Paul Litzelstetten war zunächst ebenfalls Filiale von Dingelsdorf und wurde 1826 zur Pfarrei erhoben. Die spätgotische Kirche wurde im 18. Jahrhundert barock umgestaltet, das Schiff jedoch 1978 abgerissen und danach neu aufgebaut. Die Mariae-Himmelfahrts-Kirche auf der ehemals politisch zu Litzelstetten gehörigen Insel Mainau wurde 1732 bis 1739 erbaut.
Ferner gibt es weitere kleinere Kirchen und Kapellen. Die Schottenkapelle am Schottenplatz diente als Friedhofskapelle auf dem Schottenfriedhof, der von Mai 1785 bis 30. April 1870 Konstanzer Hauptfriedhof war. Ferner die Kapelle St. Martin im Paradies (erbaut 1922). Die wohl im 13. Jahrhundert erbaute Kapelle St. Lorenz am Obermarkt wurde später zur Ratkapelle umgebaut und 1839 profaniert. Zu den zahlreichen Klöstern bzw. Klosteranlagen vgl. den Abschnitt Bauwerke.
← Vorhergehender Ort: Staad | Konstanz | Nächster Ort: Konstanzer Münster →

Ulmer Münster |
Ulm |
Grimmelfingen |
Einsingen |
Erbach |
Donaurieden |
Oberdischingen |
Ersingen |
Rißtissen |
Untersulmetingen |
Obersulmetingen |
Schemmerberg |
Äpfingen |
Laupertshausen |
Mettenberg |
Biberach an der Riß |
Reute |
Grodt |
Muttensweiler |
Steinhausen |
Wallfahrtskirche Steinhausen |
Winterstettenstadt |
Bad Waldsee |
Bergatreute |
Weingarten |
Ravensburg |
Brochenzell
Östliche Route:
Meckenbeuren |
Tettnang |
Gießenbrücke |
Heiligenhof |
Atlashofen |
Hüttmannsberg |
Gattnau |
Arensweiler |
Selmnau |
Hattnau |
Nonnenhorn
Westliche Route:
Rammetshofen |
Unterteuringen |
Hepbach |
Leimbach |
Möggenweiler |
Markdorf |
Meersburg |
Bodensee |
Staad |
Konstanz |
Konstanzer Münster
← Vorhergehender Ort: Konstanzer Münster | Konstanz | Nächster Ort: Kreuzlingen →

Konstanzer Münster |
Konstanz |
Kreuzlingen |
Bernrain |
Schwaderloh |
Ellighausen |
Lippoldswilen |
Märstetten |
Amlikon |
Affeltrangen |
Tobel TG |
Johanniterkommende Tobel |
St. Margarethen TG |
Münchwilen TG |
Sirnach |
Wiezikon |
Oberwangen TG |
Fischingen TG |
Kloster Fischingen |
Au TG |
Hörnli |
Fischenthal |
Wald ZH |
Rüti ZH |
Jona SG |
Rapperswil SG |
Heilig Hüsli |
Holzsteg über den Zürichsee |
Hurden |
Pfäffikon SZ |
Etzelpass |
Teufelsbrücke |
Einsiedeln |
Kloster Einsiedeln

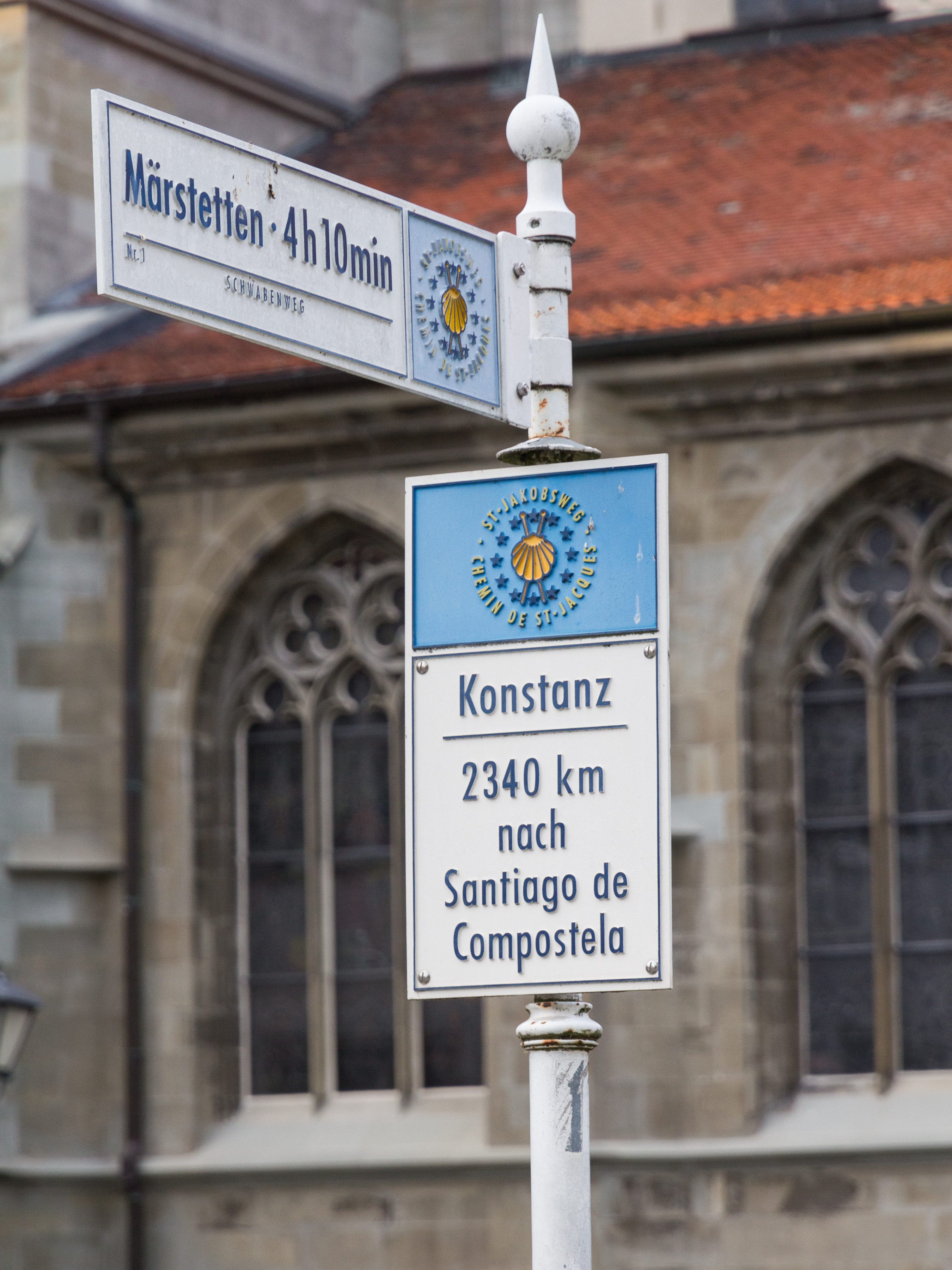
Jakobsweg/Schwabenweg, Start beim Konstanzer Münster

Konstanz ist ein Knoten des Wegenetzes der Jakobswege, die das Ziel des in Spanien liegenden Santiago de Compostela haben, wo der Legende nach Jakobus der Ältere bestattet sein soll. Der Ort gilt als einer der bedeutendsten Pilgerziele des Christentums.
In Konstanz enden der von Ulm herführende Oberschwäbische Jakobsweg und die von Tübingen herführende Via Beuronensis. Als Schwabenweg verläuft der Jakobsweg über die Schweizer Grenze in den Thurgau und weitere Schweizer Kantone. Die Entfernung von Konstanz bis nach Santiago de Compostela beträgt 2340 Kilometer.
Der historische Pilgerweg Via Francisca del Lucomagno führt vom Konstanzer Münster über den Lukmanierpass nach Pavia und weiter als Via Francigena nach Rom.

#### Evangelische Kirche
Die 1820 gegründete protestantische Gemeinde Konstanz benannte sich nach Martin Luther. Die Gemeinde feierte zunächst in der ehemaligen Kapuzinerkirche, dann in der ehemaligen Jesuitenkirche ihre Gottesdienste, bevor 1873 die Lutherkirche errichtet wurde. 1918 entstand die Pauluspfarrei für die rechtsrheinischen Gebiete, dort wurde 1929 eine zunächst als Provisorium gedachte Holzkirche gebaut, die nach erfolgreicher Renovierung und Umgestaltung des Innenraums am 1. Advent 2007 unter großer Anteilnahme der Konstanzer Bevölkerung erneut feierlich ihrer Bestimmung übergeben wurde. Von der Lutherpfarrei spaltete sich 1947 die Ambrosius-Blarer-Pfarrei ab. Aus den drei Pfarreien entstanden weitere Pfarreien.
In Allmannsdorf entstand 1957 eine eigene Pfarrei. Zuvor wurden die Protestanten von der Pauluspfarrei Konstanz betreut. 1958 erhielt Allmannsdorf seine eigene Kirche (Kreuzkirche). Von der Pauluspfarrei spaltete sich für den Stadtteil Petershausen-West 1974 die Petruspfarrei ab, für die eine eigene Kirche mit Gemeindezentrum neben dem Hauptfriedhof errichtet wurde. Zum 1. Advent 2006 werden die beiden Pfarreien Paulus und Petrus wieder zu einer gemeinsamen Gemeinde vereint, die den Namen „Evangelische Petrus und Paulus-Gemeinde Konstanz“ trägt. Auch die Protestanten in Wollmatingen wurden zunächst von der Pauluspfarrei betreut. 1935 entstand eine eigene Kirchengemeinde, nachdem 1934 die eigene Kirche erbaut worden war. Die Gemeinde gliedert sich in die Christuspfarrei und in die 1976 von ihr getrennten Johannespfarrei. Beide Pfarreien sind seit 2010 wieder in einem Gruppenamt vereint. Von Wollmatingen wurde auch Litzelstetten mit versorgt; 1969/70 erhielt der Ort eine eigene Kirche (Auferstehungskirche), an der 1971 eine eigene Pfarrei errichtet wurde. Die Protestanten von Dettingen und Dingelsdorf werden von der Nachbargemeinde Allensbach betreut. Alle genannten evangelischen Kirchengemeinden im Konstanzer Stadtgebiet gehören zum Dekanat Konstanz der Evangelischen Landeskirche in Baden mit Dekanatssitz in der Wollmatinger Gemeinde.

#### Vereinigung Evangelischer Freikirchen
Die Vereinigung Evangelischer Freikirchen ist mit vier Gemeinden in Konstanz vertreten. Zu ihr gehören die Evangelisch-Freikirchliche Baptistengemeinde am Lorettosteig, die Adventistengemeinde an der Schottenstraße, die Evangelisch-methodistische Kirchengemeinde Am Briel sowie die dem Bund freikirchlicher Pfingstgemeinden (BFP) zugehörige Hillsong Church Germany e. V. an der Schneckenburgstraße.

#### Weitere Kirchen
Neben den erwähnten Kirchen und Freikirchen gibt es in Konstanz auch eine alt-katholische Pfarrgemeinde in der Christuskirche. In den ersten Jahren nach ihrer Gründung (1874) umfasste sie etwa 60 % der Konstanzer Bevölkerung.
Das Gotteshaus der Selbständig Evangelisch-Lutherischen Gemeinde ist die Schottenkapelle in der Schottenstraße, die Gemeinde trägt den Namen Evangelisch-lutherische Markusgemeinde.

#### Weitere religiöse Gemeinschaften mit christlichen Wurzeln
Auch die Zeugen Jehovas, die Neuapostolische Kirche und die Kirche Jesu Christi der Heiligen der Letzten Tage sind in Konstanz vertreten.

### Judentum
Im mittelalterlichen Konstanz waren Juden zeitweise hochwillkommen, zeitweise aber auch das Ziel von Verfolgungen. In der Zeit um 1200 bis etwa 1450 erhielten sie Bürgerrechte und nahmen am täglichen Leben der Stadt Konstanz teil. Viele Juden lebten in der Münzgasse, wo bis heute noch die Spuren einer Mikwe zu sehen sind. In der Altstadt stand ebenfalls die Synagoge.

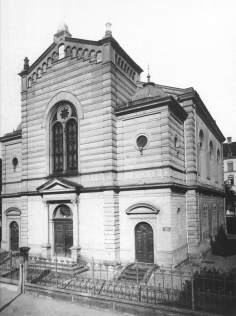
Die Alte Synagoge Konstanz (1883–1938), Sigismundstr. 19, um 1930

Der am Seerhein gelegene Pulverturm trug früher auch den Beinamen „Judenturm“, da die jüdische Bevölkerung der Stadt mehrfach gefangen genommen wurde und in diesem Turm teilweise jahrelang ihr Dasein fristen musste. 1537 wurde während der Reformationszeit die jüdische Gemeinde vollständig vertrieben. Erst 1847 wurde wieder eine jüdische Niederlassung in Konstanz genehmigt; 1862 trat das Emanzipationsgesetz in Baden in Kraft, woraufhin 1863 in Konstanz die israelitische Religionsgemeinschaft wieder ins Leben gerufen wurde. 1875 hatte sie 251 Mitglieder, 1895 bereits 528, etwa 2,5 % der Stadtbevölkerung. 1882/83 konnte in der Stadt an der heutigen Sigismundstraße eine Synagoge errichtet werden. 1936 wurde auf die Synagoge ein Brandanschlag verübt; während der Reichspogromnacht 1938 wurde sie in Brand gesteckt und schließlich von der in Radolfzell stationierten SS-Verfügungstruppe III./SS-VT „Germania“ zerstört. Schräg gegenüber der ehemaligen Synagoge, direkt hinter der Dreifaltigkeitskirche, steht ein Mahnmal für die 108 Konstanzer Bürger, die wegen ihres jüdischen Glaubens am 20. Oktober 1940 im Rahmen der sogenannten Wagner-Bürckel-Aktion in das südfranzösische Internierungslager Gurs deportiert und in den Vernichtungslagern Auschwitz-Birkenau oder Sobibor ermordet wurden.
Am Ort der Synagoge errichtete der jüdische Geschäftsmann und Gründer der israelitischen Gemeinde Konstanz, Sigmund Nissenbaum (1926–2001), in den 1960er-Jahren ein Wohn- und Bürohaus, das auch einen Gebetsraum enthält. Die jüdische Gemeinde wurde 1986 selbständig, sie hatte 1989 etwa 50 Mitglieder. Durch das wachsende jüdische Leben in Konstanz nach der Einwanderung der Juden aus der ehemaligen Sowjetunion in den 90er-Jahren ist die Zahl der Mitglieder im Jahr 2018 auf 320 angewachsen.
Der Gebetsraum wurde 1999 zu einer kleinen Synagoge erweitert, die wie dieser schon seit den 60er-Jahren der heutigen Israelitischen Kultusgemeinde Konstanz K.d.ö.R. (IKG) zur Verfügung steht. Gottesdienste finden an jedem Schabbat und an allen jüdischen Feiertagen statt. Hier in der Sigismundstraße 19 befinden sich auch Gemeindebüro und Gemeindezentrum der IKG, ebenso die Dr.-Erich-Bloch-und-Lebenheim-Bibliothek (Judaica) der Israelitischen Kultusgemeinde.
An der Oberen Laube befand sich einige Jahre lang der Gebetsraum der vom Oberrat der Israeliten Badens ebenfalls unterstützten liberalen Jüdischen Gemeinde in Gründung.
Die zwischen den beiden Organisationen (Israelitische Kultusgemeinde und Jüdische Gemeinde in Gründung) herrschende Uneinigkeit (u. a. über die Rolle der Frauen in der Gemeinde) hat den Neubau einer Synagoge auf einem von der Stadt zur Verfügung gestellten Grundstück lange verzögert.

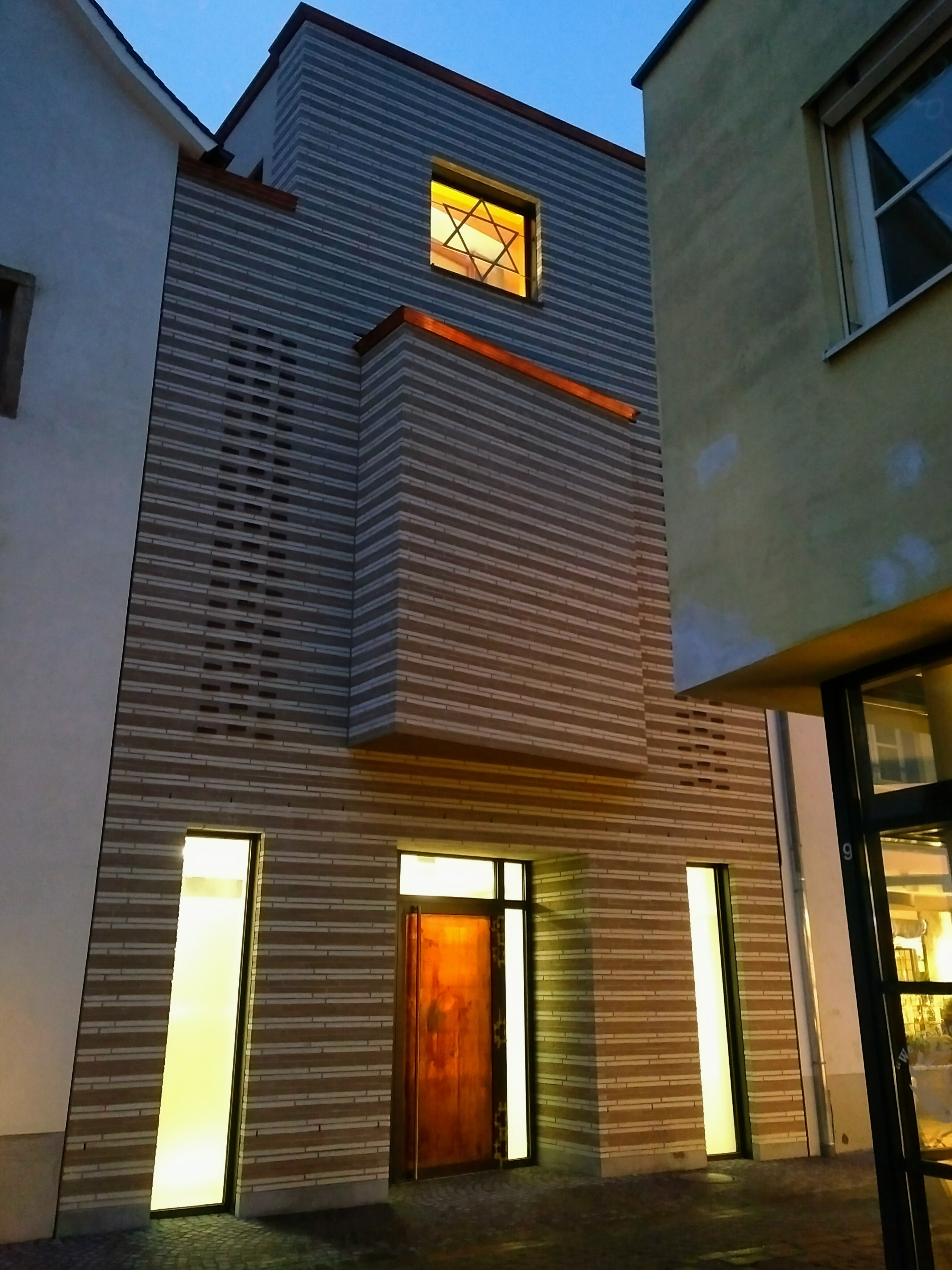
Die Neue Synagoge Konstanz, Sigismundstr. 8, am Abend vor der Einweihung am 10. November 2019

Die Synagogengemeinde bietet ihren Mitgliedern ein breites Angebot an Lernmöglichkeiten in Tora und Tradition, führt Gottesdienste am Schabbat und an allen jüdischen Feiertagen durch und bietet Programm für Kinder, Studierende und Senioren an. Die Hochschulgruppe Morasha Konstanz an der Universität ist an die Gemeinde angeschlossen und vertritt die Studierenden und Berufsanfänger in Konstanz. Morasha Konstanz gehört zu Morasha Germany und ist Teil des Bundes jüdischer Studenten Baden (BJSB).
Am 9. November 2016 begannen in der Sigismundstraße 8 die Bauarbeiten zum Bau einer neuen Synagoge und einer Mikwe, unweit des Standortes der 1938 zerstörten Synagoge in der Sigismundstraße 19. Bauherrin war die Israelitische Religionsgemeinschaft Baden. Die Stadt Konstanz stellte das Baugrundstück kostenlos zur Verfügung und beteiligte sich mit 155.000 Euro an den Baukosten in Höhe von 5 Millionen Euro. Am 10. November 2019, dem 81. Jahrestag der Zerstörung der Alten Synagoge 1938, wurde die Neue Synagoge Konstanz unter Anwesenheit zahlreicher Ehrengäste feierlich eingeweiht. Redner waren u. a. der Vizepräsident des Zentralrats der Juden in Deutschland, Abraham Lehrer, und Baden-Württembergs Ministerpräsident Winfried Kretschmann. Bei einem Freudenzug wurden die Torarollen symbolisch vom Standort der ehemaligen Synagoge zu dem rund 50 Meter entfernten Neubau in der Sigismundstraße getragen.

### Islam
Im Oktober 2001 wurde im Stadtteil Petershausen die Mevlana-Moschee der türkisch-islamischen Gemeinde (Ditib) eröffnet. Somit verfügen die etwa 3000 Muslime in Konstanz über ein eigenes Gebetshaus mit einem 225 Quadratmeter großen Gebetsraum, einer Kuppel mit zehn Metern Durchmesser und einem 35 Meter hohen Minarett, einem der höchsten in Deutschland.

### Buddhismus
Bereits seit 1984 existiert in Konstanz das Buddhistische Diamantweg-Zentrum der Karma-Kagyü, das von Ole Nydahl gegründet wurde und unter der spirituellen Schirmherrschaft des 17. Karmapa Thaye Dorje steht. Daneben gibt es Gruppen weiterer buddhistischer Richtungen.

### Freimaurerei

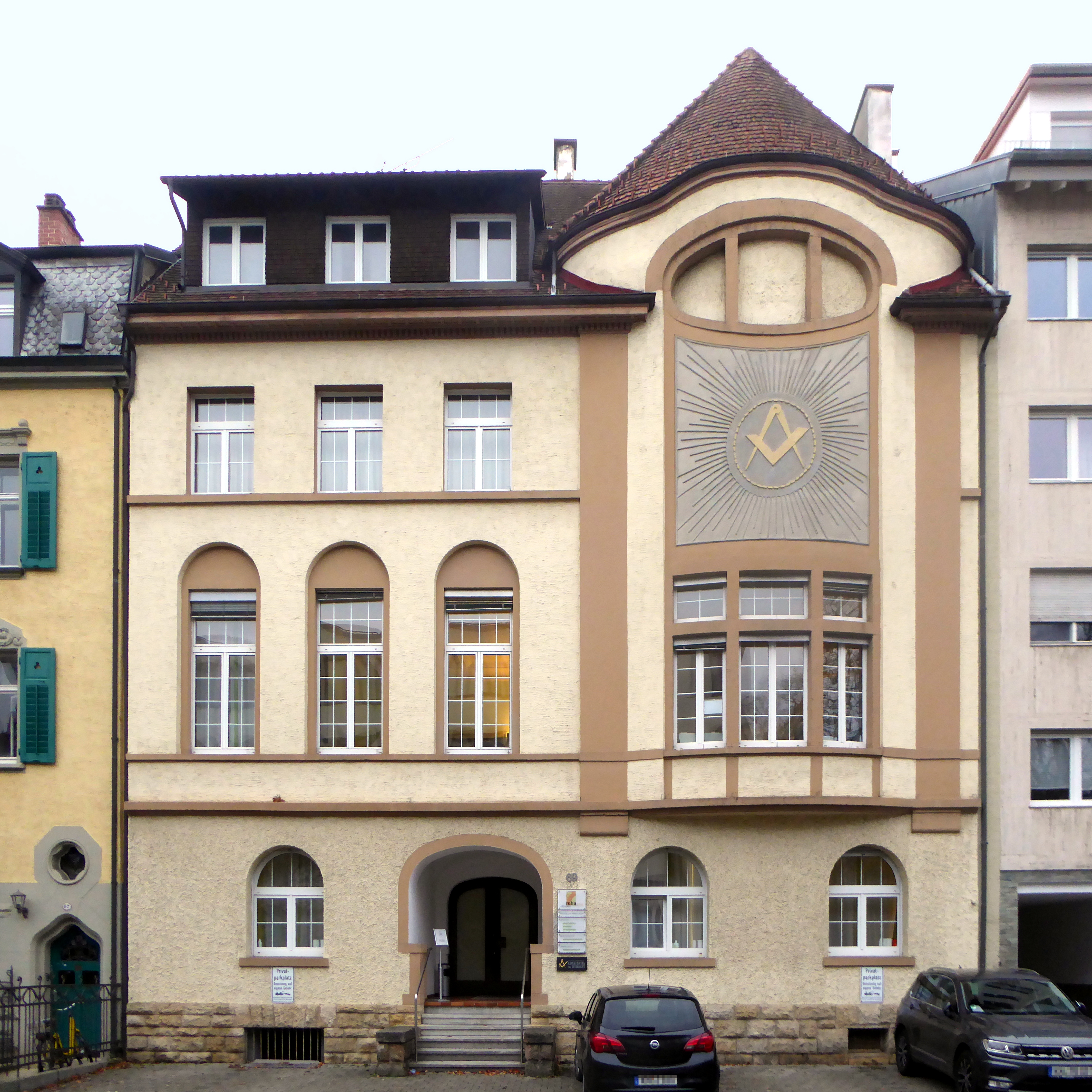
Konstanz, Schottenstraße 69: Logenhaus der Johannisloge Constantia zur Zuversicht

In Konstanz existieren mehrere Freimaurerlogen. Die Johannisloge Constantia zur Zuversicht untersteht der Großloge der Alten Freien und Angenommenen Maurer von Deutschland. Sie ist ein seit 1909 eingetragener Verein in der Schottenstraße 69 mit 40 Mitgliedern und Offenheit für ein Prinzip höherer Ordnung. Die Perfektionsloge Jan Amos Comenius und das Souveräne Kapitel Pons Libertatis arbeiten nach dem Alten und Angenommenen Schottischen Ritus. Die Frauenloge Drei Lichter zum See ist die erste und bisher einzige Frauenloge am Bodensee. Auf der Insel Mainau ist durch die Familie Bernadotte der Schwedische Ritus vertreten. Die Konstanzer Logen unterhalten insbesondere enge Beziehungen in die Schweiz.

### Druiden
Die Loge Imperia zu Konstanz der Druiden im Konstanzer Stadtteil Paradies ist der Brüderlichkeit, Nächstenliebe, Menschenrecht, Toleranz und Wohltätigkeit, also der Humanität, verbunden.

### Evolutionärer Humanismus
Die Giordano-Bruno-Stiftung, die den Evolutionären Humanismus vertritt, ist mit dem in Konstanz 2017 gegründeten gbs-Bodensee e. V. vertreten und möchte „ein Gegengewicht zu religiösen, insbesondere fundamentalistischen Organisationen und Bewegungen“ bilden.

## Politik
Konstanz war lange – wie in Südbaden üblich – traditionell politisch konservativ-liberal ausgerichtet. Durch die Gründung der Universität 1966 kam ein starker sozialliberaler Einschlag dazu, der um 1990 durch eine stärkere grüne Ausrichtung erweitert wurde (siehe auch die aktuelle Zusammensetzung des Gemeinderates). 1996 wurde in Konstanz mit Horst Frank der erste grüne Oberbürgermeister Deutschlands gewählt und 2004 wiedergewählt. Seit dem 10. September 2012 ist mit Uli Burchardt ein Christdemokrat Bürgermeister von Konstanz.

### Gemeinderat
Die Mitglieder des Gemeinderats führen gemäß § 25 Absatz 1 Satz 2 Gemeindeordnung die Bezeichnung „Stadtrat“. Der Gemeinderat besteht außer dem Oberbürgermeister aus 40 Stadträten folgender Parteien/Listen.
Konstanz ist die erste Stadt in Baden-Württemberg, die Gemeinderatssitzungen zeitversetzt als Podcast im Internet überträgt.
| Partei/Liste                | Stimmenanteil | +/− %p | Sitze | +/− |
| --------------------------- | ------------- | ------ | ----- | --- |
| Freie Grüne Liste (FGL)     | 26,6 %        | −5,2   | 10    | −3  |
| CDU                         | 19,2 %        | +0,8   | 8     | +1  |
| SPD                         | 14,0 %        | +1,8   | 6     | +1  |
| Freie Wähler Konstanz (FWK) | 14,0 %        | +1,6   | 6     | +1  |
| Junges Forum Konstanz (JFK) | 10,9 %        | +0,6   | 4     | ±0  |
| FDP                         | 7,3 %         | −0,4   | 3     | ±0  |
| Linke Liste Konstanz (LLK)  | 6,6 %         | −0,5   | 3     | ±0  |

### Ortschaftsräte und Ortsverwaltung
Die Ortschaften Dettingen-Wallhausen, Dingelsdorf und Litzelstetten haben eigene Ortschaftsräte, welche die Ortschaften betreffende Fragen beraten; deren Entscheidungen sollen bei gemeinderätlichen oder Verwaltungsentscheidungen der Gesamtstadt gehört und möglichst berücksichtigt werden.
Kommunalwahlen Juni 2009:
| ● Litzelstetten:        | FWG: 4 (±0), | CDU: 3 (±0),   | SPD: 3 (±0) |
| ● Dettingen/Wallhausen: | CDU: 6 (±0), | SPD: 4 (±0),   | FWG: 4 (±0) |
| ● Dingelsdorf:          | CDU: 5 (+1), | SLWD*: 3 (−1), | FWG: 2 (±0) |

Kommunalwahlen Juni 2014:
| ● Litzelstetten:        | CDU: 4 (+1), | SPD: 3 (±0),   | FWL**: 3 (−1) |
| ● Dettingen/Wallhausen: | CDU: 8 (+2), | SPD: 6 (+2)    |               |
| ● Dingelsdorf:          | CDU: 5 (±0), | SLWD*: 3 (±0), | FWG: 2 (±0)   |

* Sozialliberale Wählergemeinschaft Dingelsdorf     ** Freie Wähler Litzelstetten
Kommunalwahlen Juni 2019:
| ● Litzelstetten:        | CDU: 4 (±0), | SPD: 2 (−1),   | FWL**: 4 (+1) |
| ● Dettingen/Wallhausen: | CDU: 7 (−1), | SPD: 7 (+1)    |               |
| ● Dingelsdorf:          | CDU: 4 (−1), | SLWD*: 4 (+1), | FWG: 2 (±0)   |

* Sozialliberale Wählergemeinschaft Dingelsdorf     ** Freie Wähler Litzelstetten
Die Ortschaften haben jeweils einen Ortsvorsteher und eine Ortsverwaltung.

### Bürgermeister
Im Mittelalter waren Gericht und Rat in Konstanz in einer Hand unter Vorsitz des Vogtes. Nach dem Übergang an Österreich 1548 leitete der Stadtvogt die Amtsgeschäfte. Teilweise übernahm dieser auch die Aufgaben des Stadthauptmannes. Das Stadtgericht bestand aus einem Richter, der durch den kleinen Rat gewählt wurde, und zwölf Beisitzern aus dem kleinen und großen Rat. 1785 ersetzte Österreich die Stadtregierung durch einen Magistrat mit einem Bürgermeister und fünf besoldeten Räten.
Nach dem Anschluss an Baden 1805 gingen die gerichtlichen Angelegenheiten auf den Staat über. An der Spitze der Stadt stand dann der Bürgermeister, der ab 1818 hauptamtlich tätig war, ein Stadtrat und ein 32-köpfiger Bürgerausschuss. Ab 1870 wurden Bürgermeister und Rat unmittelbar gewählt. 1874 wurde der Oberbürgermeister vom Bürgerausschuss, der aus 96 Stadtverordneten bestand, gewählt. Er hatte eine neunjährige Amtszeit. Ihm standen ein Bürgermeister und ein Stadtrat aus 14 Mitgliedern zur Seite. Ab 1933 wurden Oberbürgermeister, Bürgermeister, Beigeordnete und Stadtrat vom Reichsstatthalter ernannt. Nach dem Zweiten Weltkrieg wurden mehrere Oberbürgermeister in Folge von der französischen Besatzungsmacht eingesetzt. 1946 wählte die Bevölkerung erstmals wieder einen Stadtrat, der den Oberbürgermeister wählte.
Heute wird der Oberbürgermeister von den Wahlberechtigten für eine Amtszeit von acht Jahren direkt gewählt. Er ist Vorsitzender des Gemeinderats. Seine allgemeinen Stellvertreter sind der Erste und der Zweite Beigeordnete, jeweils mit der Amtsbezeichnung Bürgermeister.
Der Oberbürgermeister Horst Frank (GRÜNE) wurde zuletzt am 25. Juli 2004 im zweiten Wahlgang für eine zweite achtjährige Amtszeit wiedergewählt. Die Beigeordneten sind Andreas Osner (SPD), bis Juni 2013: Claus Boldt (CDU) und Karl Langensteiner-Schönborn (seit Februar 2014, Baubürgermeister; vorher Kurt Werner (parteilos)). 2012 verzichtete Frank auf eine erneute Kandidatur. Uli Burchardt (CDU) wurde im zweiten Wahlgang zum neuen Konstanzer Oberbürgermeister gewählt und am 10. September 2012 vereidigt. Er wurde 2020 im zweiten Wahlgang mit 49,5 % wiedergewählt.
Ehrenamtliche Bürgermeister
- 1810–1832: Johann Anton Burkart
- 1832–1849: Karl Hüetlin
- 1849–1851: In der Folge der Badischen Revolution wurden von der Regierung des Großherzogtums Baden verschiedene „Bürgermeisteramtsverweser“ eingesetzt.[125]
- 1851–1861: Karl Steiner
- 1861–1861: Karl Hüetlin
- 1861–1866: Jakob Stadler

(Ober)Bürgermeister
- 1866–1877: Max Stromeyer
- 1877–1888: Otto Winterer
- 1888–1914: Franz Weber
- 1914–1919: Hermann Dietrich (Nationalliberale Partei, ab 1918: DDP)
- 1919–1933: Otto Moericke
- 1933–1945: Albert Herrmann
- 1945: Josef Benz, Vinzenz Kerrle, Hans Schneider, kommissarische Oberbürgermeister
- 1946: Fritz Arnold (SPD), kommissarisch
- 1946–1957: Franz Knapp (CDU)
- 1957–1959: Alfred Diesbach (SPD)
- 1959–1980: Bruno Helmle (CDU)
- 1980–1996: Horst Eickmeyer (FWG)
- 1996–2012: Horst Frank (Grüne)
- seit 10. September 2012: Ulrich Burchardt (CDU) (wiedergewählt für eine zweite Amtszeit am 18. Oktober 2020)[126]

### Wappen und Flagge
| Wappen von Konstanz | Blasonierung: „Unter rotem Schildhaupt in Silber ein schwarzes Kreuz.“ |
| Wappen von Konstanz | Wappenbegründung: Die Stadt Konstanz führte seit dem Mittelalter ein schwarzes Kreuz in Silber als Wappen und Fahne. Die früheste datierbare Darstellung des Wappens stammt von 1397. Das Wappenbild ist vermutlich bewusst ähnlich dem des Konstanzer Hochstiftes (in Silber ein rotes Kreuz) gestaltet. Das heutige Wappen mit dem roten Schildhaupt wird oft auf eine angebliche Wappenbesserung durch König Sigismund zurückgeführt und mit dem Blutbann der Stadt in Verbindung gebracht. Tatsächlich stellte Sigismund der Stadt 1417 ein Privileg aus, nach dem diese ihr Banner um einen roten Schwenkel ergänzen durfte; er nahm aber keine Wappenbesserung vor und stellte keine Verbindung zum Blutbann her. Das heutige Wappen (mit Schildhaupt) wurde erst im Laufe des 15. Jahrhunderts zunächst parallel zur alten Form (ohne Schildhaupt) geführt. Die früheste datierbare Verwendung des neuen Wappens stammt aus dem Jahr 1432, aber noch im frühen 16. Jahrhundert prägte die Stadt Münzen, die das alte Wappen zeigten. In der zweiten Hälfte des 16. Jahrhunderts kam das alte Wappen außer Gebrauch. |

### Städtepartnerschaften

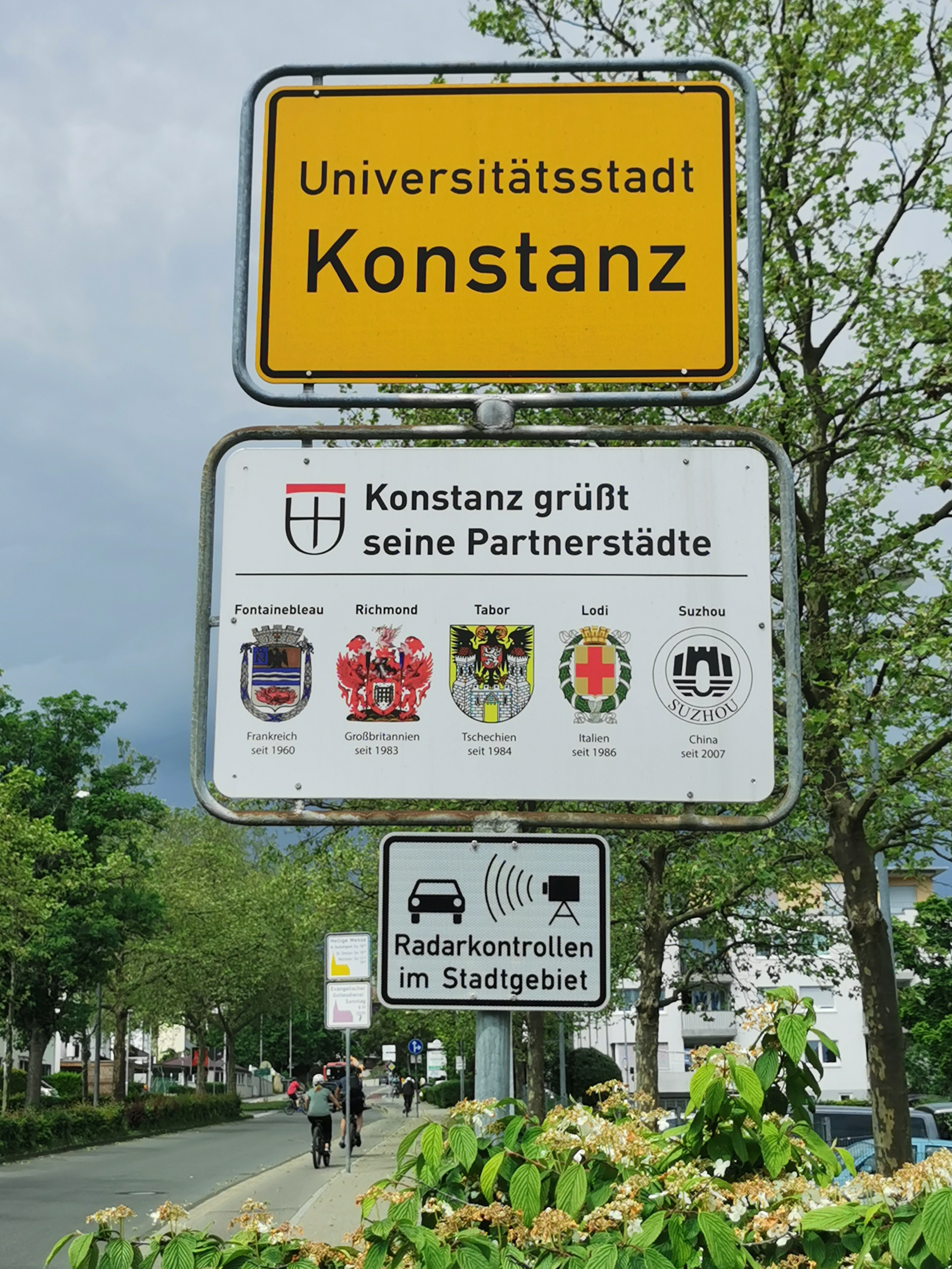
Ortsschild mit Nennung der Partnerstädte

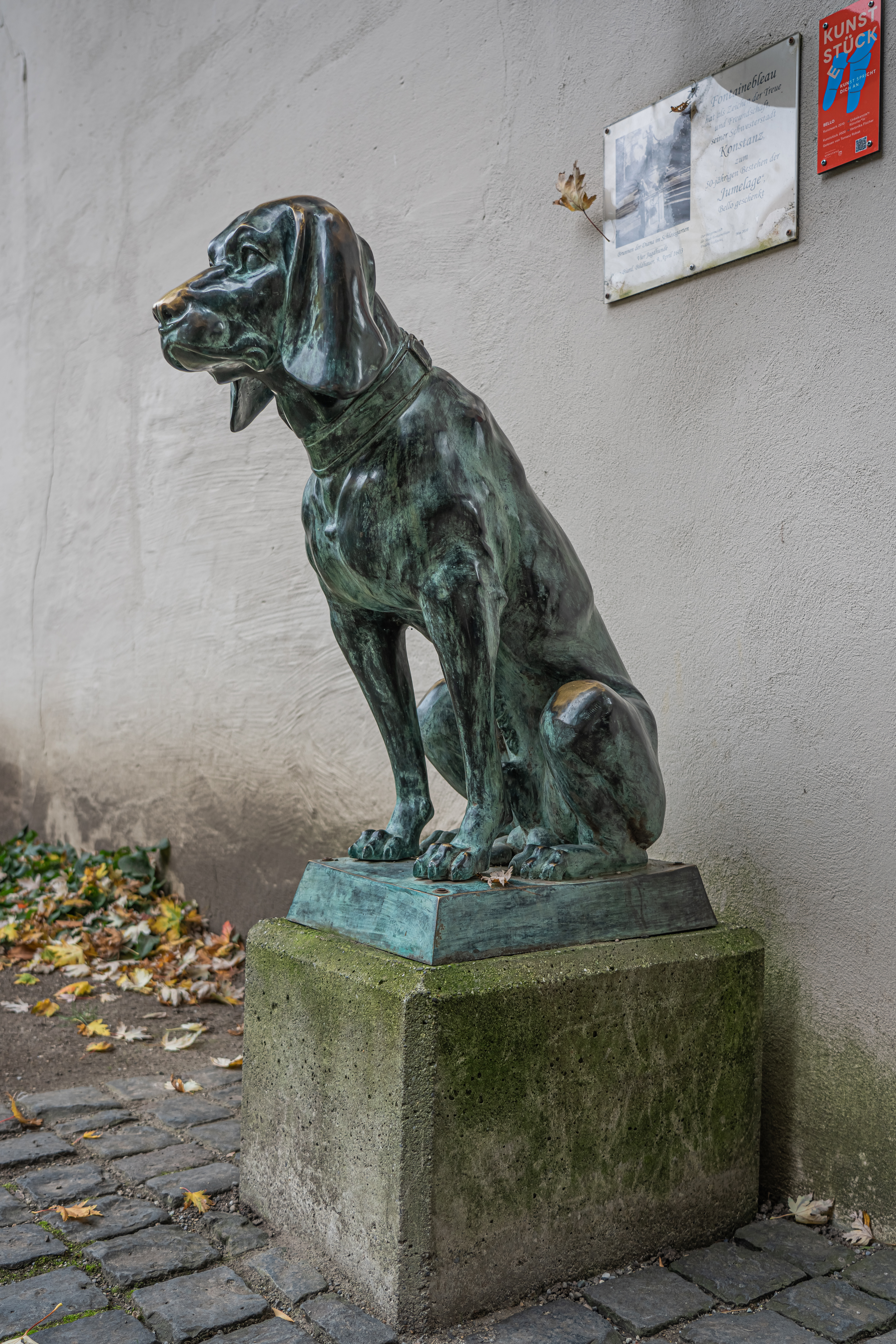
Konstanz, im Hof des Rathauses: Skulptur Bello. Symbol der Städtepartnerschaft mit Fontainebleau

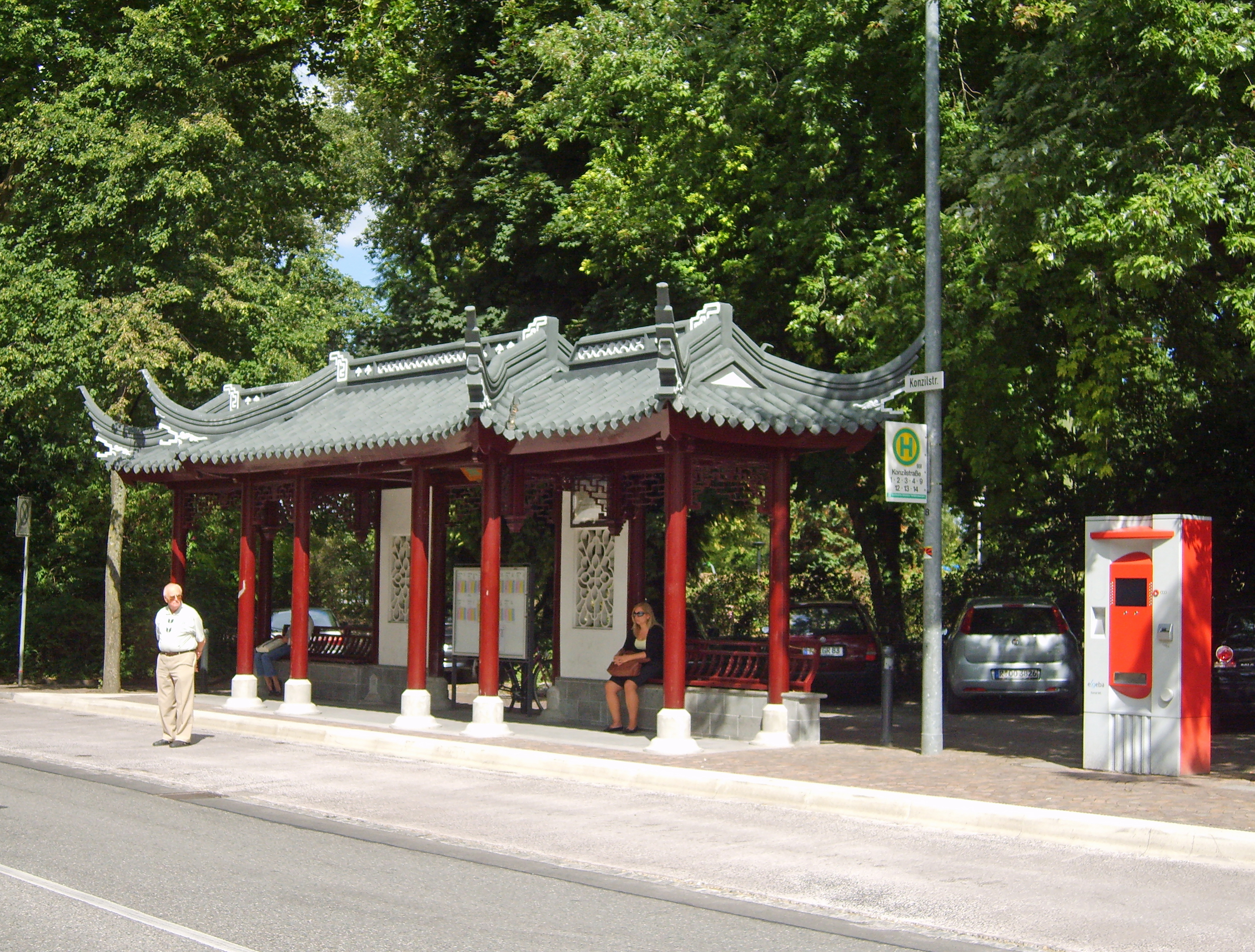
Im asiatischen Stil errichtete Bushaltestelle Konzilstraße. Symbol der Städtepartnerschaft mit Suzhou

Konstanz unterhält mit folgenden Städten Städtepartnerschaften:
- Fontainebleau (Frankreich) seit 1960
- Richmond upon Thames, ein Stadtteil Londons (Vereinigtes Königreich) seit 1983
- Tábor (Tschechien) seit 1984
- Lodi (Italien) seit 1986
- Suzhou in der Provinz Jiangsu (Volksrepublik China) seit 2007

Weitere Verbindungen bestehen zu:
- Pančevo (Serbien)

Fontainebleau ist die erste der Städtepartnerschaften von Konstanz. Ein Austausch besteht zwischen Vereinigungen, Vereinen, Schulen und Feuerwehren. Im Zukunftsdialog werden gemeinsame Themen wie Straßenbau, Verkehr, Stadtplanung, Ökologie und Demokratie erörtert.

### Klimanotstand
Schon seit Februar 2019 fanden in der Stadt am Bodensee Proteste der deutschlandweiten Bewegung Fridays for Future statt. Nach Anregung durch diese beschloss der Konstanzer Gemeinderat am 2. Mai 2019 einstimmig eine Resolution zur Ausrufung des Klimanotstands.
Damit verknüpft sind weitere Maßnahmen, um auf Kommunalebene die Ursachen für den menschengemachten Klimawandel zu begrenzen. Seither stellt sich z. B. die Frage, ob es noch ein Feuerwerk am Konstanzer Seenachtfest geben soll. Oberbürgermeister Uli Burchardt (CDU) beschloss als Sofortmaßnahme, künftig ohne Dienstwagen auszukommen. Gemeinderatsbeschlüsse müssen künftig obligatorisch auf ihre Klimawirksamkeit hin überprüft werden.
Am 23. Juli 2020 wurde mit einer knappen Mehrheit von einer Stimme im Gemeinderat die Klimazielsetzung „Konstanz klimapositiv 2030“ abgelehnt. Die Entscheidung wurde von Fridays for Future kritisiert.

## Kultur, Sport und Sehenswürdigkeiten

### Mundart
Konstanz gehört innerhalb des alemannischen Sprachraums zum bodenseealemannischen Dialekt des Niederalemannischen, während schon die benachbarte Höri, der südliche Hegau und die Nachbarstadt Kreuzlingen nach den alten Dialektkarten im Bereich des Hochalemannischen liegen. Auf lokaler Ebene hat sich eine Konstanzer Stadtmundart herausgebildet, mit einigen Besonderheiten der historischen Stadtteile wie Wollmatingen und Paradies. Unter dem Titel „So schwätzt me z Konschtanz“ wurde 2021 eine Sammlung von Konstanzer Ausdrücken und Redewendungen mit hochdeutscher Übersetzung veröffentlicht.
Im Konstanzer Alemannisch wird gegenüber dem Hochdeutschen eher indirekt formuliert (evtl. von der Schweiz beeinflusst). Einige Vokale werden kürzer gesprochen, wie z. B. der Bodensee als „Bódesee“. Das s wird vor p, t und k meistens als sch ausgesprochen, z. B. wie bei „Kasper“.

### Bauwerke
- Liste von Sakralbauten in Konstanz
- Liste der Häusernamen in Konstanz

### Theater und Kleinkunst
- Der Saal des 1607–1609 erbauten Jesuitengymnasiums, der im 19. Jahrhundert zu einem Theater umgebaut wurde, wird (vor Ort) als die „älteste heute noch bespielte Sprechbühne Deutschlands“ bezeichnet.
- Von 1998 bis 2019 bestand die Konstanzer Puppenbühne, sie ist dann nach Schleswig-Holstein gezogen.
- Das Kommunale Kunst- und Kulturzentrum K9 in der früheren Paulskirche bietet seit 1990 ein reichhaltiges Programm an Kabarett (Kabarettherbst seit 1999), Comedy (Comedyfrühling seit 2004), der offenen Bühne „SplitterNacht“ (seit 2004), vielen Konzerten und Tanz.

### Kunst

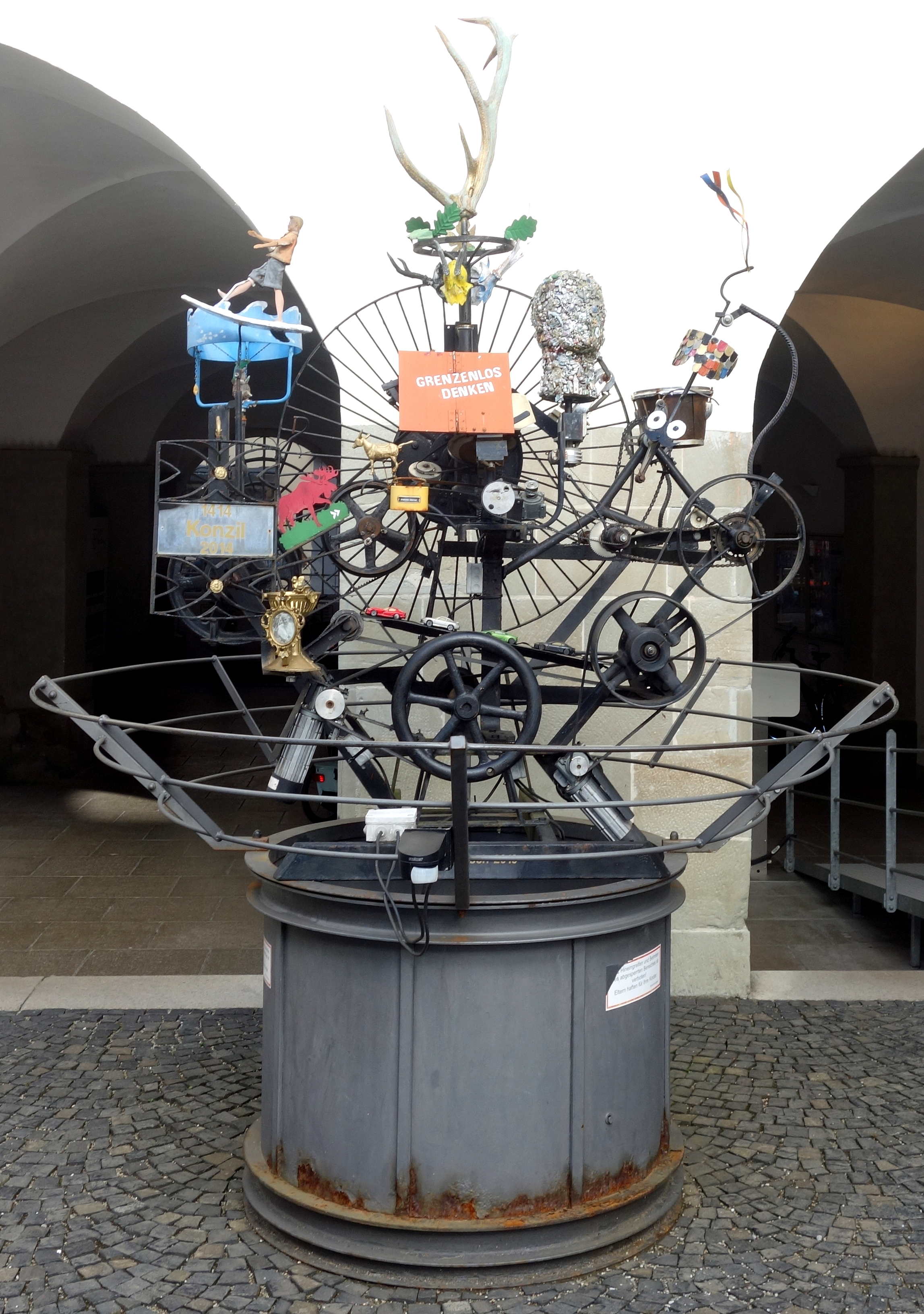
Skulptur Grenzenlos Denken (2010)

- Der Kunstverein Konstanz ist der älteste Kunstverein im Bodenseegebiet und einer der ältesten Kunstvereine in Deutschland (an 14. Stelle). Schon bei seiner Gründung im Jahr 1858 war das Interesse vorrangig, in Konstanz ein Forum für zeitgenössische Kunst zu schaffen – bis heute ist der Kunstverein Konstanz die einzige Institution, die ausschließlich Ausstellungen zur Gegenwartskunst anbietet.
- Die Wessenberg-Galerie beherbergt die städtische Kunstsammlung im Kulturzentrum am Münster. Zum Bestand des Hauses gehört ein Konvolut von rund 450 Handzeichnungen aus der Sammlung des Bankiers Wilhelm Brandes. Ausstellungen dort haben vorwiegend einen regionalen Schwerpunkt.
- Im Innenhof des Rathauses befindet sich die Skulptur Grenzenlos Denken (2010) von K. H. Brasch.
- Zudem gibt es mehrere kommerzielle Galerien, darunter die Galerie Geiger am Seerhein, die mit Einzelausstellungen von Künstlern wie Heinz Mack, Otto Piene, Mel Ramos und Daniel Spoerri ein internationales Programm präsentiert.

### Museen

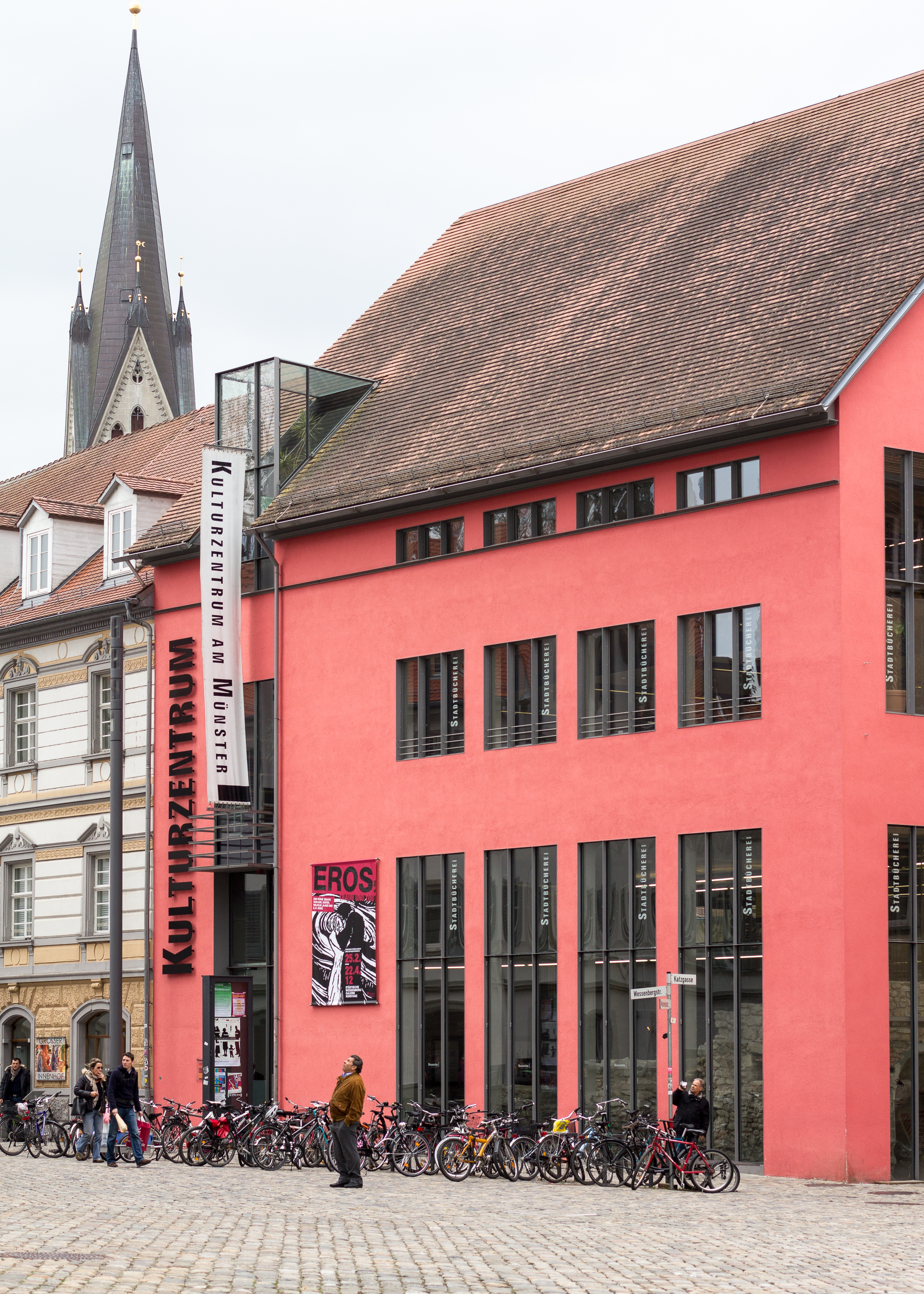
Kulturzentrum am Münster mit Stadtbücherei und Wessenberg-Galerie

- Das Archäologische Landesmuseum Baden-Württemberg im Konventsgebäude der ehemaligen Benediktinerabtei Petershausen zeigt mittels einer repräsentativen Auswahl archäologischer Funde einen Querschnitt der Landesgeschichte.
- Das Bodensee-Naturmuseum zeigt die Entstehungsgeschichte des Bodensees, die gewässerkundliche Ausstellung über den See und seine Umwelt sowie die Tier- und Pflanzenwelt in den Lebensräumen des Sees und der Bodenseelandschaft. Im Außengelände befindet sich die geologische Erlebnisausstellung „Steine am Fluss“.[137]
- Der Botanische Garten der Universität Konstanz bietet rund 1400 Pflanzenarten in Schaugewächshäusern und Außenbereichen sowie zwei Lehrpfade zu den Themen Waldökologie und Invasionsbiologie.
- Das Hus-Museum zeigt Bilder und Dokumente zur Hussitenbewegung und zum Leben und Wirken von Jan Hus.
- Das Rosgartenmuseum ist ein 1870 gegründetes Museum für Kunst, Kultur und Geschichte der Bodenseeregion. Es befindet sich im 1454 entstandenen ehemaligen Zunfthaus der Konstanzer Metzger. Es enthält daneben den erhaltenen Zunftsaal und einen Ausstellungssaal mit der originalen Einrichtung aus der Gründungszeit des Museums.[138]
- Die Städtische Wessenberg-Galerie befindet sich im Kulturzentrum am Münster und zeigt Kunst des 19. und 20. Jahrhunderts.

#### Großaquarium
Das Sea Life Centre ist vor allem durch exotische Wassertiere wie Rochen und Pinguine bekannt, zeigt aber auch die Unterwasserwelt von Rhein und Bodensee, mit einer „Unterwasserreise“ von der Quelle in den Alpen und folgt seinem Lauf durch den Bodensee bis zur Nordsee. Ein acht Meter langer Acryltunnel führt mitten durch das 320.000 Liter Rote-Meer-Becken. Schwarzspitzen-Riffhaie, zwei Grüne Meeresschildkröten und Muränen schwimmen über den Köpfen der Besucher.

### Sport
Die HSG Konstanz spielt seit Mitte der 1990er-Jahre konstant mindestens in der dritthöchsten Spielklasse des deutschen Handballs und führt im Schnitt über 1300 Fans in die Schänzle-Sporthalle. Seit 2000 war sie mehrere Jahre in der zweiten Bundesliga und kehrte nach dem Aufstieg 2022 vor 1800 Fans wieder dorthin zurück. Die HSG Konstanz unterhält bundesweit einzigartige Kooperationen mit der Exzellenzuniversität Konstanz sowie der HTWG Konstanz zur Förderung des Spitzensports, in deren Rahmen exklusive Stipendien an junge, leistungswillige Talente vergeben werden. Bereits dreimal, 2018, 2020 und 2021 wurde sie von der Handball-Bundesliga (HBL) mit dem Gütesiegel Jugendzertifikat für exzellente Nachwuchsförderung ausgezeichnet und gehört damit zu den Top-Nachwuchsausbildern Deutschlands. Die Jugendmannschaften spielen durchgängig in den höchsten Spielklassen und haben eine Vielzahl an Erfolgen vorzuweisen. Dazu gehören südbadische und süddeutsche Meisterschaften. Auch auf nationaler Ebene gelangen Erfolge, etwa die deutsche Vizemeisterschaft 1998 mit der männlichen B-Jugend und die inoffizielle deutsche Meisterschaft in der E-Jugend. Die männliche A-Jugend qualifizierte sich 2011/12 für die erste Saison der Jugend-Bundesliga des DHB und zählt damit zu den Gründungsmitgliedern der Eliteklasse des deutschen Jugend-Handballs. Mit insgesamt elf Teilnahmen, davon zuletzt seit der Saison 2013/14 zehn in Folge, gehört die HSG Konstanz zu den erfolgreichsten Vereinen Süddeutschlands in der Jugend-Bundesliga.
Einer der ältesten Sportvereine in Konstanz ist die am 21. März 1874 gegründete Sektion Konstanz des Deutschen Alpenvereins. Mit (Stand: 31. Dezember 2023) 11.626 Mitgliedern ist sie wohl der größte Verein in Konstanz. Die Sektion betreibt die Gauenhütte (Vorarlberg) auf 1235 m sowie die Konstanzer Hütte (Verwall) auf 1688 m sowie zwei Kletteranlagen, den „uniBloc“ Hochschulsport Konstanz und das Kletterwerk Radolfzell DAV-Kletterzentrum Bodensee mit 2500 m² Fläche und einer Höhe von 18 Metern.
Aus acht Vereinen nehmen 17 Konstanzer Fußballmannschaften am Verbandsspielbetrieb teil. Die Fußballer der DJK Konstanz, welcher der älteste Fußballverein der Stadt ist, gehörten 1978 zu den Gründungsmitgliedern der Oberliga Baden-Württemberg und gehörten der Liga bis 1981 an. Der SC Konstanz-Wollmatingen und die SG Dettingen-Dingelsdorf spielen in der Landesliga Südbaden.
Die Basketball-Herrenmannschaft des TV Konstanz stieg im Jahr 2010 unter dem Namen HolidayCheck Baskets nach mehrjähriger Zugehörigkeit zur 1. Regionalliga Südwest in die 2. Bundesliga Pro B auf. Nach dem sofortigen Wiederabstieg 2011 gelang mit der Meisterschaft in der Regionalliga Südwest 2012 wiederum der Aufstieg. Die Basketballer, nun mit dem Namen ifm BASKETS, konnten sich aber erneut nur für eine Saison in der Liga halten.
Rugby wird in Konstanz seit Mitte der 1990er-Jahre gespielt. Der Rugby Club Konstanz (RCK) spielt in der Regionalliga Baden-Württemberg. Sehr erfolgreich ist die Studentenmannschaft der beiden Konstanzer Hochschulen, die zwei der deutschlandweit erfolgreichsten Teams der letzten Jahre bei der alljährlichen deutschen Hochschulsport-Meisterschaft (DHM) stellt. Größte Erfolge bei den Herren waren hierbei der deutsche Meistertitel im Jahr 2004 sowie der Vizemeistertitel 2005 und ein dritter Platz 2007. Die Damenmannschaft konnte nach der Vizemeisterschaft 2004 im Jahr 2011 die deutsche Meisterschaft erringen.
Am Tannenhof, im Stadtteil Allmannsdorf, befindet sich seit 1955 das Rollfeld des 1953 gegründeten Konstanzer Roll- und Eissportclub e. V. (KREC). Dort findet das Training des Rollkunstlaufs und Rollhockey statt, das auf Rollschuhen gespielt wird. Die Eiskunstläuferinnen trainieren in Zusammenarbeit mit dem Eislaufklub Kreuzlingen in der Eissporthalle Bodensee-Arena.
Erfolgreich ist auch der Ruderverein „Neptun“ Konstanz, der schon drei Sportler hervorbrachte, die zu den Olympischen Spielen gefahren sind – davon kamen zwei mit einer Goldmedaille zurück. Bei den deutschen Meisterschaften und den deutschen Jugendmeisterschaften können fast jährlich Medaillen gewonnen werden, und auch an Weltmeisterschaften sind die Ruderer des Neptuns in regelmäßigen Abständen vertreten.
Darüber hinaus beheimatet die Stadt Konstanz den Lacrosse Club Konstanz e. V., eines der wenigen Lacrosse-Teams in Deutschland. Gegründet wurde der Verein Anfang 2009 und etablierte sich in der Zweiten Bundesliga Süd.

### Parks
- Stadtgarten: 1863 wurde Konstanz an die Stammstrecke Mannheim-Basel-Konstanz der Badischen Staatseisenbahnen angeschlossen. Dies löste zusammen mit der 1862 in Baden verkündeten Gewerbefreiheit einen wirtschaftlichen Aufschwung und ein großes Bevölkerungswachstum aus und führte zur Entscheidung, die Stadtmauer abzureißen. Der Stadtpark von Konstanz, Stadtgarten genannt, ist ein künstlich aufgeschüttetes Gelände unmittelbar südlich der Dominikanerinsel. Die Aufschüttung erfolgte ab 1863 mit Trümmern der Stadtmauer. Die Fläche beträgt rund 2,7 Hektar. Das Gelände des Stadtgartens sollte nach Wunsch des damaligen Oberbürgermeisters Max Stromeyer ursprünglich bebaut werden. Nach dessen Rücktritt wurde dieser Plan jedoch verworfen.[149] Der Stadtgarten wurde 1879 eröffnet.[150]
- Herosé-Park: Auf der anderen Rheinseite befindet sich in Petershausen am Seerhein der Herosé-Park, der im östlichen Teil des Geländes der ehemaligen Textilfabrik Herosé angelegt wurde.
- Hoerlé-Park: Befindet sich im Konstanzer Stadtteil Staad. Er erstreckt sich über eine Länge von ca. 600 Meter am Ufer des Bodensees entlang und hat eine Größe von ca. 0,5 km². Es gibt u. a. einen Spielplatz, eine Liegewiese und die Möglichkeit, im Bodensee zu baden. Der Park geht auf eine Schenkung einer Hugenottenfamilie zurück. Nach dem Tod des Unternehmers Eugène Hoerlé (1861–1941) wurde das Parkgelände in die gemeinnützige „Hoerlé-Pahud-Stiftung“ eingebracht, zu deren Zielen der Erhalt des Parks für die Allgemeinheit gehört. Die Stiftung hat den Park an die Stadt Konstanz verpachtet.

### Gedenkstätten

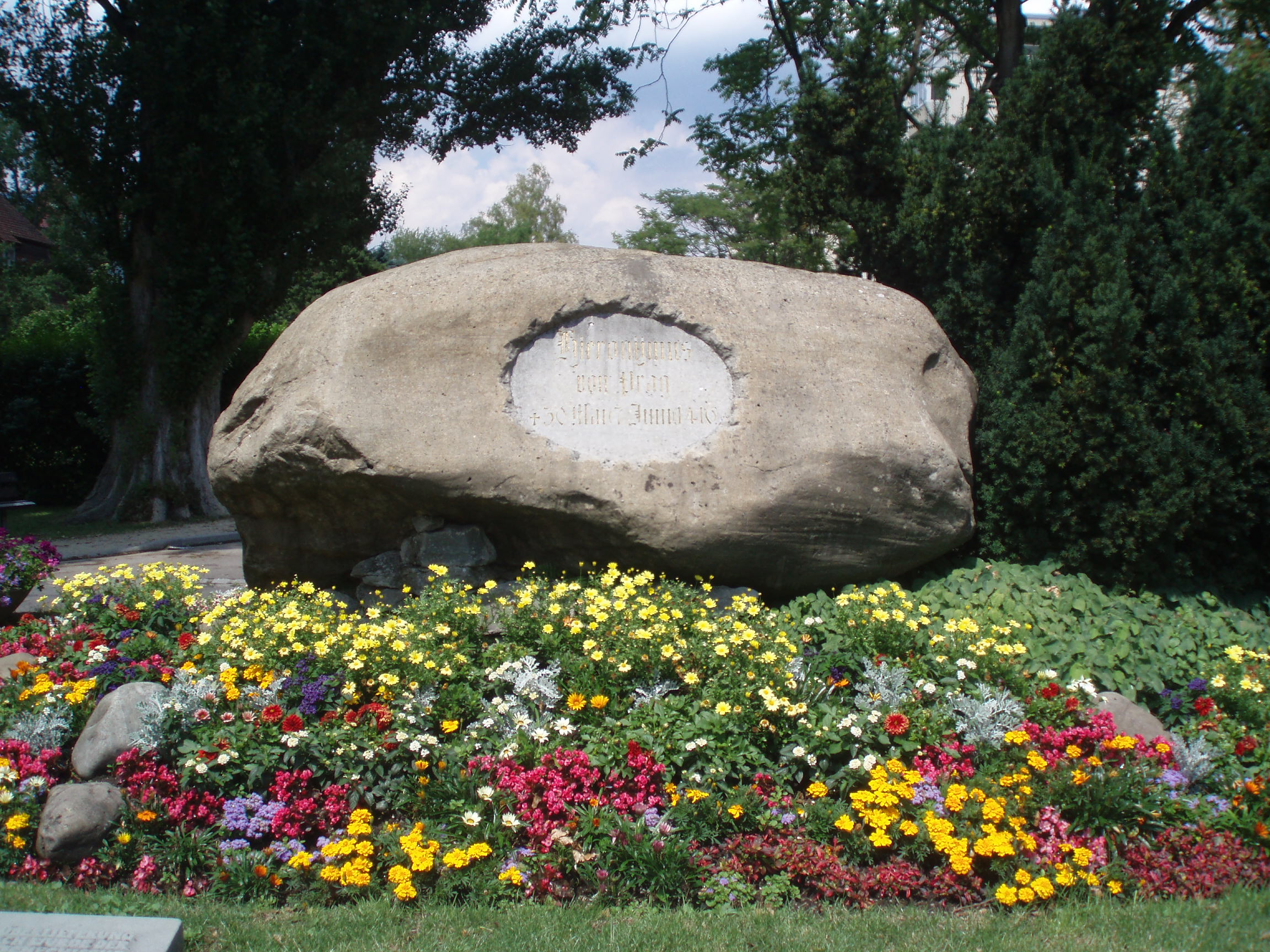
Der Hussenstein erinnert an den Reformator Jan Hus, der hier hingerichtet wurde

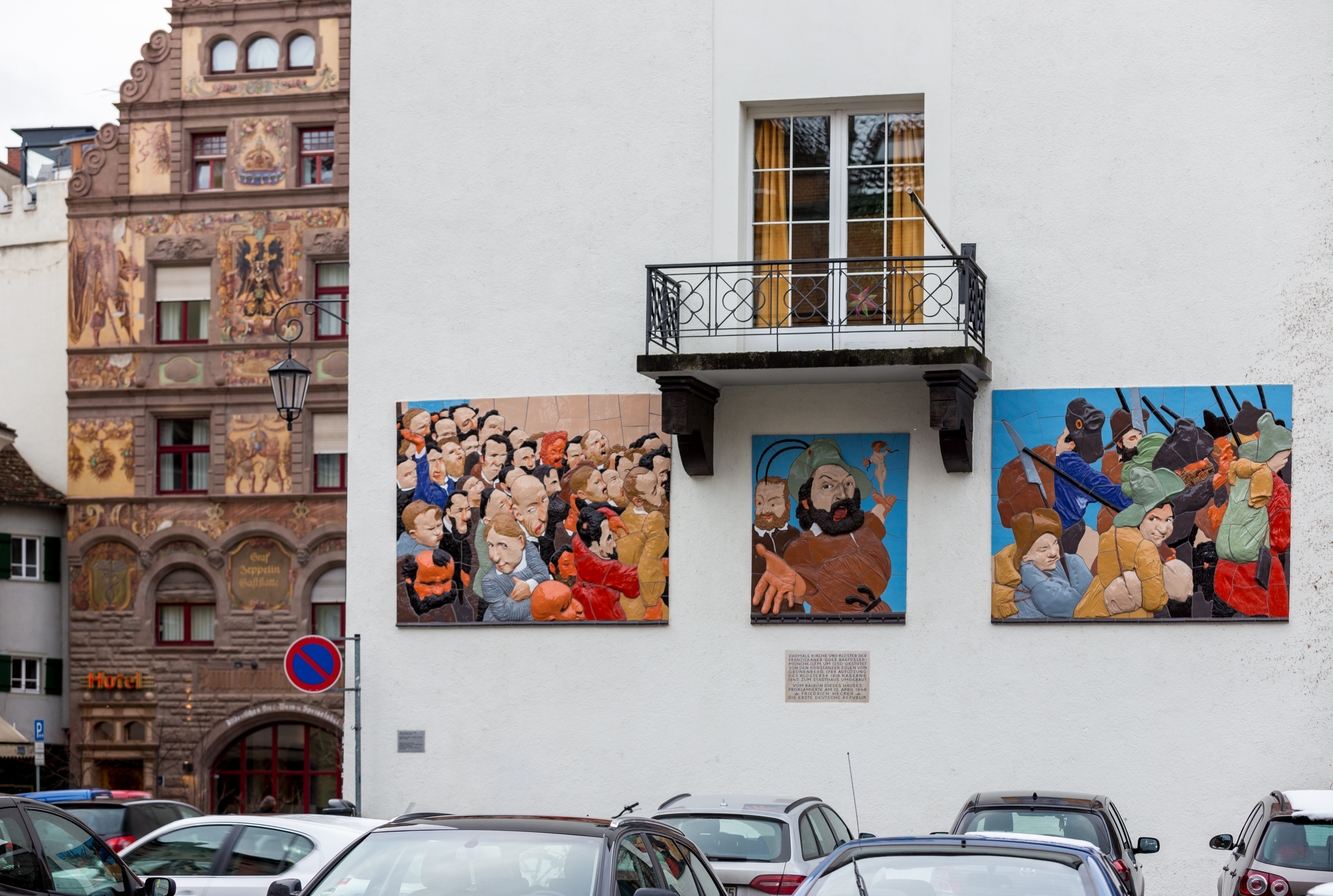
„Morgen brechen wir auf“ – Friedrich Hecker in Konstanz

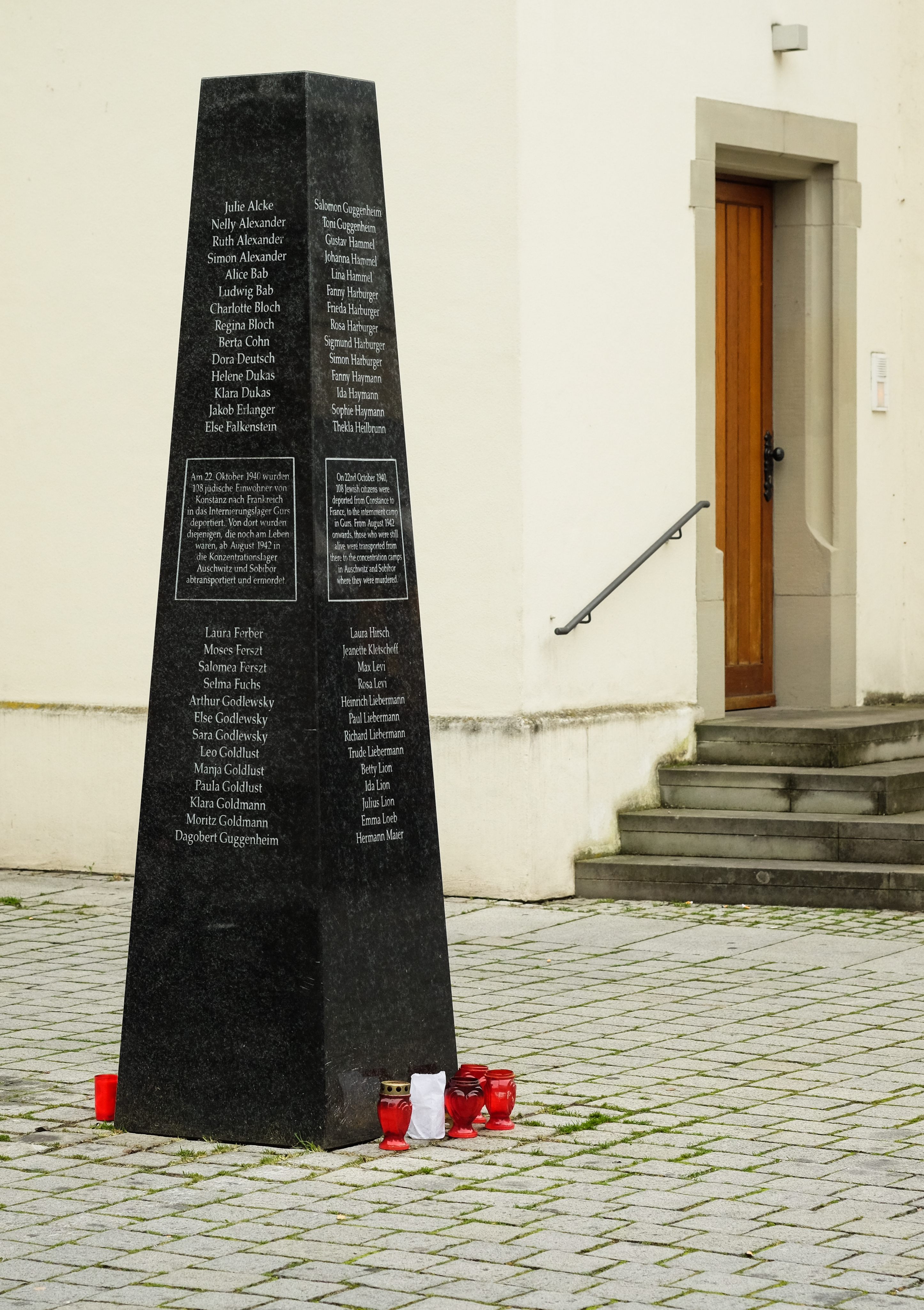
Zum Gedenken: Konstanz Bahnhofstraße/Sigismundstraße: Monolith mit den Namen der deportierten Konstanzer Juden. Vier Seiten mit Namen

- Im Stadtteil Paradies befindet sich der Hussenstein, ein großer Findling mit Inschrift, die an den tschechischen Kirchenreformer Jan Hus und seinen Gefährten Hieronymus von Prag erinnert. Diese waren auf dem Konzil von Konstanz wegen Ketzerei zum Tode verurteilt und der Überlieferung nach an der Stelle des Gedenksteins verbrannt worden. Finanziert durch Spenden, wurde der Stein 1863 am Ende einer Allee angelegt. Jährlich am 6. Juli, dem Todestag von Hus, findet hier eine Gedenkfeier statt. Die Stadt Konstanz nimmt außerdem an der Hus-Gedenkfeier in Prag teil.[151]
- Der Hus-Weg mit seinen 780 Kilometern Länge führt von Prag über Nürnberg und Ulm nach Konstanz und erinnert ebenfalls an das Geschick von Jan Hus.
- An die Badische Revolution und den Aufruf von Friedrich Hecker erinnert ein Bild-Zyklus von Johannes Grützke unterhalb des Balkons an der Ostseite des Bürgersaals (am Stephansplatz).
- Zwei Gedenksteine in deutscher und hebräischer Sprache auf dem Jüdischen Friedhof, einem Teil des Hauptfriedhofs Konstanz an der Wollmatinger Straße, erinnern an einen Synagogenbrand von 1936 und die Beerdigung der Thora-Rollen sowie an die endgültige Vernichtung der Synagoge durch SA-Männer beim Novemberpogrom 1938.[152]
- Eine Gedenktafel im Synagogenraum eines jüdischen Geschäftshauses in der Sigismundstraße 19 informiert über die Vernichtung der Jüdischen Gemeinde und ihres Gotteshauses.
- In der Bahnhofstraße/Sigismundstraße, in Nähe des ehemaligen Standortes der Synagoge, erinnert ein Obelisk an die durch die Nazis am 22. Oktober 1940 deportierten und an die ermordeten Juden.
- Vor verschiedenen Häusern der Stadt erinnern seit 2006 Stolpersteine (im Boden eingelassene Messingplatten) des Künstlers Gunter Demnig an die während des nationalsozialistischen Regimes deportierten, ermordeten oder geflüchteten Bürger von Konstanz, die dort gewohnt bzw. gearbeitet haben. Flankierend wurden die Lebensläufe der Opfer recherchiert, dokumentiert und offenbaren das Vorgehen der Täter und die Traumatisierung und Benachteiligung der Familienangehörigen und Nachkommen. Opfergruppen waren Juden/Jüdinnen, politisch Verfolgte, Menschen im Widerstand, Opfer der Aktion T4/„Euthanasie“, religiös Verfolgte, Sinti, Homosexuelle und Deserteure.[153]
- Im Suso-Gymnasium in der Neuhauser Straße wird auf einer Tafel des katholischen Priesters und Pazifisten Max Josef Metzger gedacht, der wegen seiner Aktivitäten 1944 hingerichtet wurde.[154]
- An der Schwedenschanze befindet sich die Bronzebüste zum Gedenken an Georg Elser, welcher kurz vor dem missglückten Attentat auf Adolf Hitler im Münchner Bürgerbräukeller auf der Flucht in die Schweiz am Grenzzaun verhaftet wurde.
- Die Riesenberg-Kapelle („114er-Kapelle“) auf der Kuppe des Riesenberges im Stadtteil Pfeiferhölzle wurde vom Architekten Karl Gruber errichtet und am 30. August 1925 eingeweiht (Lage). In ihr wird der Gefallenen des Ersten Weltkriegs des 6. Badischen Infanterie-Regiments „Kaiser Friedrich III.“ Nr. 114 gedacht, das in Konstanz in der Jägerkaserne stationiert war. Der Infanterieverband war im Ersten Weltkrieg an der Westfront in Frankreich und in Flandern eingesetzt. Die Namen der 3200 Gefallenen sind auf Eichenholztafeln festgehalten.[155] Unter den Soldaten des Regiments waren auch Freiwillige aus der Schweiz.[156][157] Der Traditionsnachfolger der 114er war im Zweiten Weltkrieg das Regiment 14. An dessen Gefallene erinnert seit 1945 neben der Kapelle ein Findling. Die Kapelle wird von der Traditionsgemeinschaft der ehemaligen Garnisonsstadt Konstanz gepflegt.[158]

### Friedhöfe

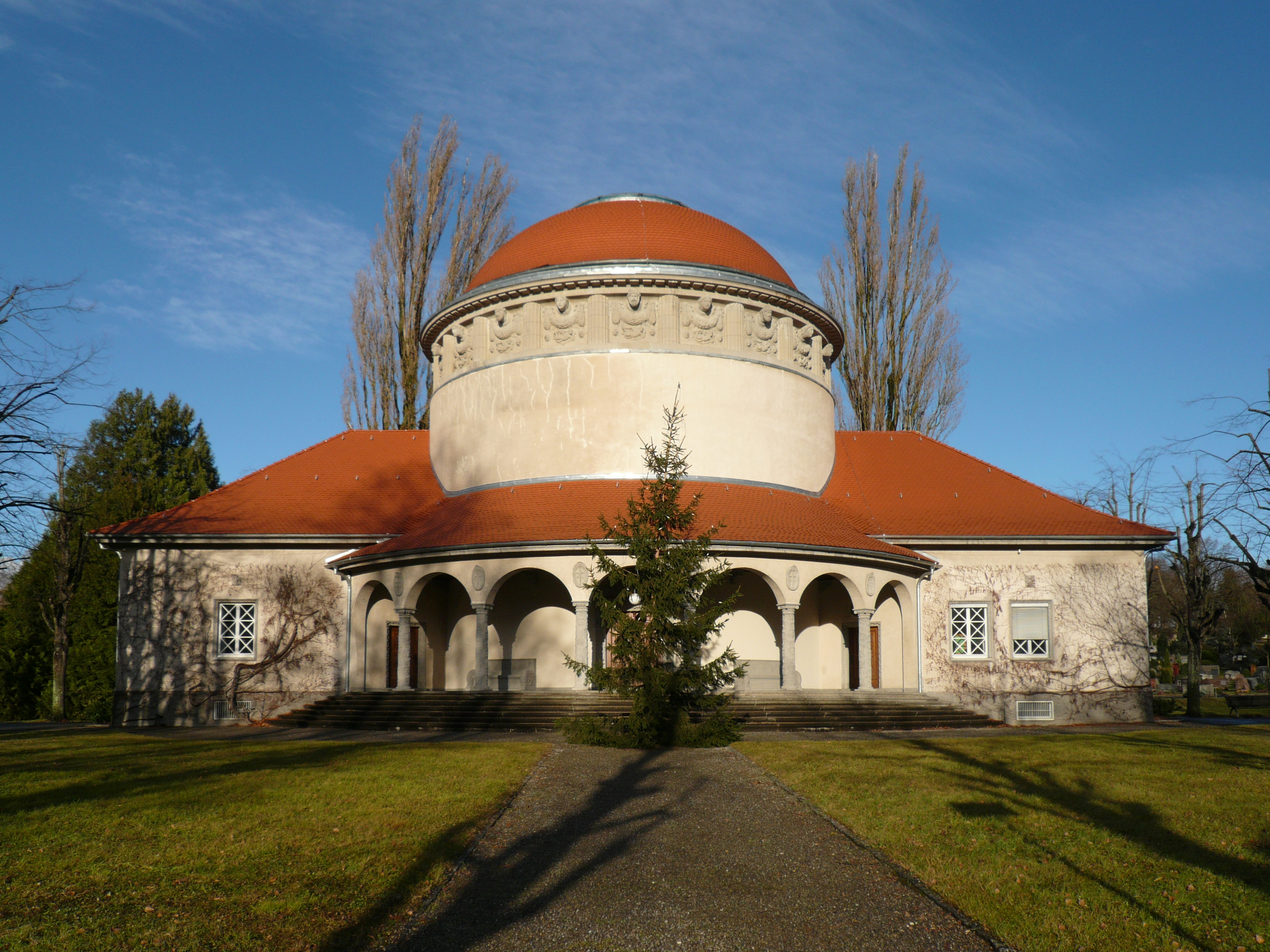
Krematorium des Hauptfriedhofs Konstanz

Der größte Friedhof in Konstanz ist der Hauptfriedhof. Auf dem Gelände des Hauptfriedhofs befindet sich der Jüdische Friedhof (Konstanz). Weitere Friedhöfe sind Allmannsdorfer Friedhof, Wollmatinger Friedhof, Litzelstetter Friedhof und der Friedhof Konstanz-Dettingen.

### Musik
Konstanz ist Sitz der Südwestdeutschen Philharmonie. Weitere musikalische Einrichtungen sind: das Kammerorchester Concerto Constanz, der Jazzclub Konstanz e. V., das Universitätsorchester, das sinfonische Hochschulblasorchester Wind Symphonica, zwei Bigbands, mehrere Blasmusikvereine sowie der Sinfonische Chor Konstanz, das Vokalensemble Konstanz, der Bachchor, der Kammerchor, der Universitätschor, der Jazzchor-Konstanz, der Frauenchor zoff voices, dezibella-Konstanzer Frauenchor, mehrere Männerchöre, Männergesangvereine, ein Seniorenchor, ein Sängerverein, ein Shanty-Chor sowie ein schwul-lesbischer Chor. Der 1980 gegründete Fanfarenzug der Niederburg ist der älteste, noch existierende Fanfarenzug der Stadt.
Seit etwa 20 Jahren wird jährlich im August die Kammeroper im Rathaushof aufgeführt.

### Naturschutzgebiete
Auf dem Gebiet der Stadt ist ein großer Teil des Naturschutzgebiets Wollmatinger Ried, das als einer der wichtigsten Rast- und Überwinterungsplätze für Zugvögel gilt.
Weitere kleinere Naturschutzgebiete bzw. Naturdenkmäler sind: Turbenried (Allmannsdorf), Nördliches Mainauufer (südlich von Litzelstetten), Bodenseeufer (zwischen Litzelstetten und Wallhausen), Dingelsdorfer Ried u. a.
Ein geschütztes Objekt im See ist der Teufelstisch, eine Felsnadel unter der Wasseroberfläche des Überlinger Sees, die der Steilwand vor Wallhausen vorgelagert ist und nur bei niedrigem Wasserstand herausschaut.

### Vereine

#### Kultur
- Der Trachtenverein Alt-Konstanz hält die Erinnerung an die Kleidung des wohlhabenden Konstanzer Bürgertums um 1850 wach. Die Frauen tragen die typische goldene Radhaube des Bodenseegebiets aus geklöppelten Spitzen.[159]

### Planetenweg
Bei der Bodensee-Therme Konstanz beginnt ein sechs Kilometer langer Planetenweg. Er führt am Ufer entlang der Seestraße, der Alten Rheinbrücke, des Stadtgartens, zum Grenzübergang Klein-Venedig und von dort zum Planetarium Kreuzlingen. Startpunkt bei der Therme ist der Zwergplanet Pluto, der bis 2006 noch als vollwertiger Planet galt.

### Regelmäßige Veranstaltungen

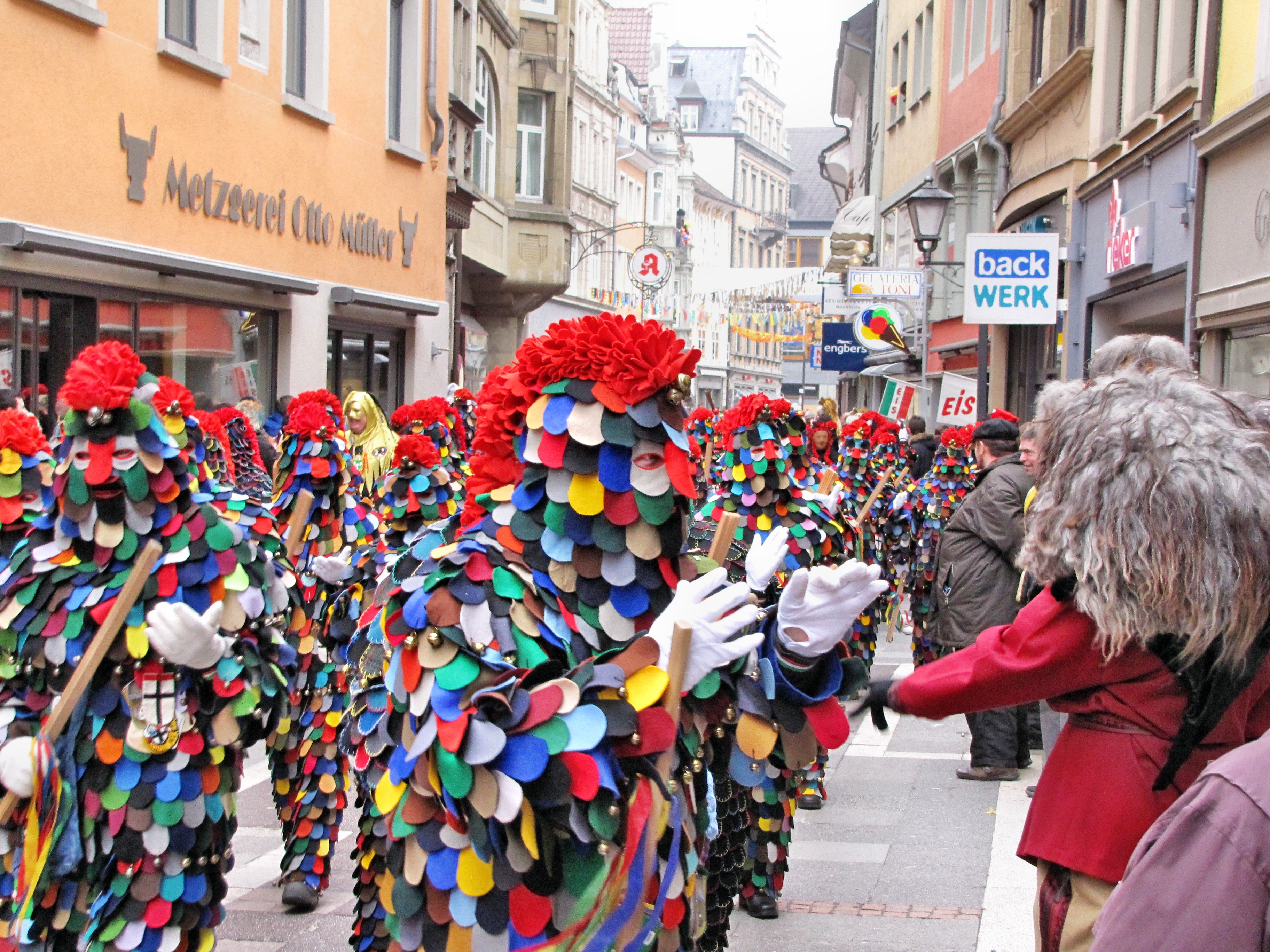
Blätzlebuebe in der Fastnacht

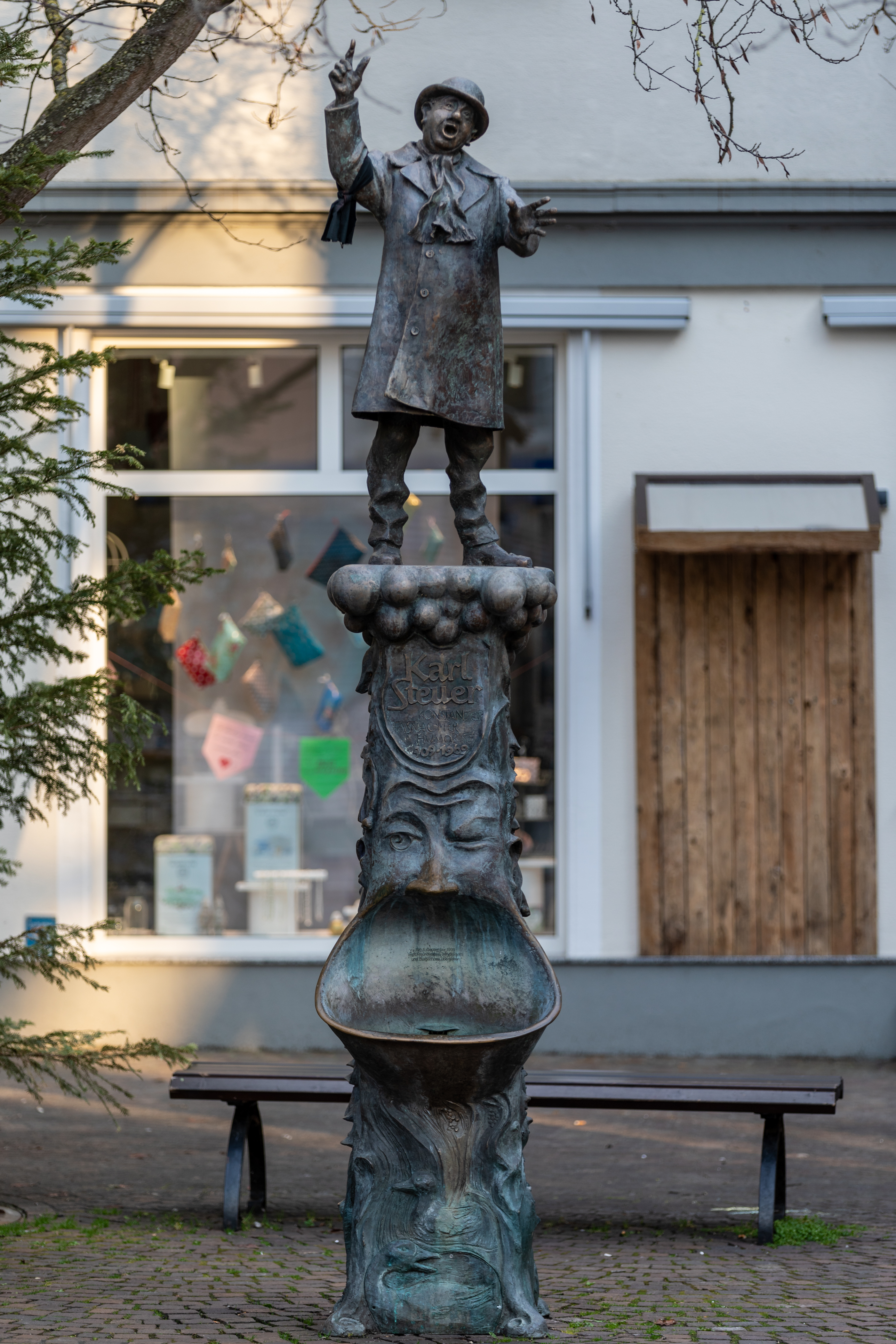
Brunnen an der Wessenbergstraße / Zollernstraße zum Andenken an den Konstanzer Fasnachter Karl Steuer

Jährlich im Januar/Februar wird Fastnacht (Fasnet) gefeiert. An ein markantes Fasnetshäs der „Konschdanzer Fasnet“ erinnert das Jahr über der „Blätzlebuebe-Brunnen“ am Blätzleplatz nahe der Hussenstraße. Traditionelle Konschdanzer Fasnetlieder werden in alemannischer Mundart gesungen.
An einem Dienstag im Januar oder Februar findet die Fastnachts-Sitzung (Konstanzer Fasnacht aus dem Konzil) mit bis zu 800 kostümierten Zuschauern statt. Sie wird vom SWR/SR-Fernsehen im Dritten Fernsehprogramm übertragen. Die Textbeiträge sind mehr oder weniger in Konstanzer Alemannisch, werden aber in ganz Deutschland gesehen.
Am Mittwoch vor Fastnachtssonntag um 20:00 Uhr wird der Butzenlauf der „Gemeinschaft maskentragender Vereine und Zünfte in Konstanz“ zwischen Schnetztor und Obermarkt abgehalten. Damit beginnt auch die Konstanzer Straßenfastnacht. Die Zugstrecke verläuft über die Straßen Hussenstraße, Kanzleistraße, Tirolergasse, Münzgasse, Wessenbergstraße zum Obermarkt. Ungefähr 2500 Maskenträger aus Konstanz, Allensbach, Reichenau und Überlingen nehmen daran teil. Es ist ein Schaulaufen der Maskenträger der Zünfte mit verzerrten Gesichts-Holzmasken. „Butze“ ist das mittelhochdeutsche Wort für Schreckgestalt.
Am Schmotzige Dunschtig findet seit 1994 um 13:00 Uhr auf dem Obermarkt im Freien das Jakobiner-Tribunal der Jakobiner Konstanz mit rund 1500 Zuschauern statt. Der jeweilige „Angeklagte“ stammt aus der Region. Der Delinquent wird auf die Bühne gezerrt. Richter, Ankläger, Verteidiger und Zeugen walten ihres Amtes. Es ist eine närrische Gerichtsverhandlung in der Tradition der Jakobiner. Danach wird um 15:00 Uhr auf dem Obermarkt der Narrenbaum durch die „Laugelegumperzunft Konstanz“ aufgestellt. Um 19:00 Uhr startet der Hemdglonkerumzug in der Niederburg ab Inselgasse/Ecke Schreibergasse bzw. Gerichtsgasse. Der Umzug führt über Konradigasse, Klostergasse, Rheingasse, Münsterplatz, Wessenbergstraße und endet am Stephansplatz. Die Teilnehmer sind etwa 3000 Schüler aus elf Konstanzer Schulen. Alle sind in weiße (Nacht-)Hemden gekleidet. Sechs Fanfarenzüge bringen Stimmung in den Zug. Vier bis acht überlebensgroße weiße Hemdglonkerpuppen (Gole von Goliath) werden mitgeführt. Die Schülergruppen zeigen im Umzug etwa 52 Transparente, auf denen typische Lehrer-Schüler-Konflikte in Spottversen dargestellt werden.
Dann folgt der große Umzug am Fasnet-Sonntag um 13:00 Uhr, rund zwei Stunden lang, mit ungefähr 4000 Teilnehmern verteilt auf etwa 75 Gruppen und mit bis zu 25.000 Besuchern. Der Zugweg führt vom Lutherplatz über die Laube, Stephansplatz, Fischmarkt, Marktstätte, Rosgartenstraße zur Dreifaltigkeitskirche.
Anfang Juni 2009 wurde nach jahrzehntelanger Unterbrechung erstmals wieder die Wassersportveranstaltung Internationale Bodenseewoche in Konstanz durchgeführt. An ihre über einhundertjährige Tradition anknüpfend, ist die Bodenseewoche eine gesellschaftliche Plattform, auf der es neben der Ausstellungsmeile mit Präsentationen von Neuentwicklungen im Wassersport und Antriebsbereich auch ein Hafenfest mit kulturellen und sportlichen Veranstaltungen – Segelregatten, Ruderwettkämpfen, Wasserski-Cups, Oldtimer-PitStopps, Hafenkonzerten und Shows – gibt.
Am zweiten Juni-Wochenende findet ein großer zweitägiger grenzüberschreitender Flohmarkt statt. Er erstreckt sich über Kreuzlinger Straße, Laube, Rheinufer bis zur neuen Rheinbrücke. Es präsentieren 1.000 Händler und kommen 80.000 Besucher. Als Besonderheit findet ein Nachtflohmarkt von Samstag auf Sonntag statt.
Am zweiten August-Wochenende wird zeitgleich mit der Schweizer Nachbarstadt Kreuzlingen das Seenachtfest (in Kreuzlingen Fantastical genannt) veranstaltet. Krönender Abschluss ist ein großes Feuerwerk, das von Kiesschiffen auf dem See abgefeuert wird – abwechselnd von beiden Städten und beim Finale üblicherweise gemeinsam. Dazu kommen regelmäßig mehrere zehntausend Besucher aus dem weiteren Umkreis.
Daneben finden statt: im Juli das Weinfest sowie im Sommerhalbjahr viele Stadtteilfeste.
Ende September bis Anfang Oktober das Oktoberfest, Mitte bis Ende Oktober der Konstanzer Jazzherbst und das Open-Air-Festival Rock am See.
Im Dezember finden der Weihnachtsmarkt sowie das Silvesterschwimmen statt. Das DLRG-Silvesterschwimmen der Sport- und Rettungstaucher und -schwimmer in Neoprenanzügen führt Ende Dezember bei etwa 5 Grad Celsius kaltem Wasser über 1,5 Kilometer vom Konstanzer Gondelehafen unter der alten Rheinbrücke hindurch zum Rheinstrandbad. Etwa 200 Schwimmer nehmen daran teil.

## Verkehr

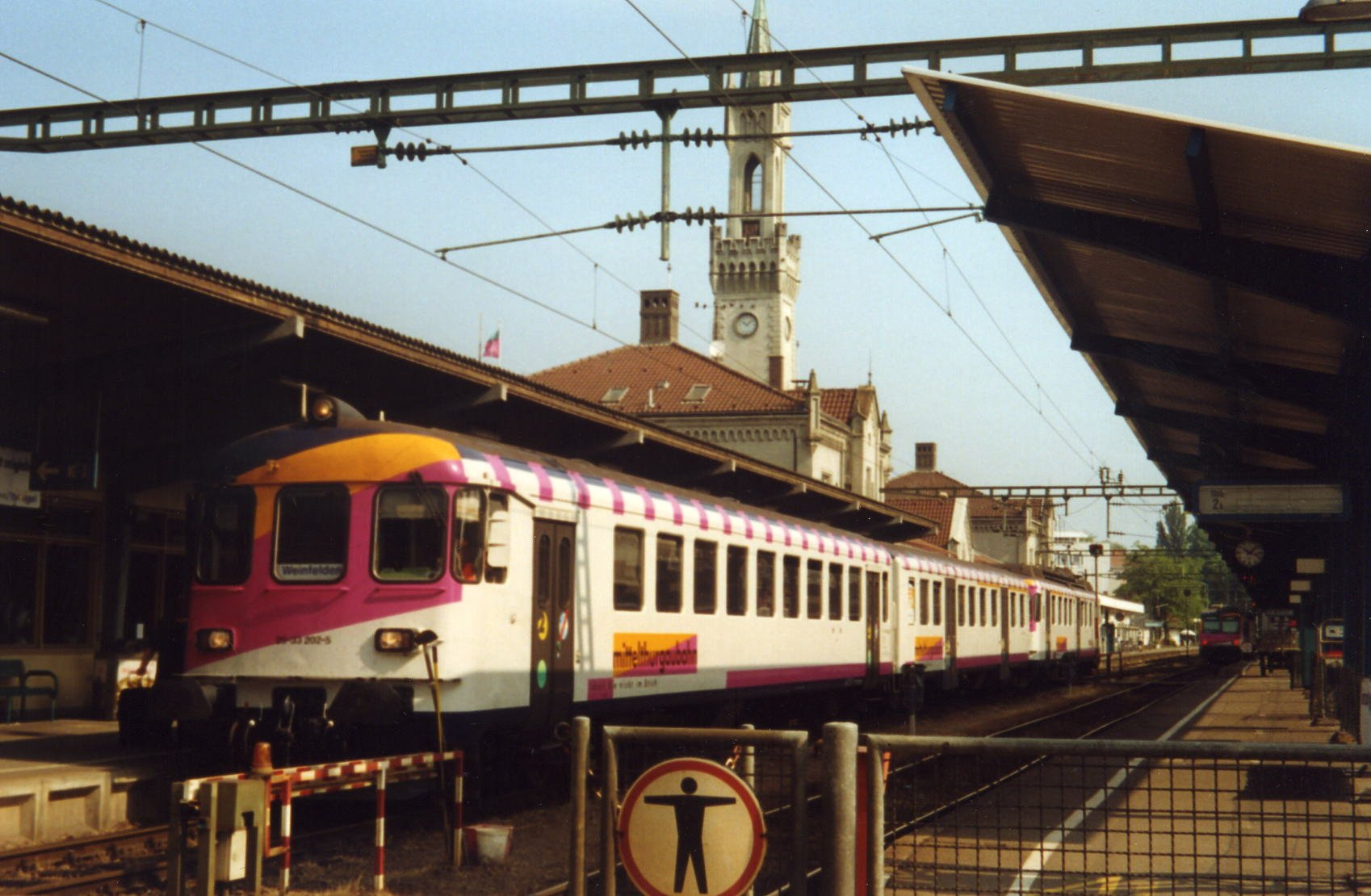
Seehas der ersten Generation im Schweizer Bahnhof von Konstanz

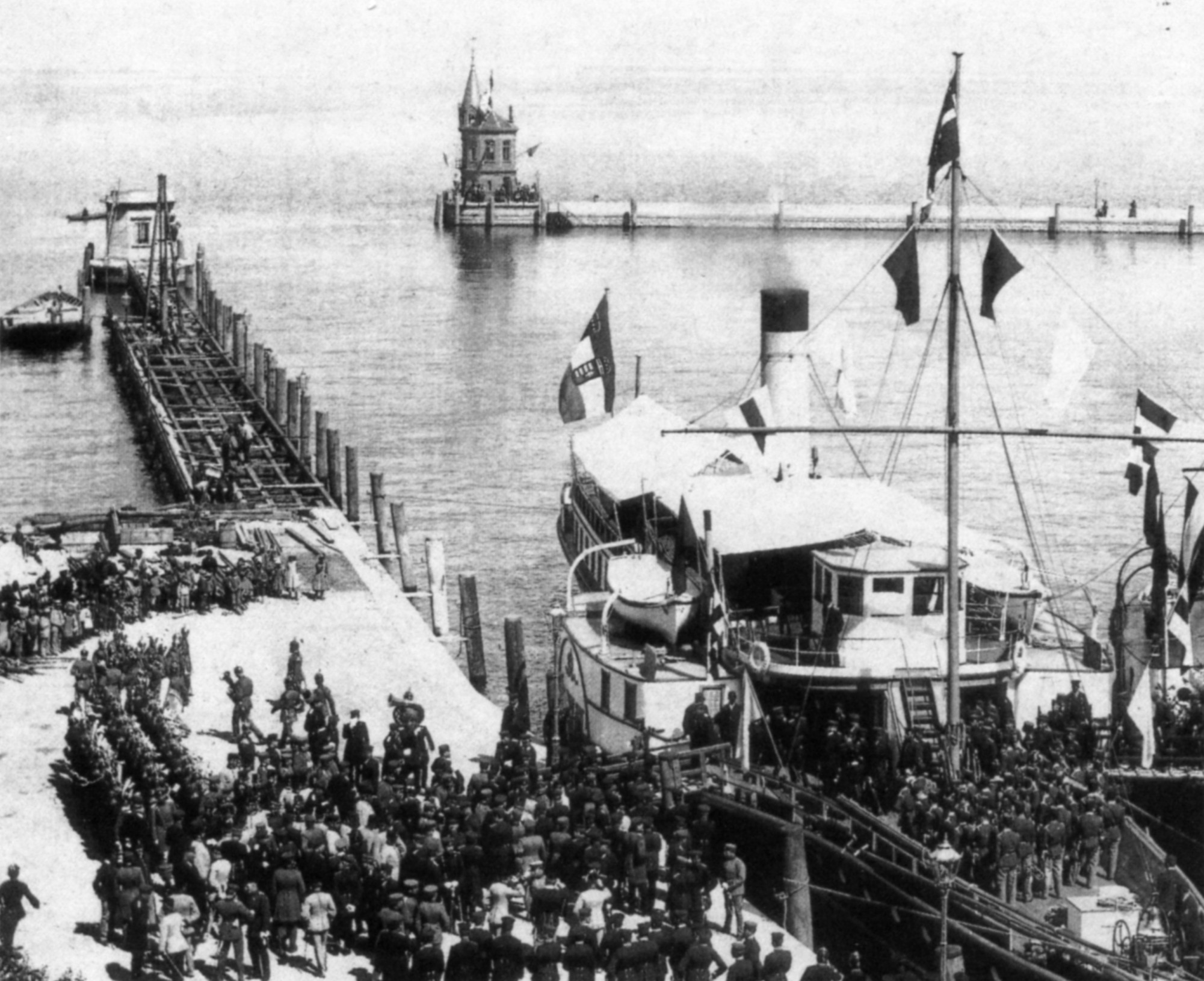
Konstanzer Hafen 1892 mit Raddampfer

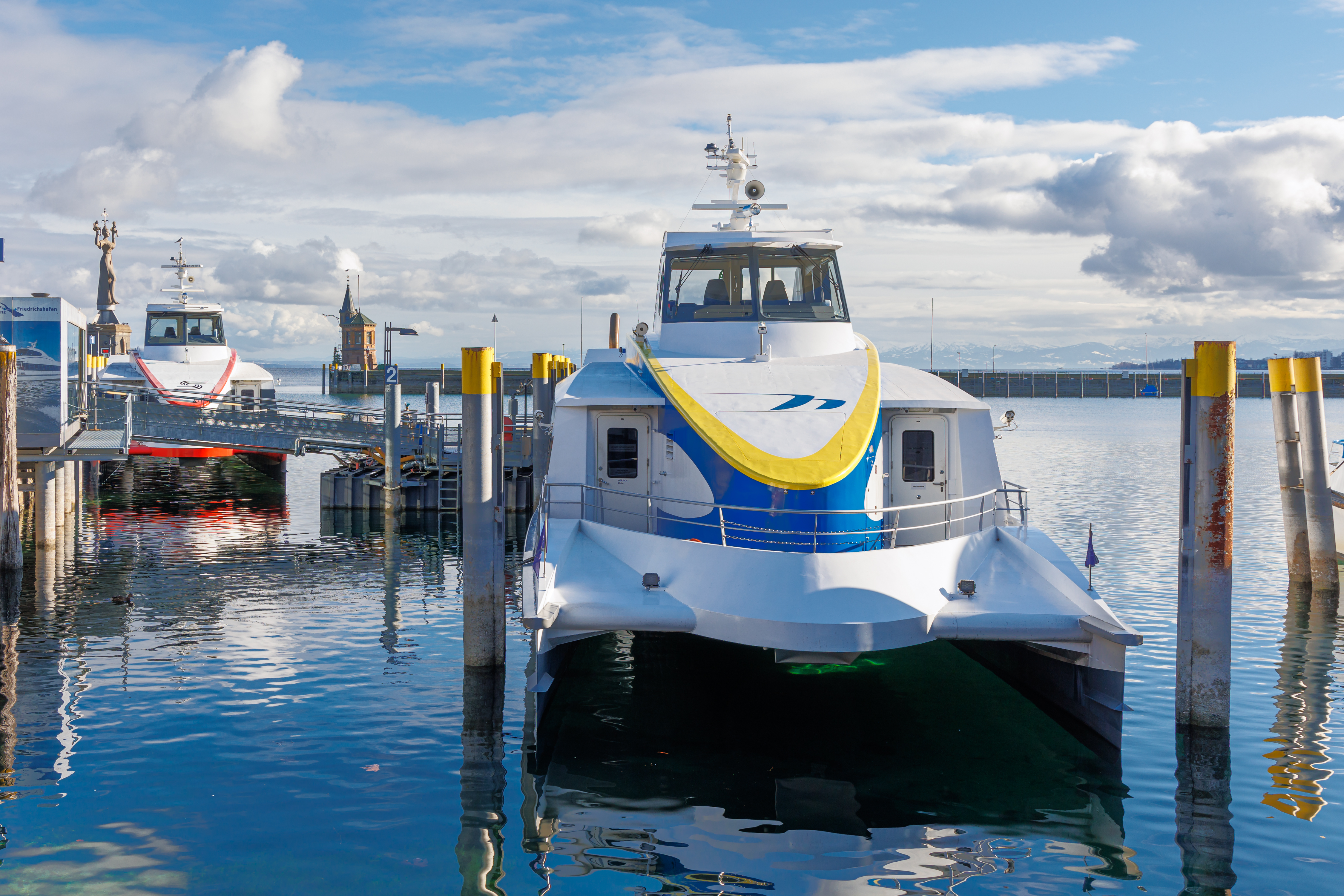
Katamarane „Ferdinand“ und „Constanze“ in Konstanz

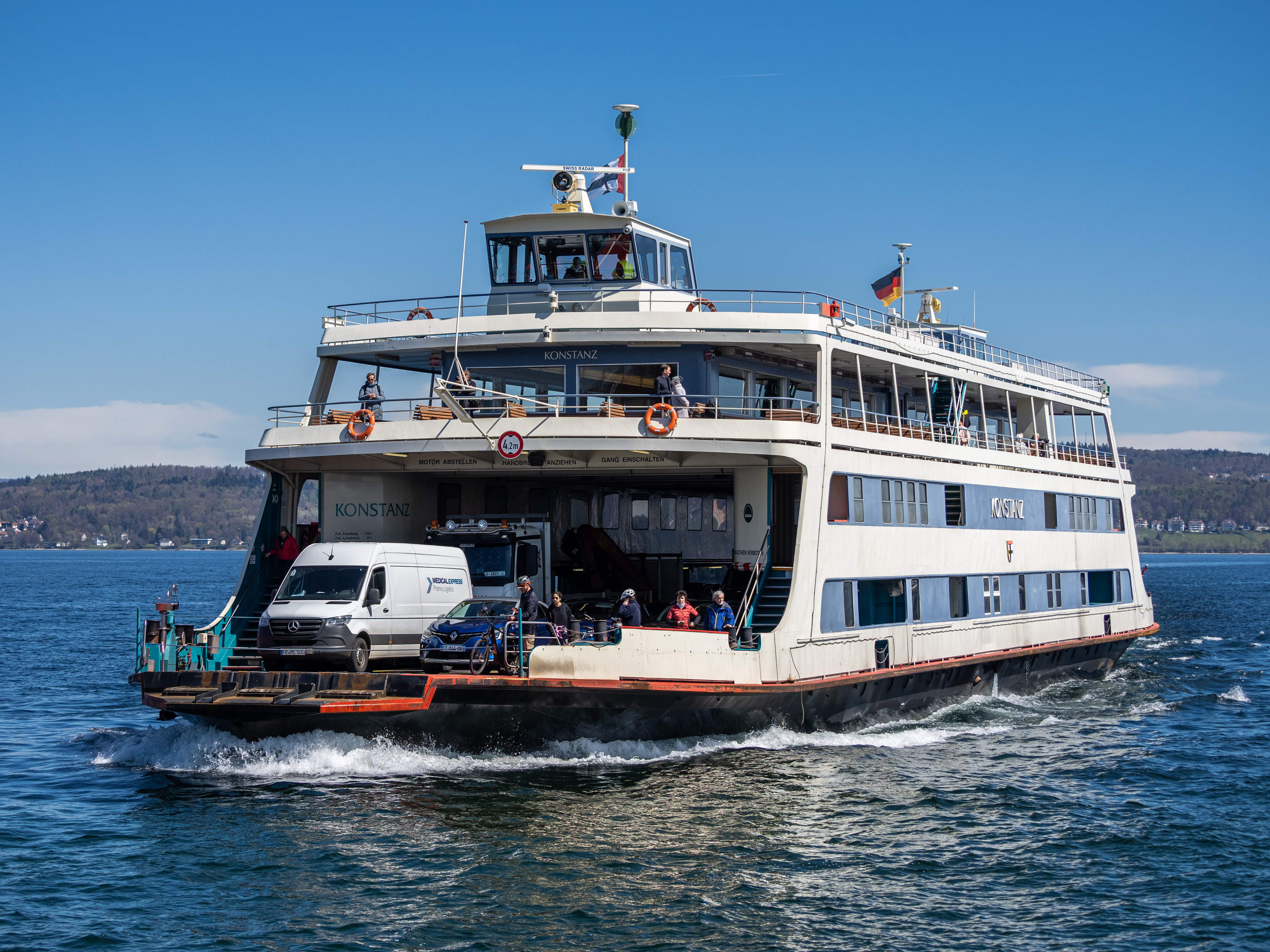
Fährlinie Konstanz–Meersburg

Konstanz gehört dem Verkehrsverbund Hegau-Bodensee (VHB) an und ist verkehrstechnisch auf Grund seiner Lage an der Grenze ein Endpunkt im Fernverkehr der Deutschen Bahn und der Schweizerischen Bundesbahnen. Grenzüberschreitender Schienennahverkehr erfolgte durch das Schweizer Unternehmen Thurbo, ein Subunternehmen der SBB. Durch den auf Schweizer Seite fertiggestellten Autobahnanschluss ist Konstanz bezogen auf den Autoverkehr gut an die Schweiz angebunden. Auf deutscher Seite ist ein entsprechender Anschluss mit der Verbreiterung der B 33 auf vier Spuren in Bau. Mit dem nördlichen Bodenseeufer ist Konstanz durch eine häufig verkehrende Fähre verbunden. Diese Verbindung dient vor allem lokalen Pendlern und Touristen.
Innerstädtisch ist in der Konstanzer Altstadt der Zugang zum See behindert durch die historisch bedingte Bahntrassenführung zwischen Altstadt und See und durch einen die Altstadt umrundenden, stark befahrenen Straßenring.

### Luft
Konstanz hat einen Verkehrslandeplatz, die nächsten Passagierflughäfen sind der deutsche Flughafen Friedrichshafen (30 km über die Fähre), der schweizerische Flugplatz St. Gallen-Altenrhein (40 km), der schweizerische Flughafen Zürich-Kloten (75 km), der Flughafen Memmingen (85 km), der Flughafen Stuttgart (115 km) und der Flughafen Basel-Mülhausen-Freiburg (150 km) (im Dreiländereck Deutschland-Schweiz-Frankreich).
1910 wurde ein Konstanzer Flughafen gegründet. 1919 war Konstanz die erste süddeutsche Stadt mit öffentlichem, regelmäßigem Passagierflugverkehr nach Berlin, später auch nach München und Stuttgart. Die Zahl der Fluggäste war bereits 1923 zwölfmal so hoch wie zwei Jahre zuvor. Konstanz entwickelte sich zu einem „Hauptverkehrsstützpunkt“ des künftigen Luftverkehrsnetzes. Von 1925 bis 1940 betrieb die Deutsche Lufthansa einen Linienflug zwischen Konstanz und Frankfurt am Main.

### Straße/Fähre
Die Bundesstraße 33 verbindet Konstanz mit Radolfzell und weiter nach Singen, ab dort Anbindung an das deutsche Autobahnnetz über die Bundesautobahn 81 Richtung Stuttgart. Über die Autofähre Konstanz–Meersburg ist Konstanz mit Meersburg, dem nördlichen Seeufer und durch die B 33 / B 30 mit Ravensburg und Ulm verbunden. Im Anschluss an die B 33 führt die Schweizer Autobahn A7 Richtung Frauenfeld, Zürich sowie die Hauptstrasse 13 Richtung Rorschach, Chur ins Tessin und in der anderen Richtung Schaffhausen. Die schweizerische Hauptstrasse 1 führt über Zürich und Bern nach Genf, die am Gottlieber Zoll beginnende Hauptstrasse 16 führt über Wil und Wildhaus nach Buchs.
Um den Straßenverkehrslärm im Konstanzer Stadtgebiet zu reduzieren, wurden im Frühjahr 2019 einige Tempo-30-Zonen eingerichtet. Ab März 2025 wurde flächendeckend Tempo 30, vereinzelt Tempo 40, eingeführt.
Konstanz liegt an der Ferienstraße Deutsche Alleenstraße, die von Meersburg kommend zur Reichenau führt.

### Fernbusse
Es existieren mehrere Fernbuslinien von und nach Konstanz, unter anderem nach Berlin über München, Nürnberg und Leipzig.

### Bahn
Im Schienennahverkehr verbindet das S-Bahn-ähnliche Zugangebot „Seehas“ Konstanz mit Radolfzell, Singen und Engen.

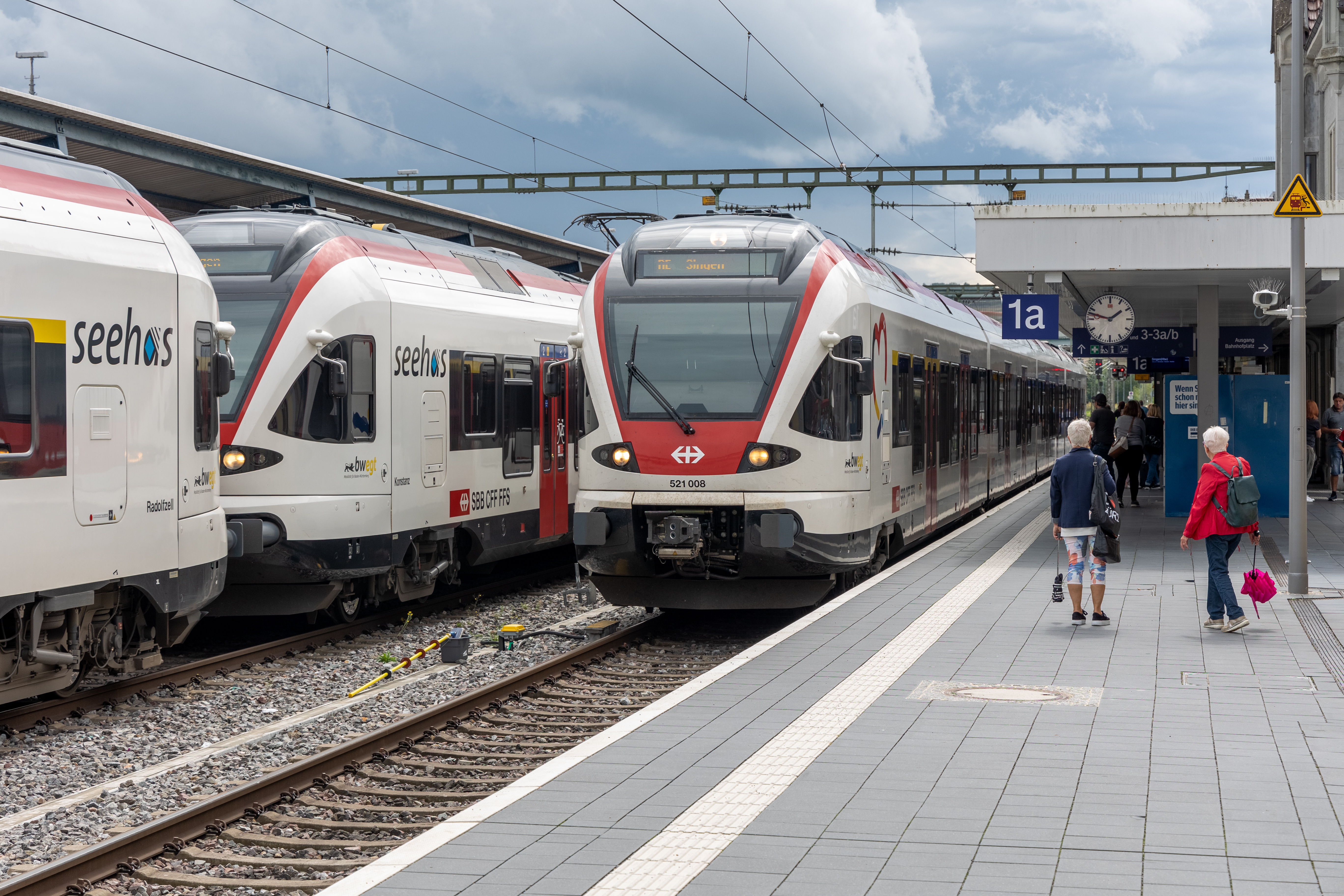
„Seehas“-Züge im Bahnhof Konstanz

In Konstanz selbst werden der Bahnhof Konstanz sowie die Haltepunkte Petershausen, Fürstenberg und Wollmatingen bedient. In absehbarer Zeit ist ein zusätzlicher Seehas-Haltepunkt am Busknoten „Sternenplatz“ vorgesehen. Der Bahnhof Konstanz ist Endpunkt der Hochrheinbahn. Der Bahnhof wird von Regional-Express-Zügen aus Karlsruhe bedient, deren Betreiber die DB REGIO AG ist und die unter dem Namen „Schwarzwaldbahn“ laufen. Ein tägliches Intercity-Zugpaar nach Hamburg und in den Sommermonaten auch Stralsund wurde im Dezember 2014 eingestellt, im Sommer 2023 vorübergehend als ICE-Verbindung wieder aufgenommen; seitdem verkehrt nur noch ein Intercity-Zug aus Richtung Köln/Emden Freitag und Samstag nach Konstanz, Samstag und Sonntag in Gegenrichtung. In Singen besteht Anschluss an Intercity-Züge nach Zürich und Stuttgart.
Seit Dezember 2017 gibt es zweimal täglich verkehrende IC-Direktverbindungen zwischen Konstanz und Stuttgart. Ebenfalls existiert ganzjährig eine Direktverbindung von und nach Stuttgart, jeweils einmal täglich an Samstagen, Sonntagen und an Feiertagen durch den Freizeitexpress Bodensee. Der Freizeitexpress Bodensee II ergänzt an Sonn- und Feiertagen im Sommer das Angebot.
Der Bahnhof bietet auch den direkten Übergang zum Eisenbahnnetz der Schweiz. Im Fernverkehr verbindet im Stundentakt der SBB-InterRegio 75 Konstanz umsteigefrei mit Zürich und Luzern. Im Regionalverkehr besteht seit 2015 eine direkte RegioExpress-Verbindung nach Romanshorn und St. Gallen, die 2018 im Stundentakt fährt; außerdem fahren regelmäßig Züge der S-Bahn St. Gallen nach Weinfelden (Linie S14).
Durch Umsteigen in Kreuzlingen (beziehungsweise im deutschen Singen) können weitere Ziele in Richtung Stein am Rhein und Schaffhausen oder Rorschach erreicht werden.
Um die binationale Agglomeration Konstanz-Kreuzlingen vom motorisierten Individualverkehr zu entlasten, wird der Bau einer S-Bahn Konstanz-Kreuzlingen untersucht. Eine Straßenbahn oder eine Stadtbahn würden den größten Nutzen erzielen, aber die hohen Kosten für die Infrastruktur stellen deren Realisierbarkeit in Frage.

### Öffentlicher Personennahverkehr
Die Stadt gehört dem Verkehrsverbund Hegau-Bodensee an. Es existieren mehrmals wochentags Schnellbuslinien nach Friedrichshafen (Zentrum und Flughafen) und Ravensburg.
Das Omnibusliniennetz der Stadtwerke Konstanz verbindet tagsüber alle 15 bzw. 30 Minuten die links- und rechtsrheinischen Stadtteile. Zusätzlich ist es Zubringer zur Fähre Staad-Meersburg und zu den Schiffsverbindungen nach Überlingen ab Wallhausen. Auch die Nachbarstadt Kreuzlingen ist durch eine grenzüberschreitende Buslinie angebunden.

#### Anbindung der Seekurse ab dem Konstanzer Hafen
Im Personenverkehr fahren ganzjährig tagsüber im Stundentakt Katamaranschiffe nach Friedrichshafen (Fahrzeit: 52 Minuten). Im Sommer und eingeschränkt im Winter existieren regelmäßige Schiffverbindungen (Kurse), die heute vorwiegend dem Tourismus dienen. Diese verbinden Konstanz mit Meersburg, Friedrichshafen, Lindau, Bregenz, Überlingen, Schaffhausen, Radolfzell, Kreuzlingen sowie mit der Insel Mainau. Diese Kursfahrten wurden wie die Hafenanlagen früher von den Bahnbetrieben der Seeanlieger-Staaten betrieben.
Ab dem Konstanzer Hafen fährt im Sommer eine private Personenschifffahrt im Rundkurs nach Konstanz-Seestraße, Bodensee-Therme, dem Schweizer Bottighofen und zurück nach Konstanz-Hafen.
Der ehemalige baden-württembergische Verkehrsminister Ulrich Müller gab im Mai 2004 an, dass die Stadtwerke Konstanz dank des Kaufs der Bodensee-Schiffsbetriebe von der Bahn die leistungsfähigste und lukrativste Binnenschifffahrtsgesellschaft Mitteleuropas sei und ein Angebot des öffentlichen Personennahverkehrs anbiete, das besser als das der Landeshauptstadt sei.
Außerdem wird Konstanz über Staad von den Autofähren nach/von Meersburg erreicht. Personenschiffe verkehren von/nach Wallhausen mit Überlingen.

### Radverkehr
Durch Alltagsrouten aus dem Radnetz Baden-Württemberg ist Konstanz
- über Allensbach mit Radolfzell,
- mit Kreuzlingen und
- mit der Fähre nach Meersburg verbunden.

Durch Konstanz verläuft der Bodensee-Radweg. Er umrundet als Fernradweg den Bodensee. Zwischen Konstanz und Stein am Rhein ist der Bodensee-Radweg zugleich ein Teil der Eurovelo-Route 15 (Rheinradweg).
Konstanz ist Mitglied der AGFK (Arbeitsgemeinschaft Fahrrad- und Fußverkehrsfreundlicher Kommunen) in Baden-Württemberg und hat die „Qualitätsstufe“ für eine fahrradfreundliche Kommune erreicht.

## Wirtschaft und Infrastruktur

### Wirtschafts- und Wissenschaftsstandort

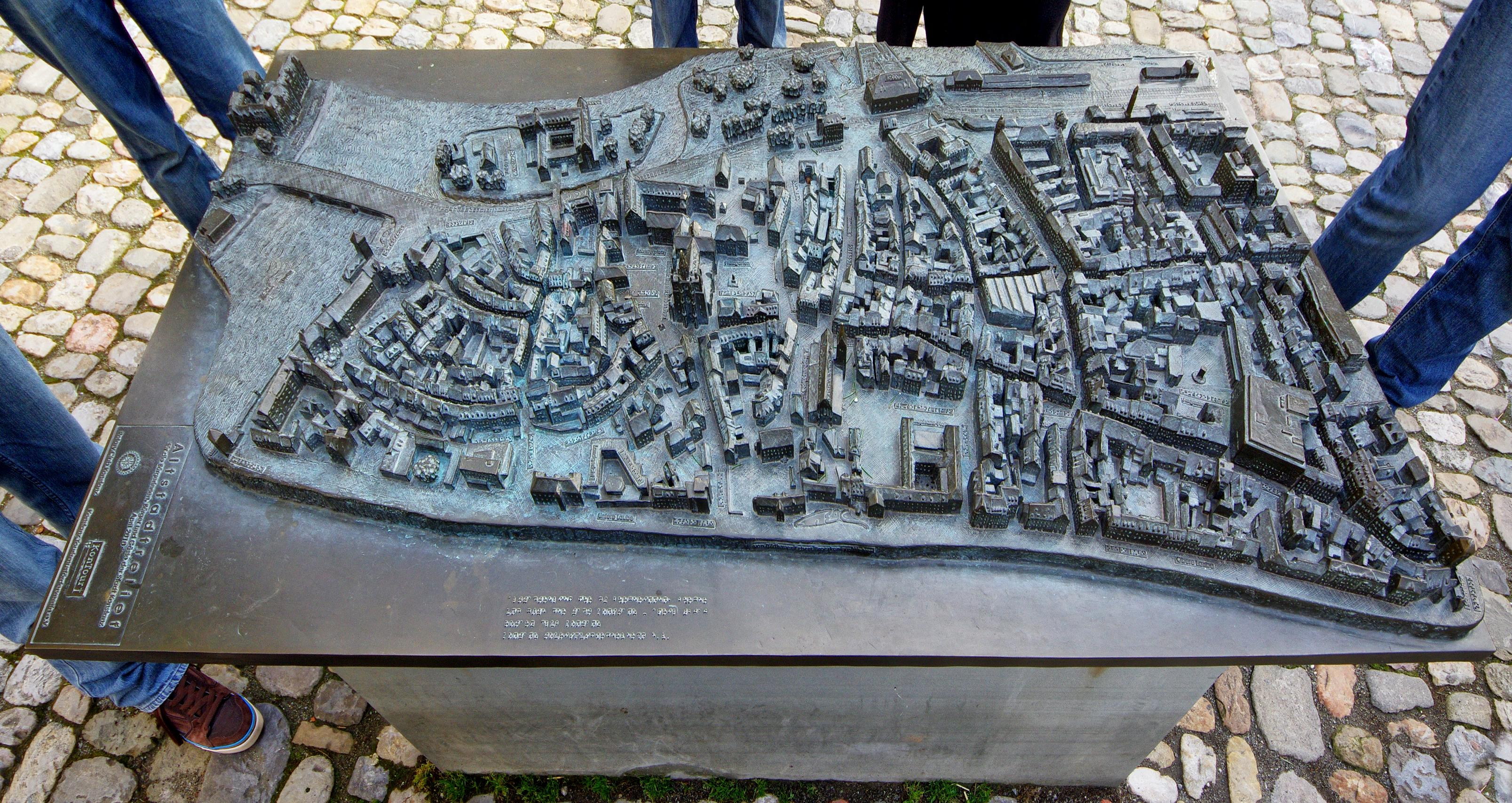
Relief der Konstanzer Altstadt als Orientierungshilfe für Touristen, Sprachunkundige und Blinde

Über 3.300 Unternehmen mit mehr als 33.500 Beschäftigten bilden den Wissenschafts- und Wirtschaftsstandort Konstanz. Im produzierenden Gewerbe gibt es 10.000 Beschäftigte, während es im Dienstleistungsbereich etwa 23.500 sind. Viele Schweizer Unternehmen siedeln in Konstanz aufgrund der Grenznähe eine Niederlassung oder Tochtergesellschaft an.
Große Arbeitgeber in Konstanz sind:
Die Stadt Konstanz hat die Eigenbetriebe Bodenseeforum, Entsorgungsbetriebe, Technische Betriebe, Kulturbereich. Die Stadtwerke Konstanz GmbH betreiben Busse, Fähren, Trinkwasserversorgung, Energieversorgung und die Bodensee-Schiffsbetriebe (BSB). Das Konstanzer Wasserwerk befindet sich in Konstanz-Staad. Das Trinkwasser wird aus dem Bodensee aus einer Tiefe von 40 Meter entnommen und hat eine Temperatur von 6 °C. Es durchläuft drei Mikrofilter und einen Sandfilter. Zur Säuberung werden weiter kleine Mengen Eisen, Ozon und zum Netzschutz eine kleine Menge Chlordioxyd benötigt. Das gereinigte Wasser wird in drei Hochbehälter gepumpt. Im Notfall kann auch Kreuzlingen versorgt werden. Konstanz verbraucht täglich 17 Millionen Liter.
Der Wissenschaftssektor mit der Universität Konstanz und die Hochschule Konstanz Technik, Wirtschaft und Gestaltung haben ihren Standort in Konstanz.
In Konstanz wurde die das Augenheilmittel Ophtopur herstellende chemisch-pharmazeutische Fabrik Dr. Winzer von Robert Winzer begründet.
Der Gesundheitsverbund Konstanz betreibt das Klinikum und die Vincentius Orthopädische Fachklinik.
Kommunikations- und Informationstechnologie: Körber Supply Chain Parcel Logistics entwickelt und verkauft Produkte für die Paket- und Brieflogistik, Siemens ist mit Siemens Logistics mit den Bereichen Logistik für Luftfracht und Fluggepäck vertreten.
Die Medienbranche mit dem Südkurier und das Landratsamt sind in Konstanz angesiedelt.
Weiter sind Biotechnologie (GATC Biotech), Halbleitertechnik (Hyperstone GmbH) und Maschinenbau vertreten.
Wichtige Wirtschaftsfaktoren sind auch der Tourismus sowie Tagungen und Kongresse. Im Jahr 2011 besuchten fast 280.000 Reisende Konstanz mit einer durchschnittlichen Aufenthaltsdauer von 2,3 Tagen. Die Zahl der Tagesgäste lag 2009 bei 6,1 Millionen Personen.

### Behörden und Gerichte

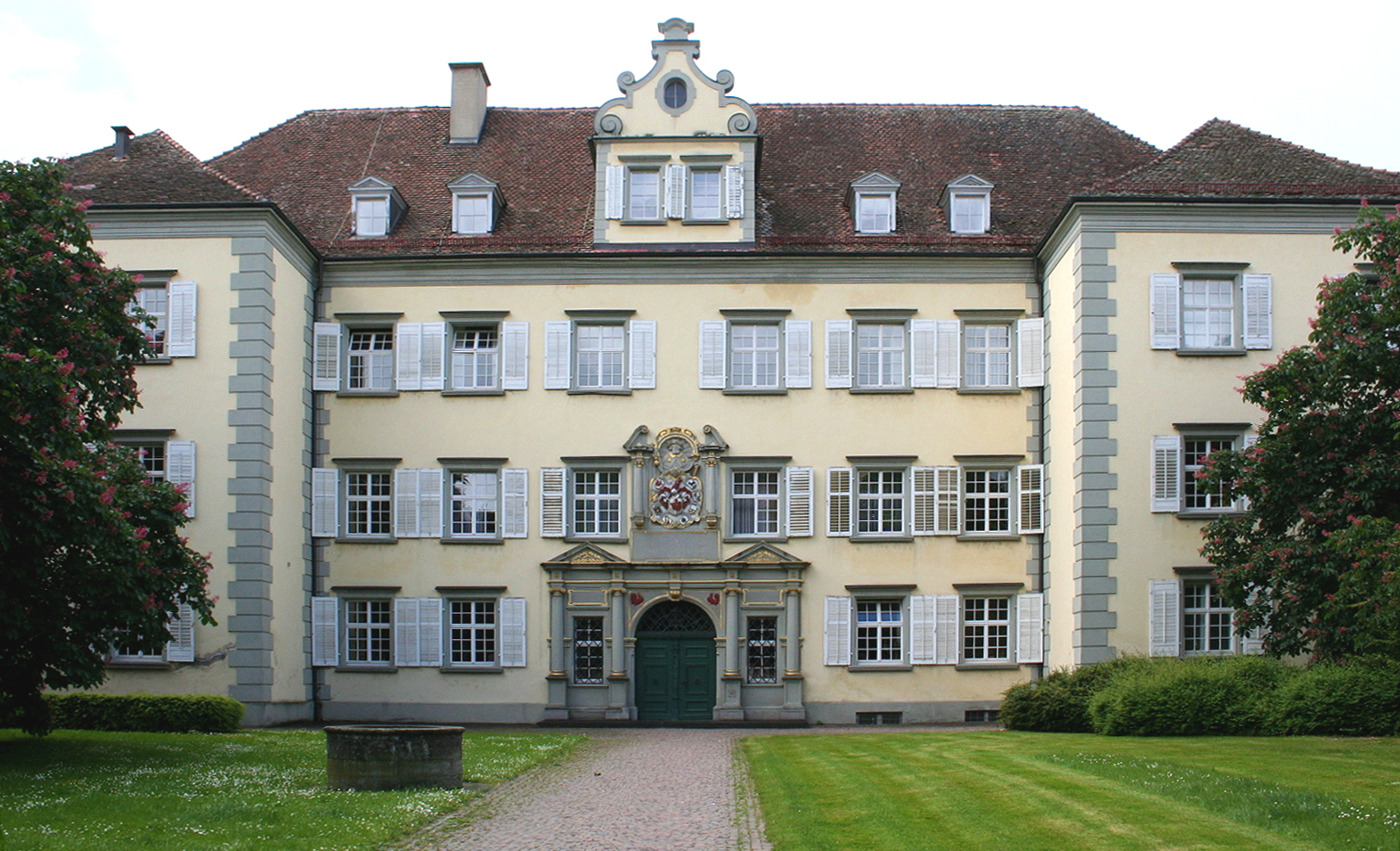
Gebäude des Landgerichts

Konstanz ist Sitz des Landkreises Konstanz, der Industrie- und Handelskammer und der Handwerkskammer Hochrhein-Bodensee. Ferner hat die Stadt ein Amtsgericht, ein Landgericht, ein Sozialgericht und eine Staatsanwaltschaft. Konstanz ist Sitz einer Bundesagentur für Arbeit, die seit 2012 zuständig für die Landkreise Bodenseekreis, Ravensburg und Konstanz ist. Konstanz ist zudem Sitz des Dekanats Konstanz des Erzbistums Freiburg und des Kirchenbezirks Konstanz der Evangelischen Landeskirche in Baden.

### Brücken
Das links- und das rechtsrheinische Konstanz sind durch mehrere Brücken über den Seerhein verbunden. Diese sind in der Reihenfolge rheinabwärts:
- Rheinbrücke Konstanz, auch Alte Rheinbrücke, die den rechtsrheinischen Straßen- und Eisenbahnverkehr in die Innenstadt leitet.
- Fahrradbrücke (Konstanz), eine Brücke für Fußgänger und Fahrradfahrer.
- Schänzlebrücke, auch Neue Rheinbrücke oder Europabrücke, eine Brücke für den Fernverkehr im Zuge der Bundesstraße 33 in Richtung zur Schweizer Autobahn A7.

### Nachbarschaft mit Kreuzlingen

#### Agglomeration
Die Agglomeration Konstanz-Kreuzlingen umfasst gut 115.000 Einwohner (2005). Viele Konstanzer haben ihren Erwerb in der Schweizer Nachbarstadt oder in deren Umgebung. Umgekehrt besorgen die Kreuzlinger ihren täglichen Bedarf häufig in Konstanz. Kreuzlingen und Konstanz arbeiten bei manchen Anlässen zusammen, so zum Beispiel beim Seenachtfest, der GEWA-Messe, beim zweitägigen Flohmarkt.

#### Grenzmarkierung

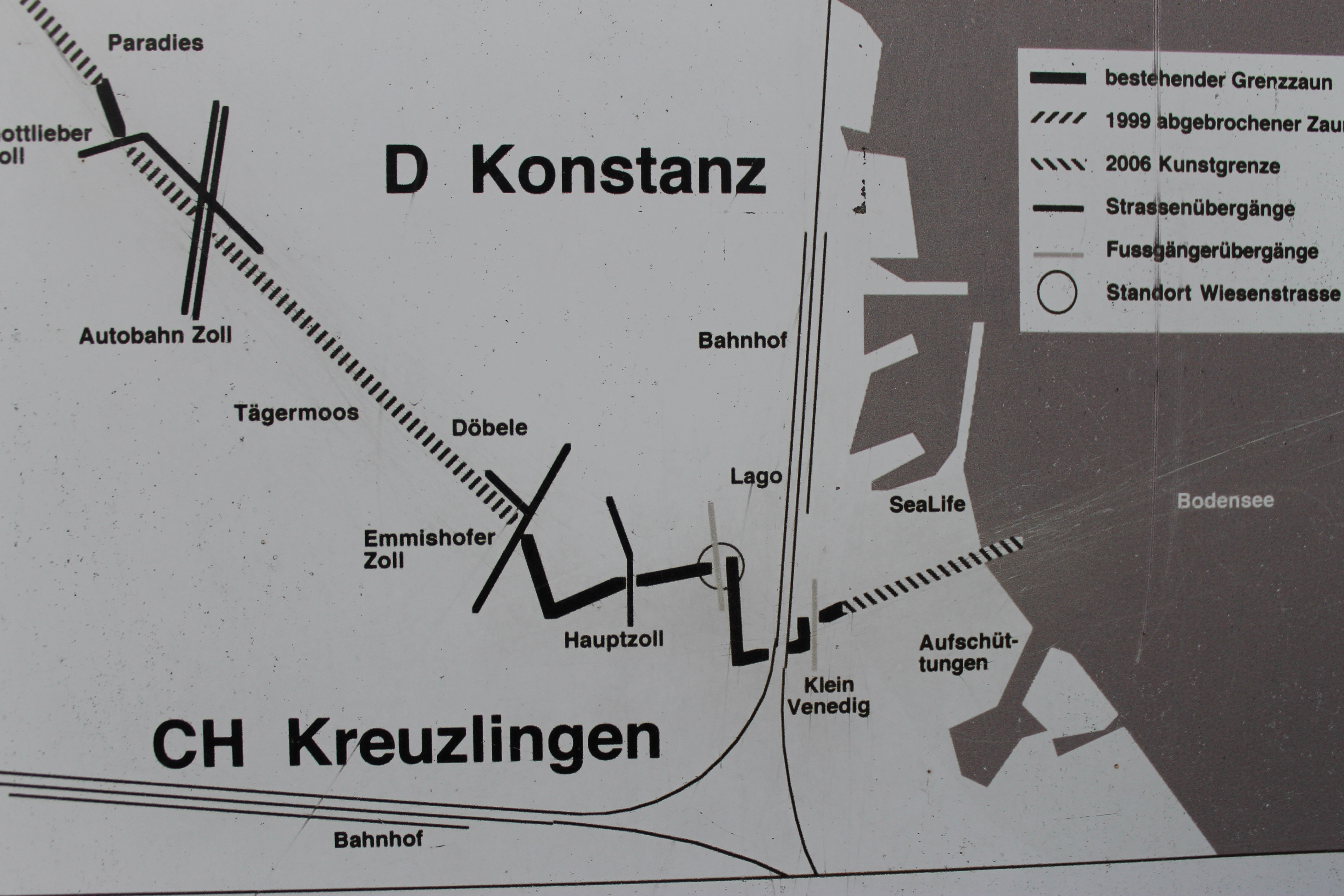
Karte des Grenzzauns

Im Jahr 1831 wurde im Tägermoos-Vertrag der Grenzverlauf als dem ehemaligen äußeren Festungsgraben folgend festgelegt. Die Grenze war später erkennbar durch Grenzsteine und Gartenzäune. Nach dem Grenzvertrag vom 21. September 1938 wurde im Herbst 1939 von Schweizer Seite vom Hauptzoll bis zur Wiesenstraße und vom Hafenzoll bis zum Bodenseeufer ein hoher Zaun, der Grenzzaun (Konstanz), errichtet. Von der Deutschen Wehrmacht wurde ergänzend im Winter 1939/1940 ein drei Meter hoher Zaun mit Schräge und Stacheldraht (Wehrmachtszaun) vom Seerhein über den Gottlieber Zoll zum Emmishofer Zoll gebaut. Ab Mai 1940, dem Beginn des Einmarsches in Frankreich, wurde die Grenze gesperrt. Nach dem Krieg wurde der Wehrmachtszaun um einen Meter abgetragen. Beim Bau des Autobahnzolls wurde der Zaun entfernt und ist nur noch am Grenzübergang zum Tägermoos als Mahnmal erhalten. Der Zaun zum See hin wurde ebenfalls abgebaut und der Grenzverlauf durch die Kunstwerke von Johannes Dörflinger markiert.

#### Grenzkontrollen
Da die Schweiz nicht Teil der Europäischen Währungsunion ist, gibt es in beiden Städten nach wie vor unterschiedliche Währungen, den Euro (€, EUR) und den Schweizer Franken (Fr., CHF). Ferner existieren ein Grenzzaun (teilweise zurückgebaut), Grenzübergänge, Zollkontrollen sowie Einschränkungen des Waren- und Geldverkehrs. Seit die Schweiz im Dezember 2008 dem Schengen-Raum beigetreten ist, werden Personenkontrollen nur noch ausnahmsweise durchgeführt. Gültige Ausweispapiere sind aber beim Grenzübertritt mitzuführen. Die Grenzzäune wurden abgeschafft.
In der Nachkriegszeit war Kreuzlingen Einkaufsstadt für die Konstanzer. Heute ist Konstanz die Einkaufsstadt für die Schweizer Grenzregion.

#### Coronabedingte Grenzschließung 2020

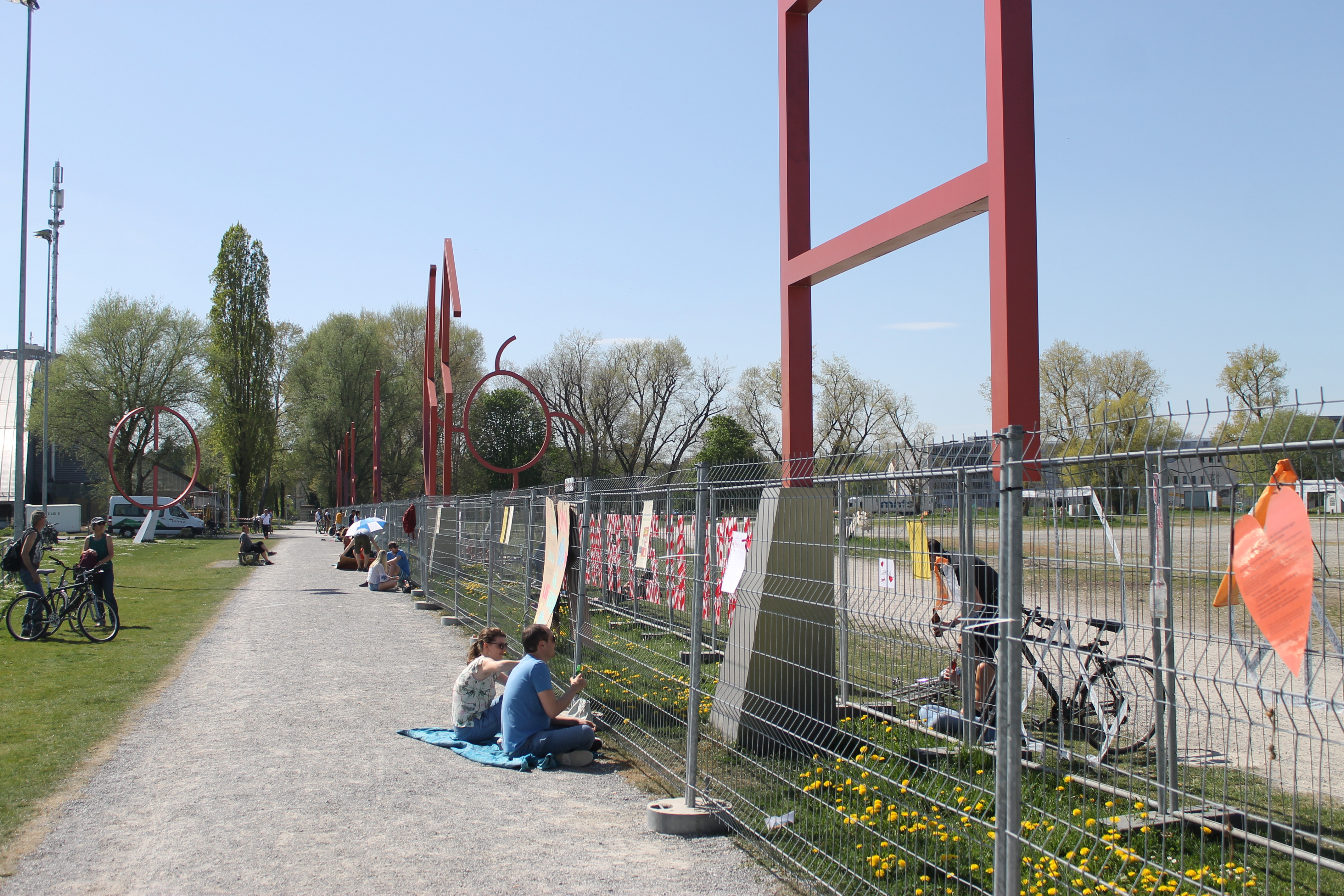
Abgesicherte Kunstgrenze. Der Zaun wurde zuerst von der Deutschen Bundespolizei errichtet. Ein Schweizer Zaun folgte später.

Im Zuge der Bekämpfung der Corona-Pandemie wurde die Kunstgrenze vom Abend des 16. März bis zum 15. Mai 2020 durch einen Bauzaun geschlossen. Dieser wurde von Schweizer Seite durch einen zweiten, parallel in zwei Meter Abstand verlaufenden Zaun ergänzt, um Körperkontakte und damit die Ausbreitung der Pandemie zwischen Personen auf beiden Seiten zu erschweren. Ein Teilstück des Zauns wurde als Zeitdokument in das Museum Haus der Geschichte Baden-Württemberg in Stuttgart gebracht.
Am Grenzübergang von Klein Venedig trafen sich täglich Paare und Familien, um über hohe Zäune hinweg den Kontakt zueinander zu halten. Nachdem der Protest gegen die Grenzschließungen im April 2020 immer lauter geworden war, wurden die Grenzkontrollen am 15. Juni eingestellt.

#### Gemeinsame Infrastruktur
Kreuzlingen und Konstanz bauten gemeinsam die Bodensee-Arena, eine Eissporthalle. Ebenso gibt es gemeinsame Versorgungseinrichtungen (Stromnetz, Gasversorgung, Abwassernetz, Busverkehr).
Kreuzlingen lässt seine Abwässer im Konstanzer Klärwerk reinigen und beteiligte sich an dessen Bau. Beide Städte haben eigene Wasserwerke (Konstanz im Rahmen der Stadtwerke Konstanz), die jedoch durch eine Notwasserleitung miteinander verbunden sind. Konstanzer Stadtbusse fahren nach Kreuzlingen hinein und haben Anschluss an dessen Stadtbus-Liniennetz. Von der Konstanzer und der Kreuzlinger Feuerwehr werden gemeinsame Übungen und bei Bedarf auch gemeinsame Einsätze durchgeführt. Im November 2014 wurde von Behörden des Landkreises Konstanz und des Kantons Thurgau eine grenzüberschreitende Sicherheitsübung durchgeführt, um die Konsequenzen eines längerfristigen, flächendeckenden Stromausfalls zu erkennen. Konstanz liefert(e) von 1869 bis 1937 und seit 1982 Gas an Kreuzlingen, dazwischen gab es eine Unterbrechung.

### Grenzübergänge (Zoll)

#### Hauptübergänge

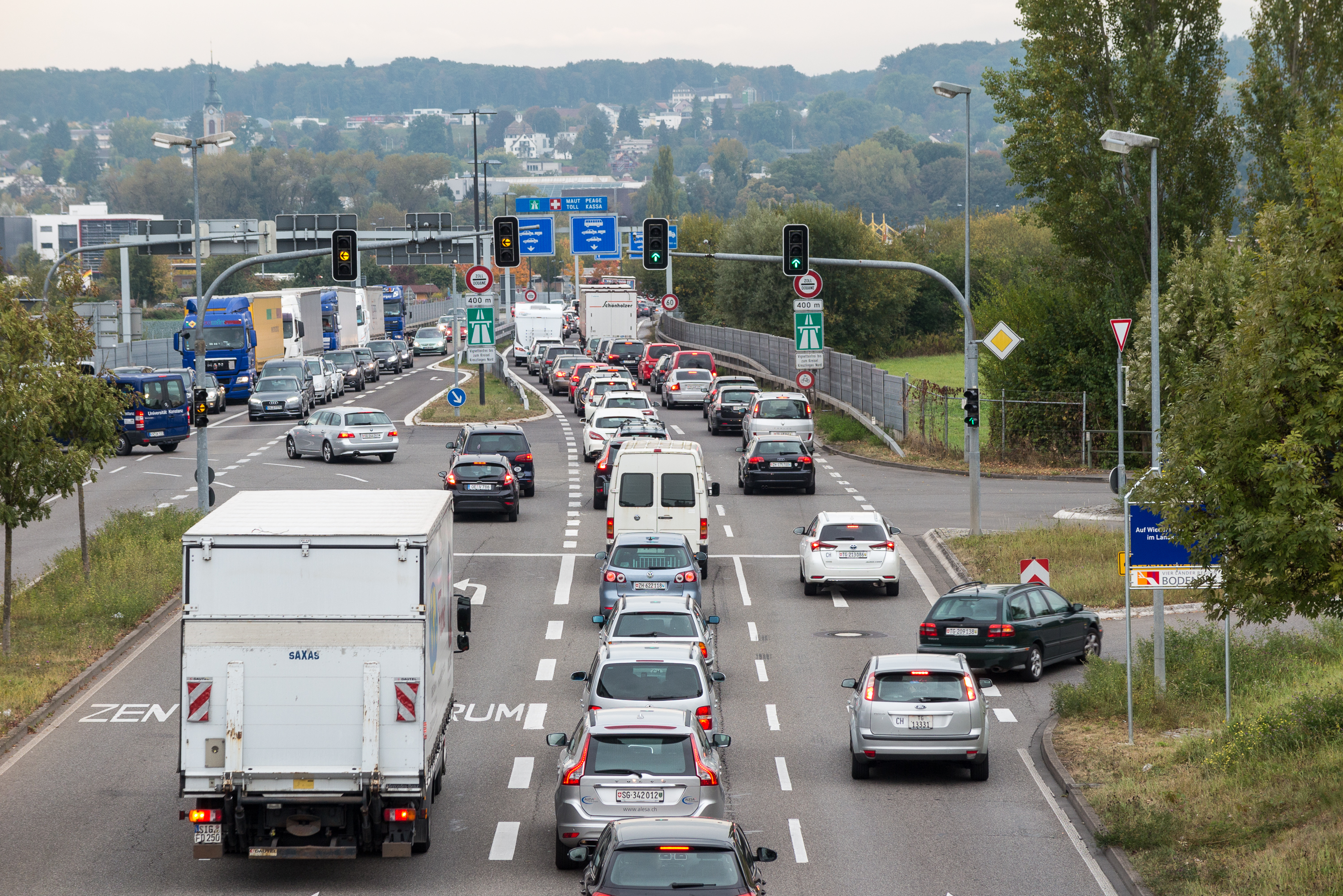
Zufahrt zum Autobahn-Zoll B 33n/A 7

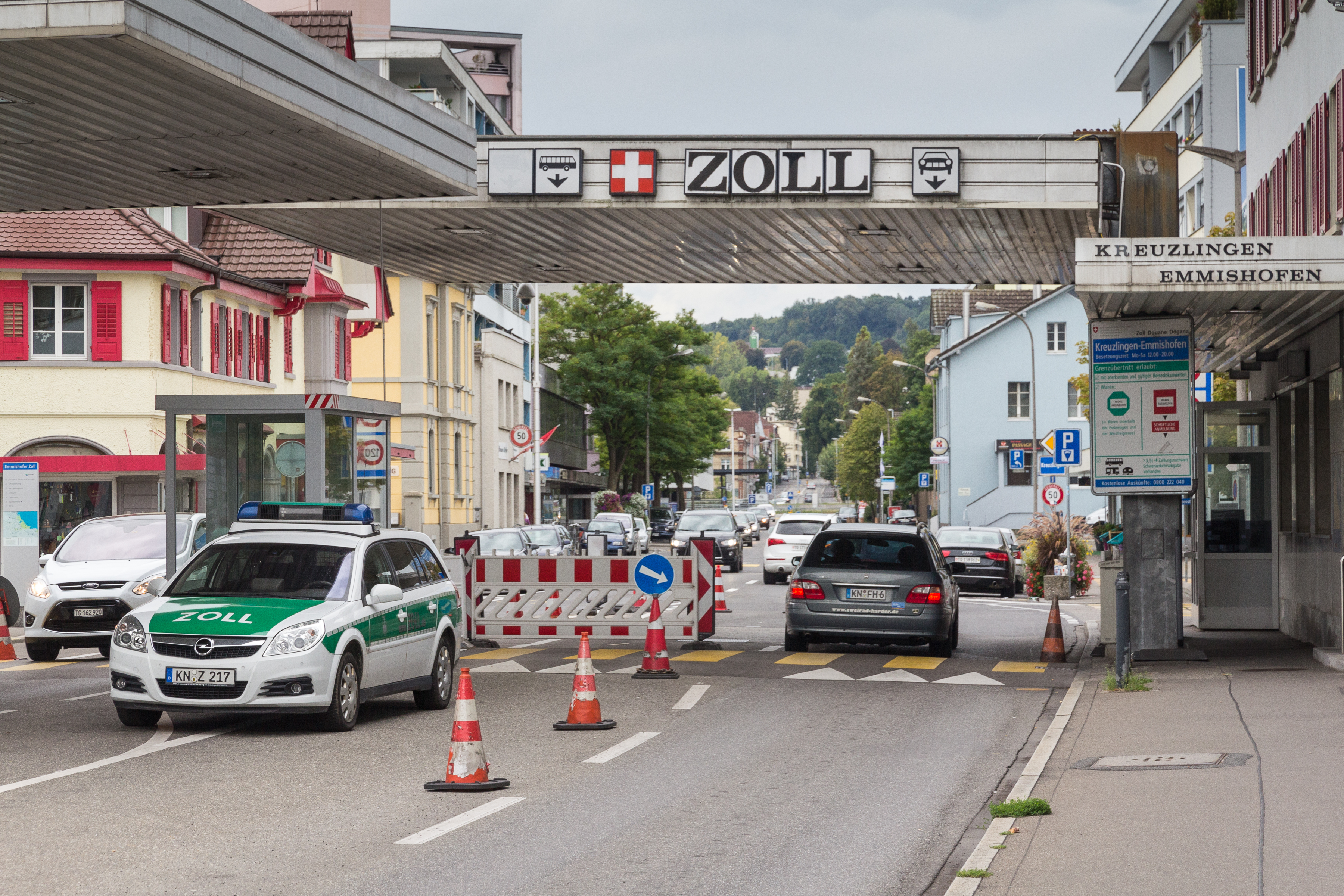
Emmishofer Zoll

Hauptgrenzübergang und durchgehend geöffnet ist in Fortführung der B 33 der Zoll an der Schweizer Autobahn 7 nach Zürich.
Der Zoll Emmishofer Tor führt Zollformalitäten nur während eingeschränkter Öffnungszeiten durch. Er verbindet die beiden Städte Konstanz und Kreuzlingen.

#### Nebenübergänge
Der Gottlieber Zoll wird im Regionalverkehr zwischen Konstanz-Paradies, Tägermoos und Gottlieben benutzt. Hier ist noch ein Abschnitt des Grenzzaunes von 2,5 Meter Höhe zur Erinnerung belassen worden. Dieser Grenzzaun wurde von den Deutschen ab Winter 1939/40 zur Abschottung Deutschlands (zur Verhinderung des Informationsflusses über die Schweiz nach Frankreich sowie zur Verhinderung der Flucht der Juden und der politisch Verfolgten) errichtet. Das geschichtlich und grundrechtlich zu Konstanz gehörende Schweizer Gebiet Tägermoos wird auch heute noch in Kooperation mit den Schweizer Behörden von Konstanz mitverwaltet.
Der Zoll Kreuzlinger Tor ist zur Verkehrsberuhigung der umliegenden Wohngebiete seit Ende 2013 probeweise und seit Ostern 2014 dauerhaft für den motorisierten Verkehr geschlossen.

#### Fußgänger-/Fahrradübergänge

Die Kunstgrenze zwischen Konstanz und Kreuzlingen

Der Grenzübergang Klein-Venedig liegt direkt am Seeufer und ist nur für Fußgänger und Radfahrer geöffnet: Im Bereich des etwa 280 Meter langen Streckenabschnitts der deutsch-schweizerischen Staatsgrenze an der Konstanzer Bucht (Klein-Venedig) zwischen Konstanz und Kreuzlingen wurde im Herbst 2006 der Grenzzaun abgerissen, die Grenze wird aber durch Kameras und Patrouillen überwacht. Anstelle des Zauns wurde am 22. April 2007 die Kunstgrenze Konstanz/Kreuzlingen direkt auf der Grenze (die eine Hälfte auf deutschem, die andere Hälfte auf Schweizer Staatsgebiet) mit 22 acht Meter hohen Skulpturen des Künstlers Johannes Dörflinger eingeweiht.
Der Grenzübergang Wiesenstraße ist nur für Fußgänger und Radfahrer geöffnet. Die Straße trägt auf Konstanzer und Kreuzlinger Gebiet denselben Namen.

### Medien

#### Tageszeitung
- Der Südkurier ist eine regionale Tageszeitung mit Sitz in Konstanz für die Regionen nordwestlicher Bodensee, Hochrhein und Schwarzwald.

#### Internet
- seemoz – Online-Magazin am Bodensee: kritisch – widerborstig – informativ. Lesenswertes aus Kultur und Politik für den Bodenseeraum und das befreundete Ausland. Erscheint werktags.[214]

#### Wochenzeitung
- Konstanzer Anzeiger, Hrsg.: Anzeiger Südwest GmbH (Südkurier)

#### Zweiwöchentliche Blätter
- Amtsblatt: seit Januar 2018, Hrsg.: Stadt Konstanz[215]

#### Monatsmagazine
- akzent – Das Magazin für die Groß-Stadt Bodensee. Hrsg.: akzent Verlags GmbH (gehört dem Verlag der Schwäbischen Zeitung, Schwäbischer Verlag).
- Neue Zeiten – russisch-deutsche Zeitung in Konstanz für alle Gruppen russischsprachiger Bevölkerung, aktuelle Nachrichten aus dem kulturellen Leben der Region Bodensee, Integrationsfragen, Religion und Ausbildung. Hrsg.: Tatjana Reichert/Verein Neue Zeiten e. V./Verein Russische Schule „Znaika“ e. V. in Konstanz.
- Russische Zeitung – Zeitung der Bodenseeregion für deutsch-russische kulturelle Verständigung, Pflege der russischen Sprache und Kultur, Forum der Russisch Sprechenden. Hrsg.: Alina Titova/Russischer Club e. V. Konstanz, Russische Zeitung.
- QLT. sprich:[kult]. Kultblatt seit 1979. Hrsg.: Qlt media UG (haftungsbeschränkt)[216]

#### Ehemals in Konstanz ansässige Publikationen
- Die Fußballzeitschrift kicker wurde in Konstanz von Walther Bensemann gegründet und dort zunächst auch publiziert.
- Konstanzer Stadtmagazin, Hrsg.: Südkurier (im März 2007 eingestellt)
- E1NS – Das grenzenlose Magazin für Konstanz | Kreuzlingen erschien 2010–2012 in Konstanz und angrenzendem Kreuzlingen als 14-tägliches Magazin.

#### Hörfunk und Fernsehen
Konstanz ist Sitz des lokalen Radiosenders Radio Seefunk, zudem sind Sendestudios von SWR Bodenseeradio und Radio 7 vor Ort. Seit 2005 gibt es das Freie Radio Radio Wellenbrecher. Die Studentenschaft ist durch das Uni-Radio Knatterton und das Studentenfernsehen Campus-TV und Fischersbraut mit eigenen Medien vertreten. Auch der regionale Fernsehsender Regio TV Bodensee ist mit einem Studio in Konstanz vertreten.

#### Konstanz in Filmen
- Eva Mattes und Sebastian Bezzel ermittelten als Klara Blum und Kai Perlmann in der ARD-Krimiserie Tatort von 2002 bis 2016 in Konstanz und der Bodenseeregion.

### Bildung

#### Hochschulen

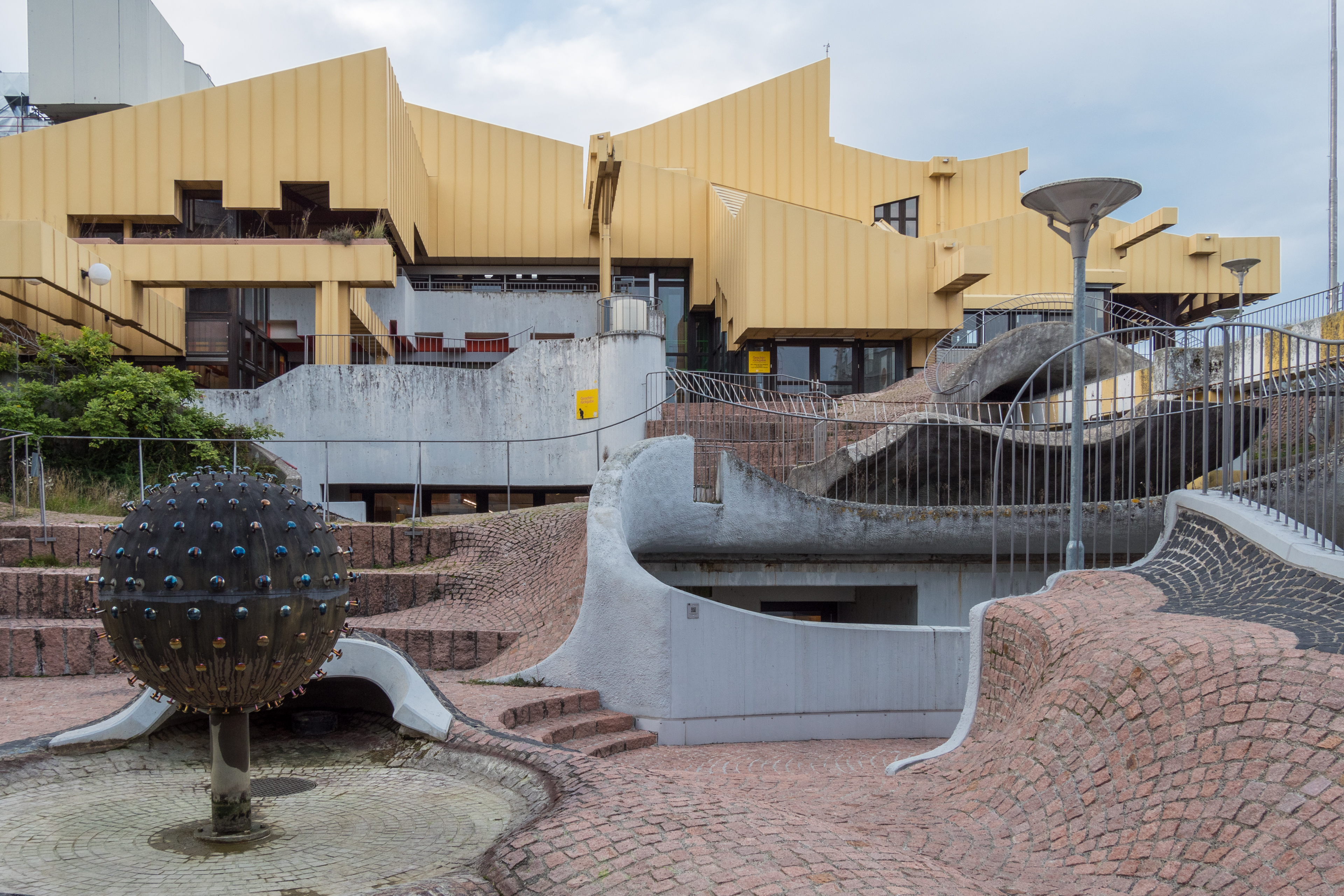
Universität Konstanz, Gebäude K

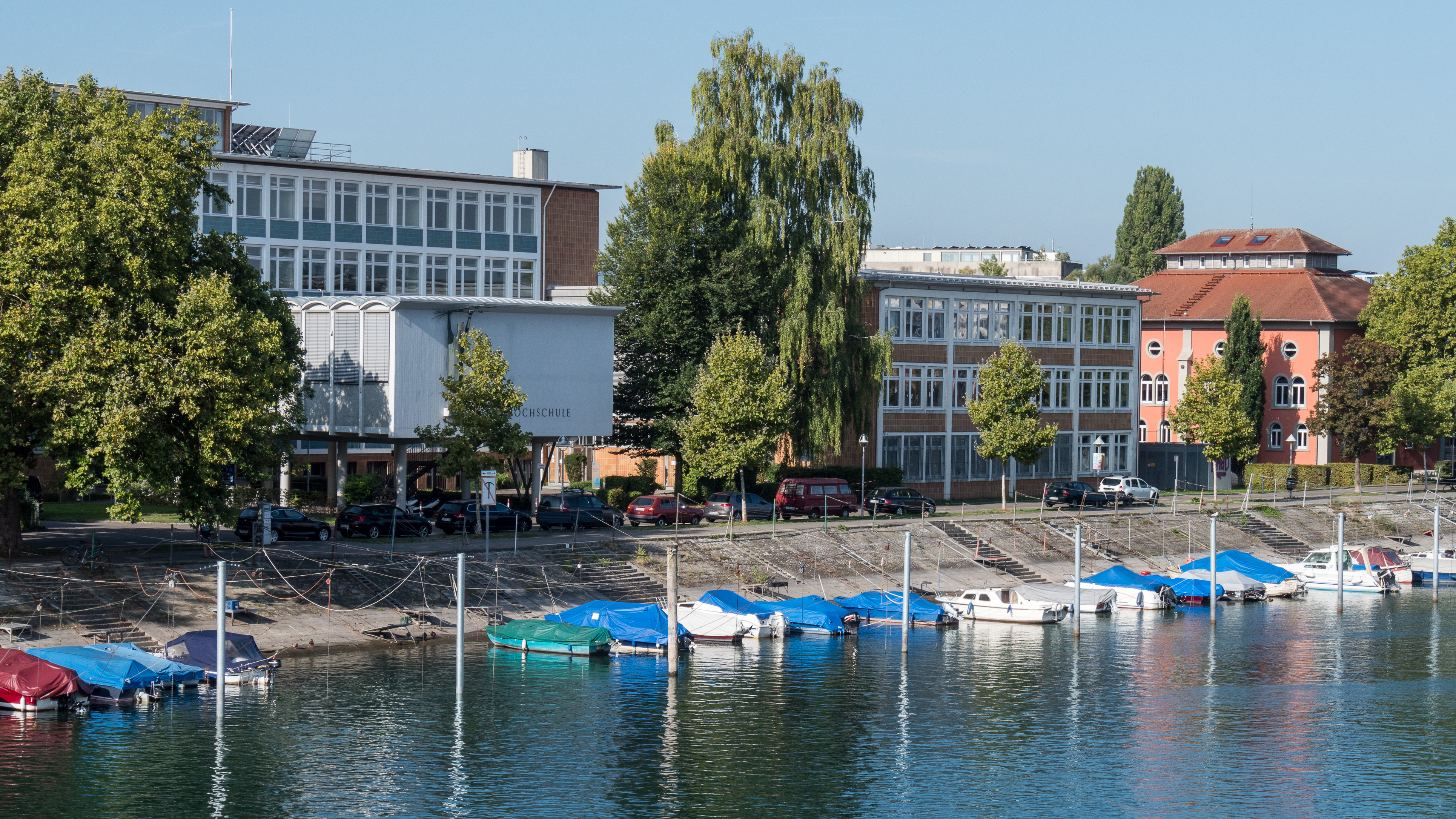
HTWG am Rhein

Die im Jahr 1966 gegründete Universität Konstanz ist die jüngste und kleinste der neun so genannten Eliteuniversitäten mit den Studienfächern Naturwissenschaften, Geisteswissenschaften, Rechts-, Wirtschafts- und Verwaltungswissenschaften. Die Universität Konstanz und die Schweizer Pädagogische Hochschule Thurgau in Kreuzlingen arbeiten zusammen; die Kooperation beinhaltet u. a. drei grenzüberschreitende Studiengänge (Sekundarstufe I, Sekundarstufe II, Master Frühe Kindheit), Brückenprofessuren und seit 2016 die gemeinsam geführte «Binational School of Education». Die Universität Konstanz ist Mitglied der Internationalen Bodensee-Hochschule (IBH).
Bereits 1906 wurde das „Technikum Konstanz“, eine klassische Ingenieurschule, gegründet. Daraus entwickelte sich 1971 die Fachhochschule (FH) Konstanz. Infolge des reformierten baden-württembergischen Hochschulgesetzes trägt die FH seit dem Jahr 2006 offiziell den Namen Hochschule Konstanz Technik, Wirtschaft und Gestaltung (HTWG) bzw. die offizielle internationale Bezeichnung Konstanz University of Applied Sciences. An die HTWG angegliedert war die Technische Akademie Konstanz (TAK). Das Institut für wissenschaftliche Weiterbildung wurde vom Stifterverband für die Deutsche Wissenschaft in einem bundesweiten Wettbewerb als „Beste deutsche Hochschule in Sachen Weiterbildung“ ausgezeichnet. Die Technische Akademie Konstanz hatte ihren Sitz im Seminar- und Tagungszentrum „Villa Rheinburg“ in unmittelbarer Nähe zum Campus der HTWG. Im Jahr 2019 wurden die beiden Weiterbildungsinstitute der HTWG zusammengefasst zur Lake Constance Graduate School (LCGS). Die HTWG ist Mitglied der Internationalen Bodensee-Hochschule (IBH).
Seit 2012 hat die Hochschule für Wirtschaft und Umwelt Nürtingen-Geislingen mit dem Bodensee Campus einen Standort in Konstanz.
Seit 2015 hat die Allensbach Hochschule (Nachfolger der Wissenschaftlichen Hochschule Lahr (WHL)) ihren Sitz in Konstanz. Mit dem Studienmodell des Fernunterrichts bietet sie berufsbegleitende Bachelor- und Masterprogramme im Bereich der Wirtschaftswissenschaften an.

#### Schulen
Für die Schulbildung unterhält die Stadt sieben Grundschulen (Allmannsdorf, Dingelsdorf, Grundschule im Haidelmoos, Grundschule Im Wallgut, Litzelstetten, Wollmatingen und Sonnenhalde-Grundschule), vier Grund- und Hauptschulen (Berchenschule Wollmatingen, Gebhard-Grund- und Hauptschule, Grund- und Hauptschule am Stephansplatz und Grund- und Hauptschule mit Werkrealschule Dettingen).
Eine Haupt- und Realschule (Mädchen-Haupt- und Realschule Zoffingen), eine weitere Realschule (Theodor-Heuss-Realschule) und die 1976 gegründete Geschwister-Scholl-Schule, ein Schulverbund, der die Schularten Hauptschule, Realschule, Gymnasium sowie eine schulartübergreifende Orientierungsstufe (Klassen 5/6) beinhaltet. Die drei Schulzüge stimmen zum Teil die Unterrichtsinhalte ab. Auch ist ein Wechsel zwischen den Zügen in den ersten Jahren möglich.
Es gibt fünf Gymnasien, das 1604 gegründete Heinrich-Suso-Gymnasium (altsprachlich), das 1830 gegründete Alexander-von-Humboldt-Gymnasium (mathematisch-naturwissenschaftlich, neusprachlich-literarisch-künstlerisch, gesellschaftswissenschaftlich) sowie das 1859 errichtete Ellenrieder-Gymnasium (neusprachlich), das Wirtschaftsgymnasium und seit 1970 das Technische Gymnasium an der Zeppelin-Gewerbeschule.
Darüber hinaus gibt es eine Musikschule. Der Landkreis Konstanz ist Träger der Wessenberg-Schule – Kaufmännische Schule (mit Berufsschule, Berufsfachschule, Berufskolleg, BVJ und Wirtschaftsgymnasium) und der Zeppelin-Gewerbeschule (mit Berufsschulen, Berufsfachschulen, Fachschulen und Technischem Gymnasium) sowie der Regenbogen-Schule für Körper- und Geistigbehinderte, der Schule für Kranke und des Schulkindergartens für Sprachbehinderte Konstanz. Ferner gibt es noch eine Förderschule (Comenius-Schule).
Mehrere Privatschulen runden das schulische Angebot in Konstanz ab. So gibt es eine Abendrealschule, eine Altenpflegeschule des Berufsfortbildungswerks und der Arbeiterwohlfahrt, die Bio-Kosmetikschule Dr. Gümbel Konstanz-Meersburg, die Freie aktive Schule für Lebendiges Lernen (Grundschule), die Freie Waldorfschule Konstanz, das Humboldt-Institut für Deutsch als Fremdsprache, die Inlingua-Sprachschule, die Kunstschule Akademie für Grafik und Design, die Schule für Physiotherapie Konstanz GmbH, einen Sonderschulkindergarten für Körperbehinderte, die Säntis-Schule für Erziehungshilfe und die Schulen für Kranken- und Kinderkrankenpflege am Klinikum Konstanz. Konstanz ist Sitz einer Hauptstelle der Volkshochschule Konstanz-Singen e. V.

#### Kindergarten
In Konstanz befinden sich 43 Kinder-Tageseinrichtungen, wozu Kindergärten, -tagesstätten, -häuser, -horte und -krippen gehören.

### Sport und Freizeitanlagen

#### Bäder
Konstanz mit seinen Stadtteilen hat sieben Bäder.
- Die Bodensee-Therme Konstanz ist ein am 22. Juli 2007 eröffnetes Thermalbad. Die Baukosten betrugen über 25 Millionen Euro. Sie hat ein Thermalbad mit Kindererlebniswelt, Saunawelt, Wellnessangebot und ein Sportschwimmbecken im Freien (nur im Sommer).[220] Mit 384.752 Besuchern im Jahr 2014 ist sie das meistbesuchte Bad der Stadt.
- Das Hallenbad am Seerhein dient dem Schul- und Vereinssport. Das Rheinstrandbad ist ein kostenpflichtiges Freibad und hatte 17.168 Besucher im Jahr 2014. Es wurde im Jahr 1937 eröffnet.[221][222][223]
- Schwaketenbad (179.782 Besucher im Jahr 2014 – niedergebrannt am 4. Juli 2015, Beginn des Wiederaufbaus (Neubau mit größerem Angebot) im Dezember 2017, Wiedereröffnung am 1. April 2022)[224]
- Strandbad Dingelsdorf (ca. 45.600 Besucher im Jahr 2014). Der Eintritt ist frei.
- Strandbad Horn (ca. 140.800 Besucher im Jahr 2014): Es wurde durch Gemeinderatsbeschluss vom 22. Juli 1920 offiziell begründet.[221] Der Eintritt ist frei. Es hat eine Uferlänge von 600 Meter und eine Liegewiese von 50.000 Quadratmeter.[225]
- Strandbad Litzelstetten (ca. 22.700 Besucher im Jahr 2014). Der Eintritt ist frei.
- Strandbad Wallhausen (ca. 73.700 Besucher im Jahr 2014). Der Eintritt ist frei.

## Aussichtspunkte

### Alpensicht
Folgende Standorte erlauben bei guter Sicht einen Blick über die Stadt und Alpensicht. Gute Sicht herrscht bei niedriger Luftfeuchte und geringer Luftverschmutzung, z. B. bei Föhn.
- Turm des Konstanzer Münsters (April bis Oktober)
- Fürstenberg im Stadtteil Fürstenberg
- Turm der Jugendherberge in Allmannsdorf (nur wenige Tage im Jahr für die Öffentlichkeit zugänglich)
- Raiteberg, an bestimmten Tagen auch vom auf diesem Drumlin stehenden Bismarckturm
- Purren, der höchste Punkt von Litzelstetten

## Sonstiges
Konstanz ist die erste Stadt in Deutschland mit einem innovativen Straßenbeleuchtungssystem. So können Bürger zwischen den Stadtteilen Egg und Allmannsdorf nach 23 Uhr die Straßenlaternen per Knopfdruck anschalten. Nach 15 Minuten geht die LED-Beleuchtung automatisch wieder aus.
Das Weingut Haltnau zwischen Meersburg und Hagnau gehört der Spitalkellerei Konstanz, so dass ein Wein aus Meersburger Lage in Konstanz erzeugt wird. Das Rebgut Haltnau ging im Jahr 1272 durch urkundlich bezeugte Schenkung eines Konstanzer Bürgers in den Besitz der Konstanzer Heilig-Geist-Stiftung über. Einer erstmals 1861 publizierten historisierenden Sage zufolge gelangte das Weingut Haltnau jedoch durch eine Schenkung der Meersburger Wendelgard von Halten, der „schweinsrüsseligen“ Gräfin, in den Besitz des Konstanzer Spitals. Eine Weinstube in Konstanz trägt den Namen „Zur Wendelgard“ und ist in Anlehnung an die Sage.
Im Grenzgebiet der zentralasiatischen Gebirge Hindukush, Pamir und Karakorum existiert ein 5902 m hoher Berg mit dem Namen „Constancia Sar“ (Konstanz-Gipfel).
Der Schutzpatron der Stadt ist Pelagius von Aemona.
Nach der Stadt ist der Asteroid (405207) Konstanz benannt worden, der durch das tschechische Kleť-Observatorium entdeckt wurde.

## Medien
- Konstanz. Tore, Türme, Träume. Weltoffenes Konstanz. In: SWR. 23. März 2010, 22:00–22:30 Uhr, Fahr mal hin. SWR 2010 (Alte Rheinbrücke, Niederburg, Übergang nach Kreuzlingen, Religionen, Huß, Stolperstein, Rosgartenmuseum).
- Delphinbuch, Stadtgeschichtliche Beiträge